# Tartu
Pour les articles homonymes, voir Tartu (homonymie).
Tartu (prononcer /taʁ.tu/, en langue sud-estonienne Tarto, nom allemand historique Dorpat) est une ville d'Estonie. Avec presque 100 000 habitants, la municipalité urbaine de Tartu (Tartu Linn) est la deuxième ville d'Estonie et la principale ville de l'Estonie du Sud.
À la fois rivale et complémentaire de la capitale Tallinn, Tartu est considérée comme la capitale culturelle et intellectuelle de l'Estonie, voire des Pays baltes, abritant l’université de Tartu (créée en 1632), la plus renommée du pays.
Implantée sur les bords de la rivière Emajõgi, centre d'échange majeurs au Moyen Âge et important à l'époque des chevaliers Porte-Glaive et de la Ligue hanséatique, la ville comporte de nombreux monuments dont l'hôtel de Ville de Tartu, les restes d'une cathédrale du XIIIe siècle ainsi que la plus importante église sculptée d'Europe du Nord : l'église Saint-Jean.
Principale ville de l'arrière-pays estonien occupé par des puissances étrangères à de nombreuses reprises, Tartu fut, en réponse, l'un des principaux lieux de revendications culturelles estoniennes. Depuis le XIXe siècle, son rôle dans la création de la République (drapeau estonien issu de la Société des étudiants de l'université de Tartu, siège du premier festival national de chant, du premier théâtre de langue estonienne, traité de Tartu de 1920, siège du Musée national estonien, du ministère de l’Éducation et de la Cour suprême d'Estonie) lui vaut d’être considéré comme le berceau intellectuel et culturel de l'Estonie contemporaine.
Au XXIe siècle, l'attractivité économique de l'Estonie et de sa capitale Tallinn, rendue possible par le commerce maritime et l'essor des entreprises des technologies de l'information et de la communication, encourage la ville de Tartu à se distinguer par son domaine de spécialité : la science et la recherche, ainsi que les activités culturelles et touristiques.
Membre du réseau des villes créatives UNESCO en tant que ville littéraire, elle est notamment reconnue pour sa variété et forte densité de musées (vingt pour presque 100 000 habitants, dont douze dans le centre-ville). La vitalité de sa vie culturelle et étudiante est à l'origine de l'expression populaire Tartu vaim (en Estonien : « l'esprit de Tartu »).
Ayant pour objectif de sensibiliser sa population aux enjeux du climat, de sa place en Europe et de la démocratisation de l’artisanat, Tartu est choisie pour être capitale européenne de la culture pour l’année 2024 avec le programme artistique Ellujäämise Kunstid (littéralement « les Arts de la Survie »).

## Géographie

### Localisation
La ville se trouve à 163 kilomètres au Sud-Est de la capitale Tallinn, à 220 kilomètres au Nord-Est de Riga, capitale de la lettonie voisine. Tartu est proche de la frontière avec la Russie (à 45 kilomètres à l'Est), mais est néanmoins séparée de cette dernière par le Lac Peipous. La ville est située sur l'ancien axe Riga-Saint-Pétersbourg. Tartu est le chef-lieu du comté éponyme. La frontière russe terrestre la plus proche de Tartu est situé dans le Setomaa à 80 kilomètres et permet d'accéder aux villes de Pskov et Novgorod. La frontière lettone au Sud est accessible via Valga à 70 kilomètres. La côte de la mer baltique la plus proche de Tartu est au nord du pays, à 118 kilomètres.

### Communes limitrophes
| Tartu vald | Tartu vald  | Tartu vald |
| Elva       | Tartu       | Luunja     |
| Elva       | Nõo, Kambja | Kastre     |

### Climat
Tartu se situe dans la zone tempérée humide du climat continental. Le climat est plutôt doux si l’on considère sa haute latitude ; c’est dû en grande partie à la proximité de la mer Baltique et aux apports d’air chaud venant de l'Atlantique. L'influence continentale peut néanmoins se faire sentir pendant les jours de chaleur en été et les périodes de froid en hiver, quand la température peut parfois (mais c’est rare) tomber au-dessous de −30 °C. En général, les étés vont du frais au chaud et les hivers sont froids, même s’ils ont été très doux et pluvieux ces dernières années.
| Mois                                  | jan.       | fév.      | mars       | avril      | mai       | juin      | jui.      | août      | sep.      | oct.       | nov.       | déc.       | année      |
| ------------------------------------- | ---------- | --------- | ---------- | ---------- | --------- | --------- | --------- | --------- | --------- | ---------- | ---------- | ---------- | ---------- |
| Température minimale moyenne (°C)     | −6,5       | −7,3      | −4         | 1,2        | 5,8       | 10,3      | 12,9      | 12        | 8         | 3,3        | −0,8       | −4,2       | 2,6        |
| Température moyenne (°C)              | −4,1       | −4,4      | −0,5       | 5,9        | 11,5      | 15,5      | 18        | 16,7      | 11,8      | 6          | 1,2        | −2,1       | 6,3        |
| Température maximale moyenne (°C)     | −1,8       | −1,6      | 3,3        | 11,1       | 17,1      | 20,6      | 23,1      | 21,8      | 16,3      | 9,2        | 3,3        | 0          | 10,2       |
| Record de froid (°C) date du record   | −37,5 1970 | −36 1979  | −29,6 1963 | −19,8 1963 | −7,2 1965 | −2,2 1965 | 1,8 1958  | 1,5 1869  | −6,6 1976 | −13,8 2002 | −22,2 1890 | −38,6 1978 | −38,6 1978 |
| Record de chaleur (°C) date du record | 9,7 2007   | 10,9 1990 | 18,4 2007  | 27,5 1882  | 30,9 2014 | 34 1905   | 34,9 1959 | 35,2 1896 | 30,3 1992 | 21,5 1874  | 13,8 1967  | 13 1867    | 35,2 1896  |
| Ensoleillement (h)                    | 33,7       | 65,1      | 140,3      | 190,9      | 266       | 258       | 268,7     | 227,6     | 152,1     | 79,3       | 30         | 24,3       | 1 735,9    |
| Précipitations (mm)                   | 48         | 39        | 36         | 35         | 54        | 88        | 67        | 79        | 55        | 68         | 55         | 51         | 673        |
| Nombre de jours avec précipitations   | 10         | 8         | 8          | 8          | 8         | 10        | 11        | 11        | 11        | 11         | 11         | 11         | 118        |
| Humidité relative (%)                 | 88         | 85        | 76         | 68         | 65        | 70        | 74        | 77        | 82        | 86         | 89         | 89         | 79         |

| Diagramme climatique                                  |            |         |           |           |            |            |          |         |          |           |         |
| J                                                     | F          | M       | A         | M         | J          | J          | A        | S       | O        | N         | D       |
| −1,8−6,548                                            | −1,6−7,339 | 3,3−436 | 11,11,235 | 17,15,854 | 20,610,388 | 23,112,967 | 21,81279 | 16,3855 | 9,23,368 | 3,3−0,855 | 0−4,251 |
| Moyennes : • Temp. maxi et mini °C • Précipitation mm |            |         |           |           |            |            |          |         |          |           |         |

## Urbanisme

### Développement urbain
| Haage | village                              | 369    |
| Ilmatsalu küla | village                              | 49     |
| Ilmatsalu | petit bourg                          | 385    |
| Kandiküla | village                              | 126    |
| Kardla | village                              | 95     |
| Märja | petit bourg                          | 689    |
| Pihva | village                              | 60     |
| Rahinge | village                              | 465    |
| Rõhu | village                              | 177    |
| Tähtvere küla | village                              | 166    |
| Tüki | village                              | 252    |
| Vorbuse | village                              | 273    |
| Tartu - Annelinn - Ihaste - Jaamamõisa - Karlova - Kesklinn - Maarjamõisa - Raadi-Kruusamäe - Ropka - Ropka ZI - Ränilinn - Supilinn - Tammelinn - Tähtvere - Vaksali - Variku - Veeriku - Ülejõe | centre urbain intra-muros - quartier | 95 190 |

#### Centre-ville
Le quartier du centre-ville (kesklinn) comporte quatre secteurs : la vieille ville (vanalinn) incluant la colline du Dôme et l'ancien centre-bourg marchand reconstruit au XIXe siècle, l'arrière de la colline (Toometaguse), la colline de la route de Riga (Riiamäe) et le nouveau arché (Uueturu).

##### La colline du Dôme: noyau historique de Tartu
La colline du Dôme (en Estonien Toomemägi, nom allemand historique Domberg) est l'un des rares points de relief majeurs le long de la rivière. Peuplé depuis le Ve siècle, le versant Est de la colline accueille au début du Moyen Âge un fort estonien. La colline sert de barrière naturelle contre les nombreuses invasions, ce qui n'empêche cependant pas les multiples raids menés par les Princes slaves venus de l'Est.
Le fort en bois est détruit puis reconstruit à plusieurs reprises au gré des invasions, avant d'être définitivement anéanti au moment des croisades baltes par des moines-soldats allemands. Un château médiéval en pierre est construit afin d'y loger le Prince-évêque allemand et sa garnison. La colline accueille également la construction d'une cathédrale en brique. Elle s'accompagne de divers bâtiments, notamment les bâtiments de l'entourage de l'évêque. Entourée de remparts, elle s'urbanise au fur et à mesure du développement du commerce dans la cité. Le manque de place pousse le développement de la ville marchande hors de la colline. De plus, les luttes d'influences entre le prince-évêque et les marchands devenus bourgeois conduisent à des dégradations de la "ville haute" de la colline en signe de protestations, notamment pendant la réforme protestante.
Au XVIe siècle, la colline perd de son importance marchande et les quelques bâtiments qui ne sont pas détruits par les invasions sont dégradés par le temps et les incendies. La colline à cependant un intérêt militaire et constitue une défense naturelle pour la ville. Elle est alors successivement fortifiée sous le règne suédois, puis russe tout au long du XVIIe siècle jusqu'au début du XVIIIe siècle, ou ses extrémités prennent sa forme actuelle de bastion en étoile. Délaissée au milieu du XVIIIe siècle, la colline sert alors de pâturage pour du bétail.
Au début du XIXe siècle, la colline est finalement urbanisée de nouveau pour et accueillir les bâtiments de l'université. Les ruines de la cathédrale médiévale sont transformées en bibliothèque (aujourd'hui musée de l'université), les ruines de l'ancien château laissent place à un observatoire et une clinique (actuel Institut de sciences politiques et Cour suprême d'Estonie). Les fossés entourant la colline sont également urbanisés depuis le 19e siècle.

##### Vieille ville entre la colline et la rivière
La vieille ville proprement dite est située entre les contreforts de la colline du Dôme et les rives de la rivière Emajõgi dans une zone autrefois marécageuse. Initialement développée en tant qu'extension de la "ville haute" située sur la colline, elle devient peu à peu un centre d'échange majeur au Moyen Âge et gagne en influence. L'organisation du commerce conduit à la création de guildes et d'une assemblée de la ville (en bas-allemand raat) qui installe son siège dans un hôtel de ville située sur la place centrale. En raison des multiples invasions et destructions survenues au cours de l'histoire, le seul bâtiment médiéval préservé est l'Église Saint-Jean. La maison d'Uppsala, datant de 1750 est la plus ancienne maison du secteur et l'une des rares maisons en bois ayant résisté au Grand incendie de 1775. L'essentiel du centre-ville date de la fin du XVIIIe siècle. Les bâtiments actuels sont de style baroque et classique ou des reconstructions plus modernes (dues aux bombardements de la seconde guerre mondiale). Protégée par des remparts (depuis détruits), la vieille ville est un centre religieux majeur au Moyen Âge avec la présence de près de 6 monastères, qui témoignent de la volonté de conversion de la population locale par les puissances occupantes. De nos jours, le centre-ville accueille de nombreux restaurants, musées et établissement de nuit.

##### Secteur du nouveau marché
Situé au Sud-Est de la vieille ville, le secteur du nouveau marché (Estonien Uueturu) est situé à l'extérieur des anciens remparts. Il accueille à partir du XIXe siècle un marché couvert destiné à remplacer les foires ayant lieu sur la place de l'Hôtel de ville, devenue trop étroite. Quartier très dense et très lié à la vieille ville, ce secteur (incluant le marché couvert) est intégralement détruit lors des bombardements de la Seconde guerre mondiale. L'administration soviétique fait construire quelques immeubles de résidences, mais garde le quartier couvert de parcs et d'espaces verts. Certains espaces laissés vacants sont finalement ré-urbanisés après la fin de l'occupation soviétique avec des immeubles modernes et surtout de larges centres commerciaux qui maintiennent le caractère commercial du secteur et évitent un trop fort étalement urbain en périphérie.

##### Derrière la colline du Dôme
Le secteur derrière la colline du Dôme (Toometaguse) est composé de grandes maisons ainsi que de manoirs datant du XIXe siècle. Les bâtiments du secteur sont liés à la vie étudiante de la ville, avec notamment les sièges de multiples corporations étudiantes et départements de l'université.

#### Continuité avec les terres des manoirs
Les croisades baltes du XIIIe siècle entraînent l'installation de nombreux colons allemands. Ces derniers se voient attribuer des terres et des titres de noblesse. Ils font construire de larges résidences : d'abord des châteaux médiévaux, puis à partir du XVIIe siècle de luxueux manoirs. L'urbanisation de ces terres va de pair avec les travaux d'agriculture menés par les serfs indigènes pour le compte des nobles. Les domaines autour des manoirs incluent alors les fermes des paysans, mais également les logements des contremaîtres allemands et de l'entourage des nobles.
Au fur et à mesure de l'extension de la ville, les domaines se transforment en faubourgs et créent une continuité urbaine avec le bourg favorisée par l'abandon progressif des remparts médiévaux et leur disparition quasi-totale au XIXe siècle. Ainsi, la plupart des quartiers adjacent du centre-ville portent le nom de ces anciens manoirs. Le domaine de Tähtvere (en allemand Techelfer, bas-allemand Techtelwerde), au nord-Ouest de la ville est mentionné dès 1515, celui de Ropka au Sud en 1531 (connus sous les noms allemands de Ropkoy, Karlefer ou encore Taubenhof tout au long de son histoire). Sous le règne polonais, le manoir de Raadi (Nord-Est) appartient directement à l'administration municipale d'où son nom (l'estonien raad provient de l'allemand rat qui signifie "assemblée"). Le manoir de Raadi est par la suite 

### Voies de communications et transports

#### Routes et ponts
Tartu est traversé par les routes nationales principales :  (Tallinn  – Paide - Tartu - Võru - Luhamaa),  (Jõhvi - Tartu - Valga - ) et  (Tartu - Viljandi - Kilingi-Nõmme) ainsi que par les routes nationales secondaires  (Tartu - Jõgeva - Aravete),  (Tartu - Tiksoja),  (Tartu - Räpina - Värska) et  (Kõrveküla - Tartu).
Tartu compte de nombreuses rues dont Narva maantee, Riia tänav, Vabaduse puiestee, Vanemuise tänav, Ülikooli tänav, Jakobi tänav, Friedrich Reinhold Kreutzwaldi tänav, Turu tänav et la rocade (Lääneringtee, Idaringtee, Ringtee tänav).
La Via Hanseatica traverse aussi Tartu.

#### Transports collectifs
Tartu se trouve à la jonction de la ligne Tartu-Valga et de la ligne Tartu-Petchory en provenance de Tallinn. Bien qu'il existe une option d'interconnexion à Valga vers le réseau ferroviaire de Lettonie vers Riga, le trafic transfrontalier vers Petchory en Russie a été suspendu.
Des trains express et régionaux vers Tallinn circulent plusieurs fois par jour, ainsi que des trains régionaux sur les branches vers Valga et Koidula (gare frontière en direction de Petchory).
| Ligne | Parcours | Opérateur | Fréquence  |
| ----- | --- | --------- | ---------- |
| E34   | Tartu – Jõgeva – Tamsalu – Tapa – Ülemiste – Kitseküla – Tallinn Baltiijaam | Elron     | 4 / jour   |
| E35   | Valga – Sangaste – Keeni – Mägiste – Puka – Palupera – Elva – Peedu – Tõravere – Nöo – Ropka – Aardla – Tartu – Jõgeva – Tamsalu – Ülemiste – Kitseküla – Tallinn Baltiijaam                                                                                 | Elron     | 3 / jour   |
| E36   | Koidula – Orava – Ilumetsa – Veriora – Ruusa – Holvandi – Pölva – Taevaskoja – Kiidjärve – Valgemetsa – Vastse-Kuuste – Rebase – Vana-Kuuste – Reola – Uhti – Ülenurme – Kirsi – Tartu – Jõgeva – Tamsalu – Tapa – Ülemiste – Kitseküle – Tallinn Balitijaam | Elron     | 1 / jour   |
| E46   | Koidula – Orava – Ilumetsa – Veriora – Ruusa – Holvandi – Pölva – Taevaskoja – Kiidjärve – Valgemetsa – Vastse-Kuuste – Rebase – Vana-Kuuste – Reola – Uhti – Ülenurme – Kirsi – Tartu                                                                       | Elron     | 1–2 / jour |
| RE34  | Tartu – Kärkna – Tabivere – Kaarepere – Jõgeva – Pedja – Vägeva – Rakke – Kiltsi – Tamsalu – Tapa – Lehtse – Jäneda – Nelijärve – Aegviidu – Kehra – Ülemiste – Kitseküla – Tallinn Baltiijaam                                                               | Elron     | 4 / jour   |

Le transport interurbain par autobus joue un rôle important en Estonie. Les bus régionaux et interurbains partent de la gare routière centrale (Tartu Bussijaam). Le transport régional est exploité par GoBus pour le compte du comté de Tartubetrieben.
La compagnie estonienne LuxExpress domine le trafic longue distance avec des liaisons vers Tallinn, Narva, Pärnu, Riga et Saint-Pétersbourg.
La ville compte 15 lignes diurnes et 2 nocturnes exploitées par la société GoBus pour le compte de la ville de Tartu.
La gare centrale est la gare de Kesklinn (centre-ville), où la plupart des lignes se croisent et qui se trouve également à distance de marche de la gare routière.
| Ligne | Parcours                                          | Fréquence                |
| ----- | ------------------------------------------------- | ------------------------ |
| 1     | FI – Nõlvaku                                      | 10–20 minutes            |
| 2     | Lõunakeskus – Nõlvaku                             | 10–20 minutes            |
| 3     | Zoomeedikum – Nõlvaku                             | 20 minutes               |
| 4     | Ringtee – Kummeli                                 | 10–20 minutes            |
| 5     | Turu – Annelinn – Ihaste – Turu                   | 10 par jour (en semaine) |
| 6     | Lõunakeskus – Roheline park                       | 15–20 minutes            |
| 7     | Ringtee – ERM – Kaupmehe                          | 30 minutes               |
| 8     | Kvissentali – Roopa                               | 30 minutes               |
| 9     | Ringlinie                                         | 30 minutes               |
| 10    | Kvissentali – Gare                                | 30 minutes (en semaine)  |
| 11    | Kasteheina – Lõunakeskus                          | 30 minutes               |
| 12    | Kasteheina – Lõunakeskus                          | 30 minutes               |
| 13    | Kasteheina – Puidu                                | 30–60 minutes            |
| 21    | ligne de nuit                                     | 1 le dimanche matin      |
| 22    | ligne de nuit                                     | 60 minutes               |
| 25    | Musée national – Gare routière – Gare ferroviaire | 60 minutes               |
| E1    | Ligne de l'aéroport                               |                          |

## Toponymie
| Dates        | Nom              | Langue d'origine |
| ------------ | ---------------- | ---------------- |
| ...-1030     | Tarbatu          | Estonien         |
| 1030-1061    | Юрьев (Yourieff) | Russe            |
| 1062-1224    | Tarbatu          | Estonien         |
| 1225-1558    | Tarbatum         | Latin            |
| 1225-1888    | Dorpat           | Allemand         |
| 1704-1888    | Дерпт (Derpt)    | Russe            |
| 1889-1916    | Юрьев (Yourieff) | Russe            |
| 1917-présent | Tartu            | Estonien         |

Au fil des siècles et des dominations, la ville a connu différents noms : du nom original Tarbatu, on la dénomma « Dorpat » sous dominations allemande de 1224 au XVIe siècle et suédoise de 1629 à 1721.
Sous domination russe à partir de 1721, elle portait le nom de Юрьев (Youriev ou Jurieff), d'après Iaroslav le Sage et Дерпт (Derpt), une variante de Dorpat.
Depuis 1917 c'est le nom estonien de Tartu qui est utilisé.
Sa devise est « Heade mõtete linn », ce qui signifie en français, « La ville des bonnes idées ».
La ville porte le nom de Tērbata en letton.
On trouve aussi la variante Tartou.

## Histoire
| Affiliations politiques de Tartu au cours de l'histoire | Affiliations politiques de Tartu au cours de l'histoire | Affiliations politiques de Tartu au cours de l'histoire | Affiliations politiques de Tartu au cours de l'histoire | Affiliations politiques de Tartu au cours de l'histoire | Affiliations politiques de Tartu au cours de l'histoire | Affiliations politiques de Tartu au cours de l'histoire |
| Années                                                  | Pays                                                    | Région                                                  | Nom                                                     | Langue dominante                                        | Situation                                               |                                                         |
| ------------------------------------------------------- | ------------------------------------------------------- | ------------------------------------------------------- | ------------------------------------------------------- | ------------------------------------------------------- | ------------------------------------------------------- | ------------------------------------------------------- |
| avant 1220                                              | Estonie ancienne                                        | Ungannie                                                | Tarbatu                                                 | Estonien du Sud                                         | Tribus estoniennes                                      |                                                         |
| 1030;1061 1134;1191                                     | Grande-Principauté "Rus'" de Kiev                       | Région de Pskov                                         | Юрьев (Iourieff)                                        | Vieux russe                                             | Incursions slaves                                       |                                                         |
| 1220-1223                                               | Confédération de Livonie                                | Terra Mariana                                           | Tarbatum, Castrum Tarbatae                              | Bas-allemand, Latin                                     | Croisades baltes Reconquête estonienne Siège de Tartu   |                                                         |
| 1223                                                    | Estonie ancienne                                        | Ungannie                                                | Tarbatu                                                 | Estonien du Sud                                         | Croisades baltes Reconquête estonienne Siège de Tartu   |                                                         |
| 1223-1224                                               | République de Novgorod                                  |                                                         | Юрьев (Iourieff)                                        | Vieux russe                                             | Croisades baltes Reconquête estonienne Siège de Tartu   |                                                         |
| 1224-1558                                               | Confédération de Livonie                                | Évêché de Dorpat                                        | Dorpat                                                  | Bas-allemand, Latin                                     | Ligue hanséatique                                       |                                                         |
| 1558–1582                                               | Tsarat de Russie                                        |                                                         | Юрьев (Iourieff)                                        | Bas-allemand, Vieux russe                               | Guerre de Livonie                                       |                                                         |
| 1582-1600                                               | Pologne-Lituanie                                        | Voïvodie de Dorpat, Duché de Livonie                    | Dorpat                                                  | Bas-allemand, Latin, Polonais                           | Guerre de Livonie                                       |                                                         |
| 1600-1603                                               | Royaume de Suède                                        |                                                         | Dorpat                                                  | Bas-allemand, Latin, Suédois                            | Guerre de Livonie                                       |                                                         |
| 1603-1625                                               | Pologne-Lituanie                                        | Voïvodie de Dorpat, Duché de Livonie                    | Dorpat                                                  | Bas-allemand, Latin, Polonais                           | Guerre polono-suédoise                                  |                                                         |
| 1625–1656                                               | Royaume de Suède                                        | Livonie suédoise                                        | Dorpat                                                  | Bas-allemand, Latin, Suédois                            |                                                         |                                                         |
| 1656–1661                                               | Tsarat de Russie                                        |                                                         | Юрьев (Iourieff)                                        | Bas-allemand, Russe                                     | Première guerre du Nord                                 |                                                         |
| 1661–1704                                               | Royaume de Suède                                        | Livonie suédoise                                        | Dorpat                                                  | Bas-allemand, Latin, Suédois                            |                                                         |                                                         |
| 1704–1721                                               | Tsarat de Russie                                        |                                                         | Юрьев (Iourieff)                                        | Bas-allemand, Russe                                     | Grande guerre du Nord                                   |                                                         |
| 1721-1917                                               | Empire russe                                            | Kreis Dorpat, Gouvernement de Riga/Livonie              | Dorpat, Дерпт (Derpt), Юрьев (Iourieff)                 | Allemand, Russe                                         |                                                         |                                                         |
| 1917                                                    | République russe                                        |                                                         | Юрьев (Iourieff)                                        | Estonien, Russe                                         | Révolution russe                                        |                                                         |
| 1917                                                    | République soviétique de Russie                         |                                                         | Юрьев (Iourieff)                                        | Estonien, Russe                                         | Révolution russe                                        |                                                         |
| 1918                                                    | République d'Estonie                                    |                                                         | Tartu                                                   | Estonien                                                | Déclaration d'indépendance                              |                                                         |
| 1918                                                    | Empire allemand                                         | Ober Ost - Duché balte uni                              | Tartu                                                   | Estonien, Allemand                                      | Première guerre mondiale                                |                                                         |
| 1918                                                    | République d'Estonie                                    |                                                         | Tartu                                                   | Estonien                                                | Guerre d'indépendance                                   |                                                         |
| 1918-1919                                               | Commune des travailleurs d'Estonie                      |                                                         | Tartu                                                   | Estonien, Russe                                         | Guerre d'indépendance                                   |                                                         |
| 1919-1940                                               | République d'Estonie                                    | Comté de Tartu                                          | Tartu                                                   | Estonien                                                |                                                         |                                                         |
| 1940-1941                                               | Union soviétique                                        | RSS d'Estonie                                           | Tartu                                                   | Estonien, Russe                                         | Seconde guerre mondiale                                 |                                                         |
| 1941–1944                                               | Allemagne nazie                                         | Reichskommissariat Ostland                              | Tartu                                                   | Estonien, Allemand                                      | Seconde guerre mondiale                                 |                                                         |
| 1944-1990                                               | Union soviétique                                        | RSS d'Estonie                                           | Tartu                                                   | Estonien, Russe                                         |                                                         |                                                         |
| 1990–1991                                               | République d'Estonie                                    | Comté de Tartu                                          | Tartu                                                   | Estonien                                                | Révolution chantante, transition                        |                                                         |
| Depuis 1991                                             | République d'Estonie                                    | Comté de Tartu                                          | Tartu                                                   | Estonien                                                | Pays de l'UE et de l'OTAN                               |                                                         |

### Préhistoire

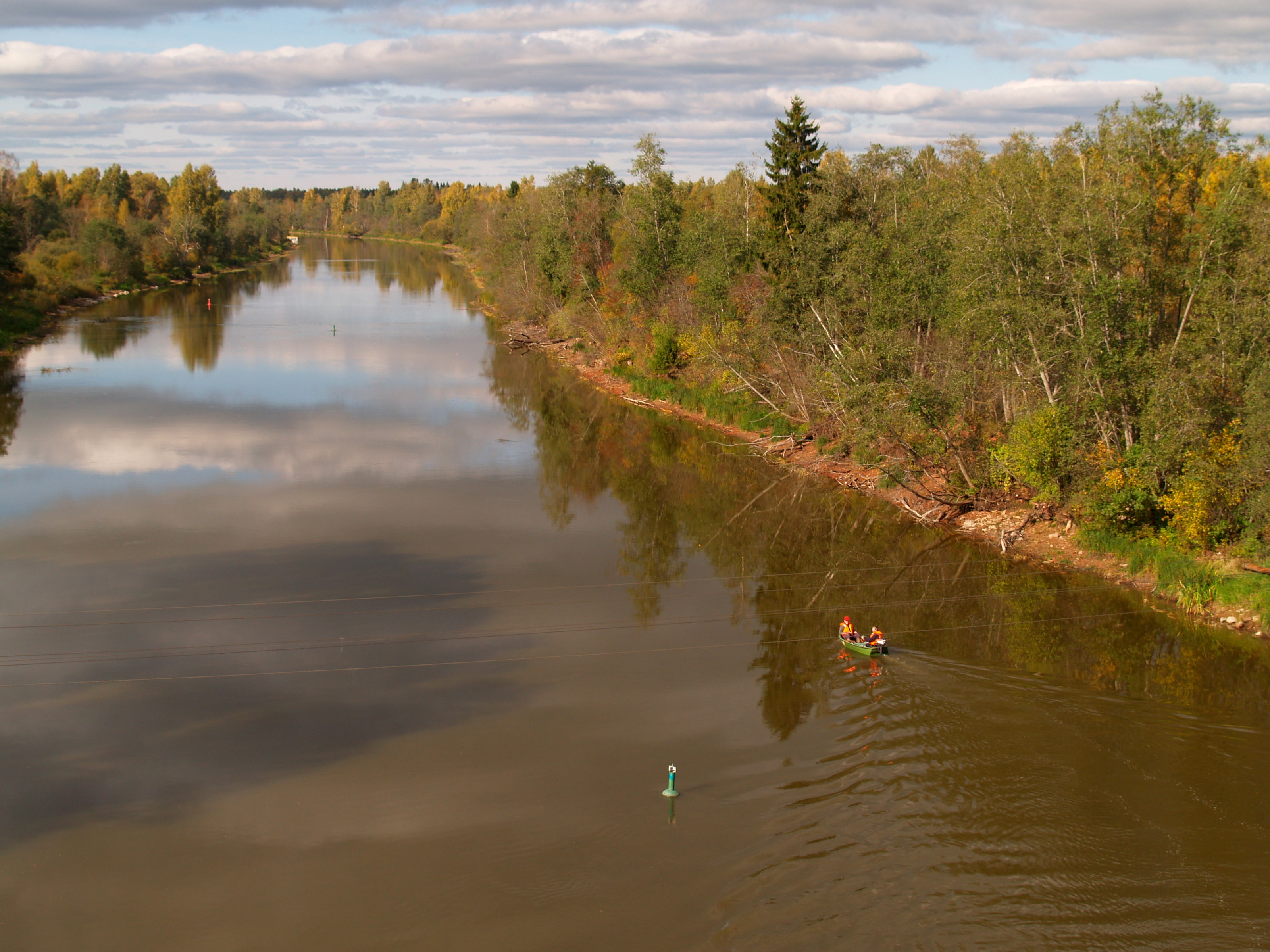
La rivière Emajogi.

La plus ancienne trace de colonie de peuplement humain de Tartu remonte à l'an 8000 avant Jésus-Christ, elle se trouve dans le secteur de l'actuel quartier d'Ihaste.

Les colonies humaines retrouvées par les archéologues sur le site de l'actuelle colline de Toome, au centre de l'actuelle Tartu, remontent au troisième et deuxième millénaires avant Jésus-Christ, à l'âge de pierre, il s'agit d'installations temporaires de chasseurs et pêcheurs. Le foyer de peuplement est situé au bord d'une rivière (Emajõgi) qui relie deux grands lacs: les lacs Võrstjärv et Peipsi. 

### Antiquité
Au fur et à mesure, les colonies humaines deviennent permanentes. Le Ve siècle marque la création d'un établissement permanent sur le versant est de la colline de Toome (l'emplacement actuel de l'ancien observatoire de l'université de Tartu). 

### Début du Moyen Âge

Comtés de l'Estonie historique avec l'Ungannie (Ugandi) en orange.

À l'aube du Moyen Âge, les habitants de cet emplacement y construisent une fortification en bois à partir du VIIe siècle. Le fort, nommé Tarbatu est l'un des principaux forts du comté historique d'Ungannie (en Estonien Ugandi), l'une des provinces de l'ancienne Estonie, et est habité par des peuples autochtones fenniques païens, ancêtres des Estoniens. Principalement utilisé au VIIIe siècle, le fort est à nouveau occupé au Xe siècle, en étant cette fois plus densément peuplé. L'emplacement du fort de Tarbatu revêt une importance stratégique car la rivière est empruntée comme route entre la mer baltique et les villes slaves situées à l'est, à l'intérieur des terres. L'un des principaux autres lieux de peuplement (depuis le VIe siècle) de l'Ungannie est alors Otepää, localité située à 40 kilomètres au Sud de Tarbatu. 

### 1030-1179: raids des Slaves sur la forteresse estonienne

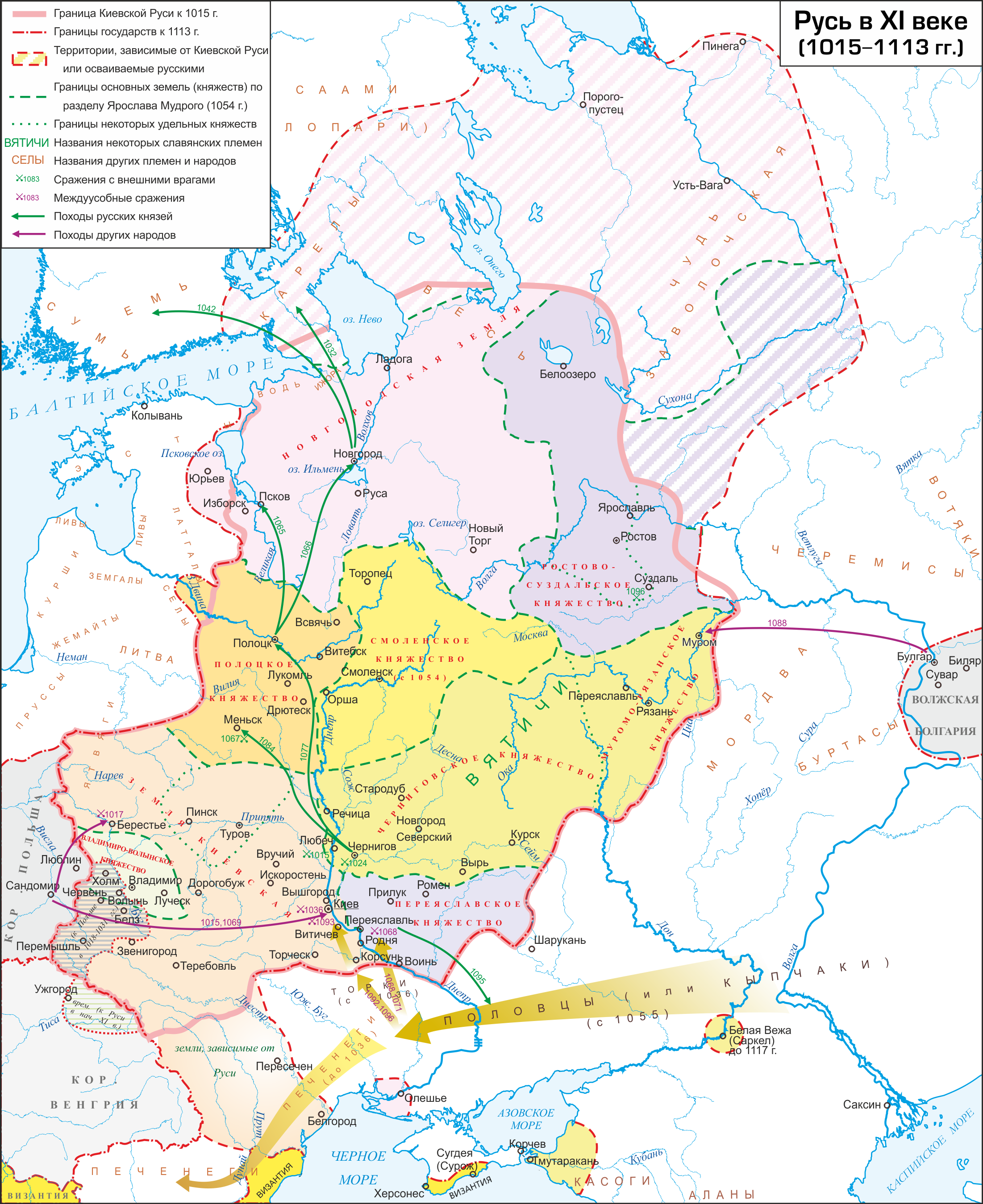
Carte de la Rus' de Kiev (en russe), incluant Iourieff (en haut à gauche).

Le pays voisin de l'Ungannie, à l'Est, est la Principauté dite "Rus'" de Kiev, lointaine ancêtre de la Russie, de la Biélorussie et de l'Ukraine. Elle est dirigée par des seigneurs slaves d'origine scandinave. Elle est composée de divers territoires slaves de l'Est orthodoxes fédérés, notamment les villes de Pskov et Novgorod, à respectivement 110 et 270 kilomètres de Tarbatu.
En 1030, la Principauté de Kiev connait son apogée et son armée opère de nombreux raids sur les zones de peuplement à l'Ouest de leur territoire. Cette année-là, le Prince Iaroslav 1er "le sage" pille et brûle le fort de Tarbatu. Sur ses cendres, il y construit sa propre forteresse, qu'il baptise Iourieff, qui signifie « de Youri », en l'honneur de son saint patron Saint-Georges (en vieux russe Youri).

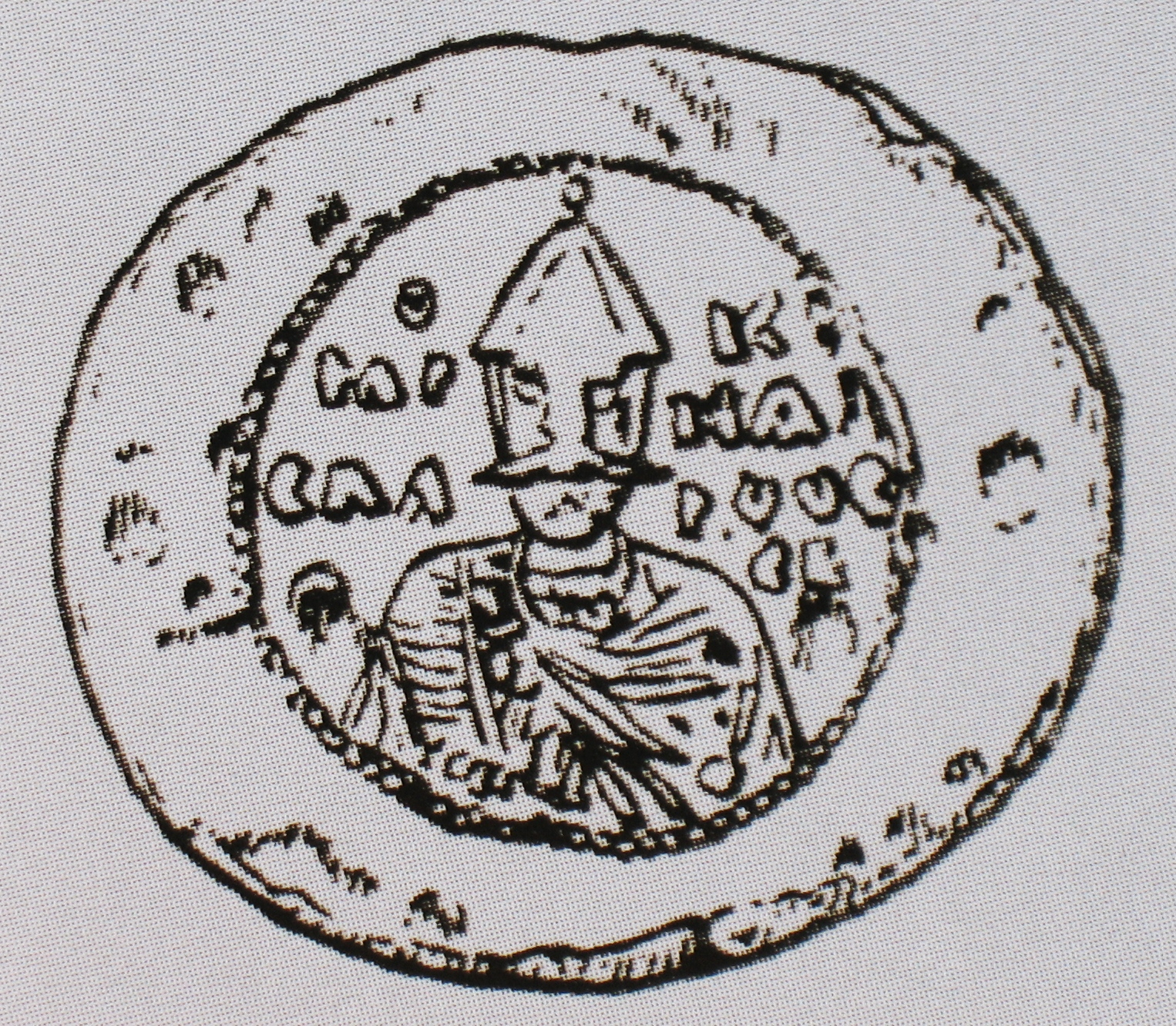
Sceau du Prince Iaroslav le sage.

L'invasion de l'an 1030, rapportée par les chroniqueurs de la principauté de Kiev et compilé par le moine russe Nestor au sein de la Chronique des temps passés vers 1111, est la première mention de l'existence de la ville et la première mention d'une invasion du site par des peuples non-Estoniens. De plus, des études archéologiques confirment la présence d'artefacts caractéristiques de la culture de Russie occidentale de cette période.
Trente ans plus tard, Iziaslav Ier, fils de Iaroslav, entame un nouveau raid en territoire estonien. L'armée du Prince Iziaslav envahi la région de Tarbatu puis demande une rançon aux Estoniens en échange de sa libération. Finalement, les Estoniens - appelés Sosols dans les chroniques slaves, - incendient puis reprennent possession de la forteresse. Les Slaves sont alors expulsés de la forteresse et fuient jusqu'à Pskov, poursuivis par les Estoniens.

Le 9 février 1134, le Prince de Novgorod Vsevolod conquis à nouveau Tarbatu. Son lointain successeur Iaroslav, fils du Grand-Prince Vladimir III de Kiev, lance une nouvelle attaque en 1191. Il dévaste et pille Tarbatu, qu'il quitte avec des prisonniers et un butin conséquent[réf. nécessaire]. 

### 1180-1222: conquête et christianisation par les Allemands

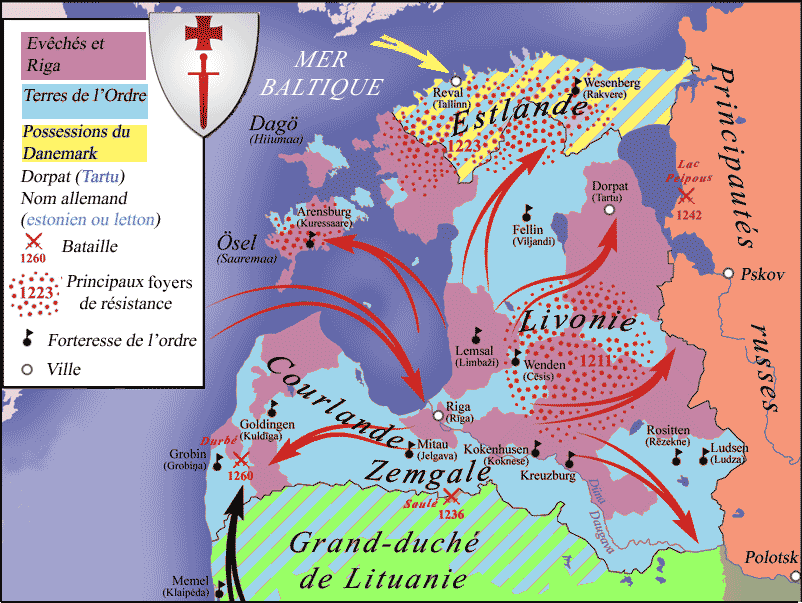
Les croisades baltes 1202-1260

Depuis la fin du XIIe siècle, des seigneurs et évêques originaires de villes d'Allemagne du Nord - à l'époque le Saint-Empire romain germanique - ont entrepris de convertir au catholicisme les peuples des régions situées entre les principautés slaves et la mer Baltique. C'est de cette période que datent les restes d'un bâtiment religieux en bois trouvés à proximité de l'actuelle église Saint-Jean de Tartu.
L'évangélisation se transforme en colonisation lorsque des moines-soldats allemands emmenés par l'évêque missionnaire Albert de Buxhoeveden, originaire de Saxe, débarquent sur les côtes de l'actuelle Lettonie en 1199. Albert y fonde la ville allemande chrétienne de Riga en 1201. Il y crée également l'ordre des chevaliers Porte-Glaive (en allemand : Schwertbrüder, littéralement « Les Frères de l'épée »), qui reçoit le soutien du pape Innocent III en 1204. En plus d'évangéliser les peuples Baltes (Lettons et Latgaliens) et Fenniques (Lives et Estoniens), le but de l'Ordre est aussi de les soumettre afin de coloniser le territoire et y développer le commerce avec l'Est.
Les Allemands se servent des rivalités et divisions entre les peuples autochtones Lives, Lettons/Latgaliens d'un côté, et Estoniens du Sud/Unganniens de l'autre, pour conquérir des territoires plus au Nord et atteindre le Sud de l'Estonie. Malgré quelques défaites, ils finissent par conquérir les forts de Otepää en 1210 puis Viljandi en mars 1211 avec l'aide d'indigènes convertis. La première mention de Tarbatu dans des textes allemands provient du missionnaire et chroniqueur Henri, dit "le Letton". D'après les chroniques, lorsque les Allemands trouvent la forteresse de Tarbatu en 1212, elle est déjà brulée et abandonnée par des guerriers lettons.

Malgré les résistances indigènes emmenées par le chef estonien Lembitu dans la région voisine de Sakala, les régions de l'Estonie centrale passent aux mains des croisés allemands en 1227. À partir de 1219, les Allemands sont aidés dans leurs croisade par les Danois et Suédois dans le Nord du territoire. À l'hiver 1220, toute l'Estonie est considérée comme chrétienne.

### 1223-1224: le siège de Tarbatu par les croisés

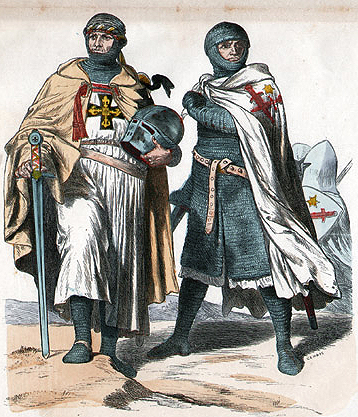
Ordres allemands de croisade. Un chevalier Teutonique (à gauche), un chevalier Porte-Glaive (à droite).

En 1223, les Estoniens du centre du pays entament une révolte sanglante contre leurs envahisseurs. Les chroniques mentionnent que les prêtres allemands venus pour convertir les païens au monothéisme chrétien sont eux-mêmes sacrifiés en tant qu'offrandes rituelles aux Dieux Estoniens. Les Estoniens s'assurent du contrôle des places fortes reprises aux allemands en enrôlant des mercenaires slaves originaires de Pskov et de Novgorod.
Le Prince indigène Vyachko/Vetseke, allié des slaves, reçoit une armée de 200 hommes et de l'argent de la part des seigneurs de Novgorod pour conquérir les terres de son choix à l'Ouest et s'y établir. Après avoir perdu la région lettone de Koknese au profit des Allemands et tenté de lever une armée contre eux sans succès en 1208, Vyachko conclut une alliance de circonstance avec les Estoniens de Tarbatu.
En plus des mercenaires slaves et des combattants unganniens, Tarbatu acccueille également des guerriers survivants originaires des provinces voisines. Le fort devient alors un des principaux lieux de résistance contre les chrétiens. À l'hiver 1223-1224, les Allemands reprennent une à une les places fortes. Après Pâques 1224, ils s'approchent de Tarbatu et tentent un siège de cinq jours, sans succès. Les évêques allemands envoient une délégation pour négocier avec Vyachko son départ de la forteresse. Vyachko refuse car il considère Tarbatu comme lui revenant de droit.

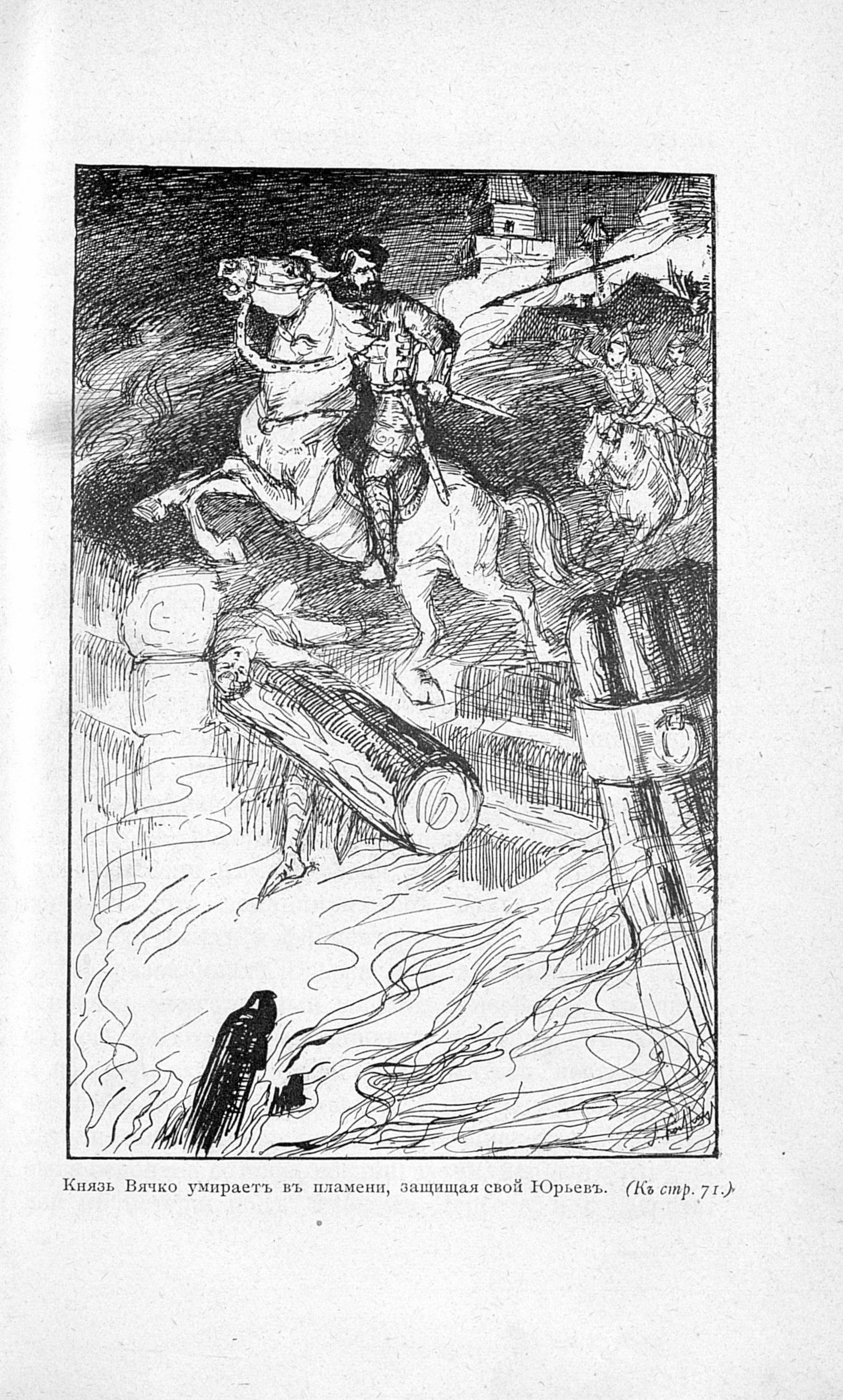
Dessin représentant la mort de Vyachko lors du siège de Tarbatu.

Les Allemands reviennent cependant mieux préparés et plus nombreux au 15 août 1224, notamment grâce à l'appui des guerriers indigènes déjà convertis et ralliés à la croisade. Les mercenaires slaves étant chrétiens (bien qu'orthodoxes), les allemands proposent à Vyachko et ses guerriers de leur laisser la vie sauve en échange de leur départ de la forteresse. Dans l'attente stratégique d'une armée de renforts venue directement de Novgorod, Vyachko refuse la proposition et reste côté estonien.
Le siège commence par la fabrication d'instruments de fortune, qui servent à jeter des pierres ainsi que des objets enflammés à l'intérieur de la forteresse par-dessus les murs. Les assaillants allemands construisent également une tourelle et la rapprochent progressivement du mur de la place forte, ils mettent le feu à des bouts de bois pour tenter d'incendier la forteresse. Les défenseurs, à l'intérieur, tentent également de tirer à l'arc et l'arbalète des flèches enflammées sur les assaillants. Pendant plusieurs jours les combats ne s'arrêtent pas : la nuit, les combattants s'invectivent, font du bruit avec leurs épées, jouent du tambour, du fifre et du cor pour fatiguer l'ennemi.

Les croisés finissent par lancer une attaque éclair sur le fort. Ils massacrent un à un le millier de guerriers estoniens, incluant les femmes. Vyachko et ses mercenaires, bien que séparés du gros des troupes, ne sont pas épargnés. Le seul survivant, un guerrier slave originaire de Souzdal, se voit offrir par les Allemands des vêtements neufs et un cheval en bonne santé. Les Allemands le laissent repartir vers Novgorod afin de prévenir ses compatriotes de la défaite de leur armée. En chemin, vers Pskov, le guerrier rencontre l'armée de renfort, en route pour aider Vyachko, et les informe de la défaite du Prince sur les croisés. En apprenant la nouvelle, les dirigeants de Novgorod renoncent à l'expédition et décident de faire la paix avec les Allemands.

### 1225-1242: fondation de l'évêché de Dorpat

La confédération de Livonie en 1260. L'évêché de Dorpat en orange.

Après le siège, les Allemands se considèrent maîtres des lieux à partir du 17 septembre 1224, jour de la Saint Denis. Le nom latin de la colonie Tarbatum, adaptation du nom originel "Tarbatu", évolue pour devenir Dorpat, qui devient le nouveau nom de la forteresse, puis de la ville, tel que mentionné dans les écrits de l'époque.
L'évêque Albert de Riga et son frère Hermann de Buxhoeveden ayant personnellement contribué à la conquête, c'est ce dernier qui est nommé évêque de Dorpat sous le nom de Hermann 1er. Le 1er décembre 1225, le roi de Germanie Henri VII Hohenstaufen, régent du Saint-Empire romain germanique (actuelle Allemagne) et fils de l'empereur Frédéric II, donne à Hermann Ier le titre de Margrave/Prince d'État ainsi que le droit d'établir des villes et de battre monnaie. L'évêque se voit donc octroyer le pouvoir politique et militaire sur la région en plus du pouvoir religieux. Bien que fondé à l'extérieur du Saint-Empire, l'évêché de Dorpat est une principauté épiscopale rattachée culturellement et spirituellement à l'Allemagne continentale. L'évêché de Dorpat, ainsi que ceux d'Ösel-Wiek et de Courlande, les terres de l'ordre des chevaliers Porte-Glaive ainsi que de l'archevêché de Riga forment un pays appelé confédération de Livonie, qui occupe le territoire correspondant à l'Estonie et la Lettonie actuelle.
Guillaume de Modène, légat du pape Grégoire IX, rencontre Hermann 1er et lui confirme officiellement le titre d'évêque de Dorpat en 1234. Des sources écrites de cette même année mentionnent la présence d'un château en pierre construit par les allemands au sommet de la colline, à l'emplacement de l'ancienne forteresse estonienne en bois. Le château (en latin Castrum Tarbatae) est alors la résidence et lieu de pouvoir du Prince-évêque. La première incursion slave en territoire devenu allemand a lieu également en 1234. Les soldats emmenés par le Prince Iaroslav (père d'Alexandre Nevski) venus de Pereslavl envahissent l'abbaye de Falkenau à 8 kilomètres de Dorpat, fondée en 1226 par l'évêque Hermann. Les allemands quittent la forteresse pour les combattre mais sont vaincus. Les chevaliers restants fuient se réfugier à Dorpat, mais sur le chemin, certains meurent noyés dans la rivière Embach.

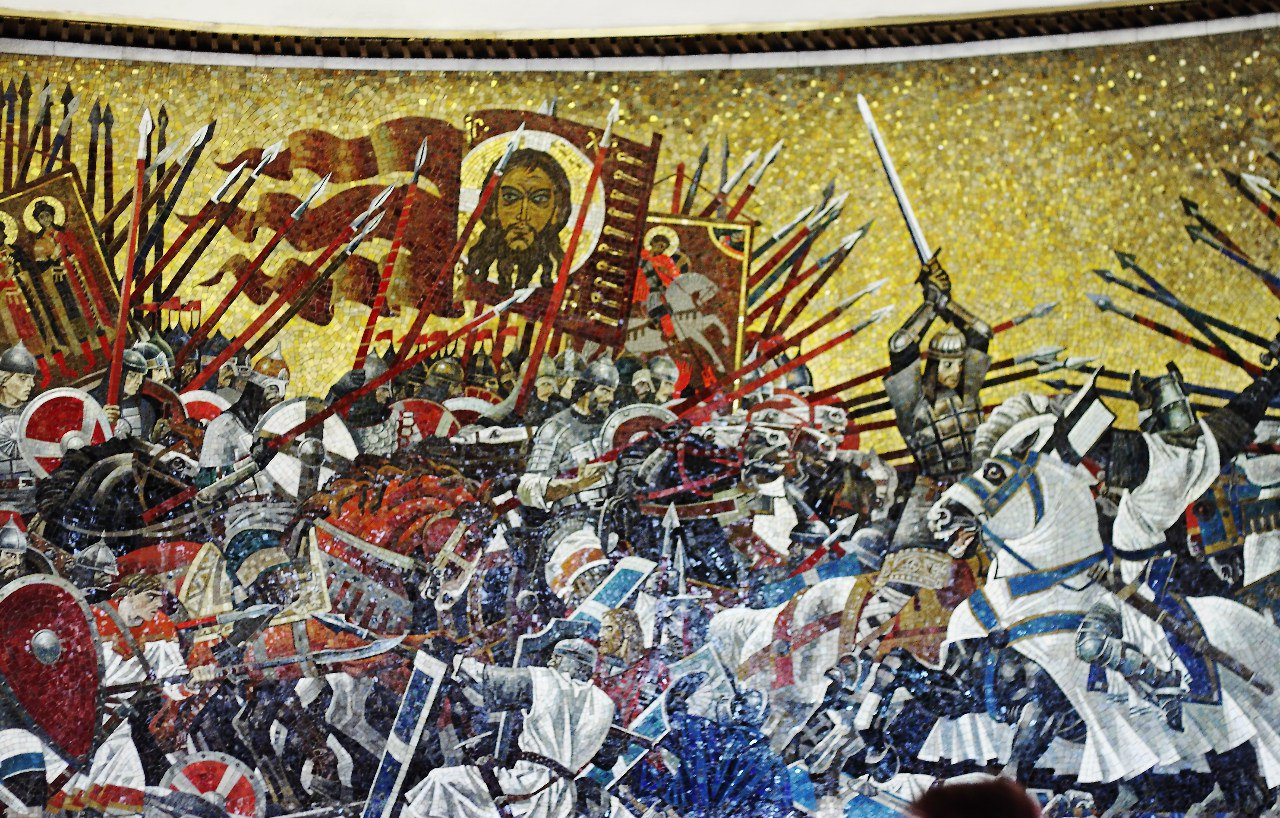
Représentation de la Bataille sur glace.

En 1236, l'ordre des Porte-Glaive, à l'initiative du siège de Tarbatu vingt ans plus tôt, est dissous après une cuisante défaite à la bataille du Soleil contre des indigènes samogitiens en Lituanie. Les chevaliers restants forment en 1237 l'ordre de Livonie, un ordre dépendant directement des chevaliers Teutoniques, qui contrôlent la Prusse voisine depuis 1226. Aidés de guerriers estoniens convertis, les chevaliers envahissent Pskov en 1241 mais sont battus sur le lac Peipsi gelé par les armées de la république de Novgorod et la principauté de Vladimir-Souzdal emmenées par Alexandre Nevski (fils de Iaroslav) le 5 avril 1942. Après la bataille, le lac situé à 40 kilomètres de Dorpat constitue une séparation entre le monde fennique/baltique germanisé catholique à l'Ouest et le monde slave/russe orthodoxe à l'Est.

### 1243-1361: naissance et développement de la ville commerçante

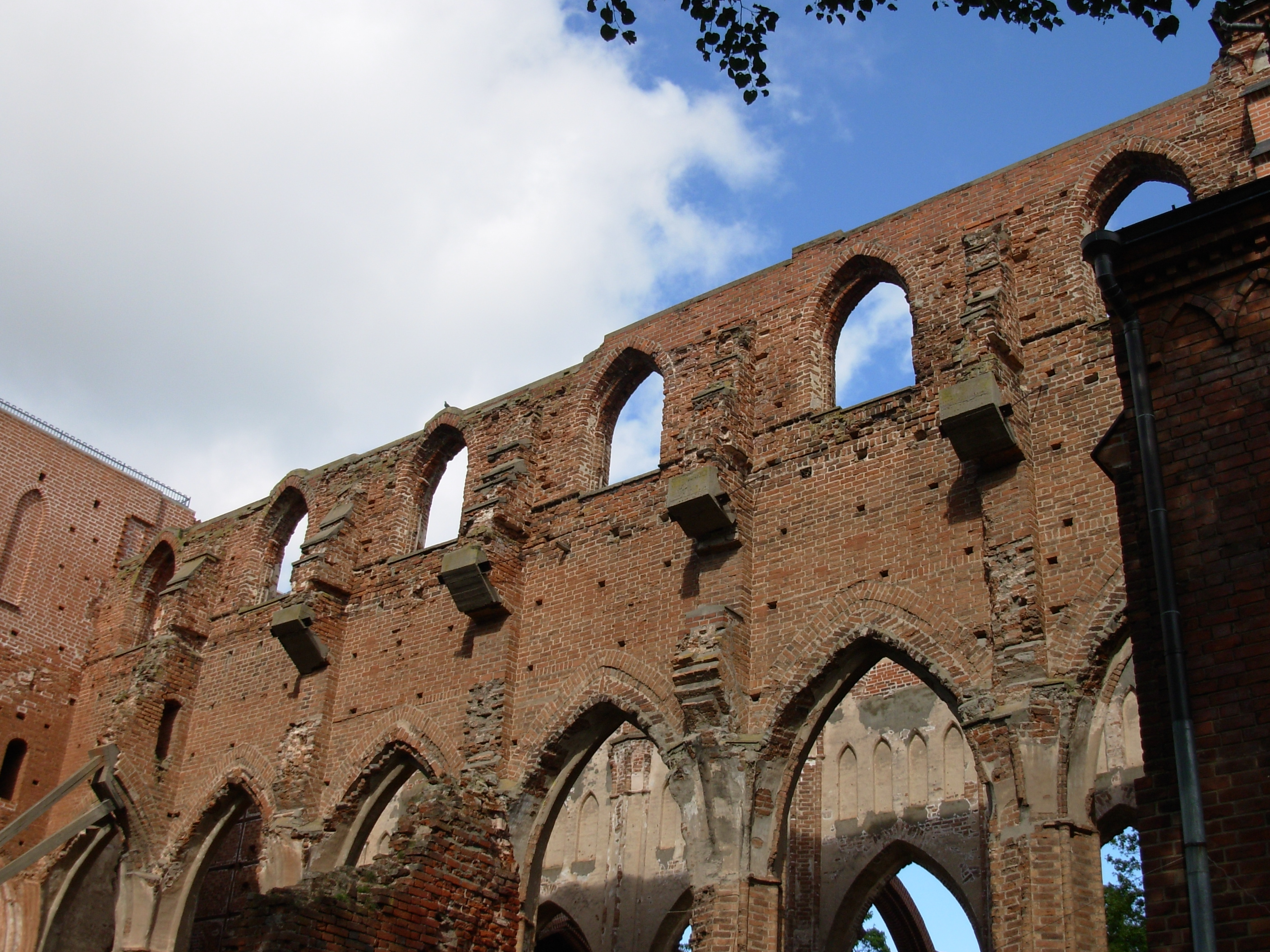
Ruines de la Cathédrale.

Sur la colline surplombant la rivière, non loin du château, l'évêque entreprend la construction d'une cathédrale de style gothique de brique dans la deuxième moitié du XIIIe siècle. L'édifice, initialement pensé comme une basilique, est entouré d'un cimetière et de bâtiments qui hébergent le Chapitre de chanoines. La cathédrale est consacrée à saint Pierre et saint Paul, avec un autel consacré à saint Denis. En 1250, une École capitulaire est fondée pour former les futurs prêtres.
Au début des années 1260, Dorpat commence à émettre ses propres pièces de monnaie. Dorpat obtient le statut de ville avant 1262. Selon certains historiens, l'année exacte serait 1248. Ce statut permet de donner un cadre légal, le droit dit "de Riga", à la ville et à ses habitants ainsi que de faciliter les relations commerciales avec d'autres villes. Un bourg se développe en contrebas de la forteresse épiscopale, entre la colline et la rivière Embach grâce à l'implantation de marchands et artisans.

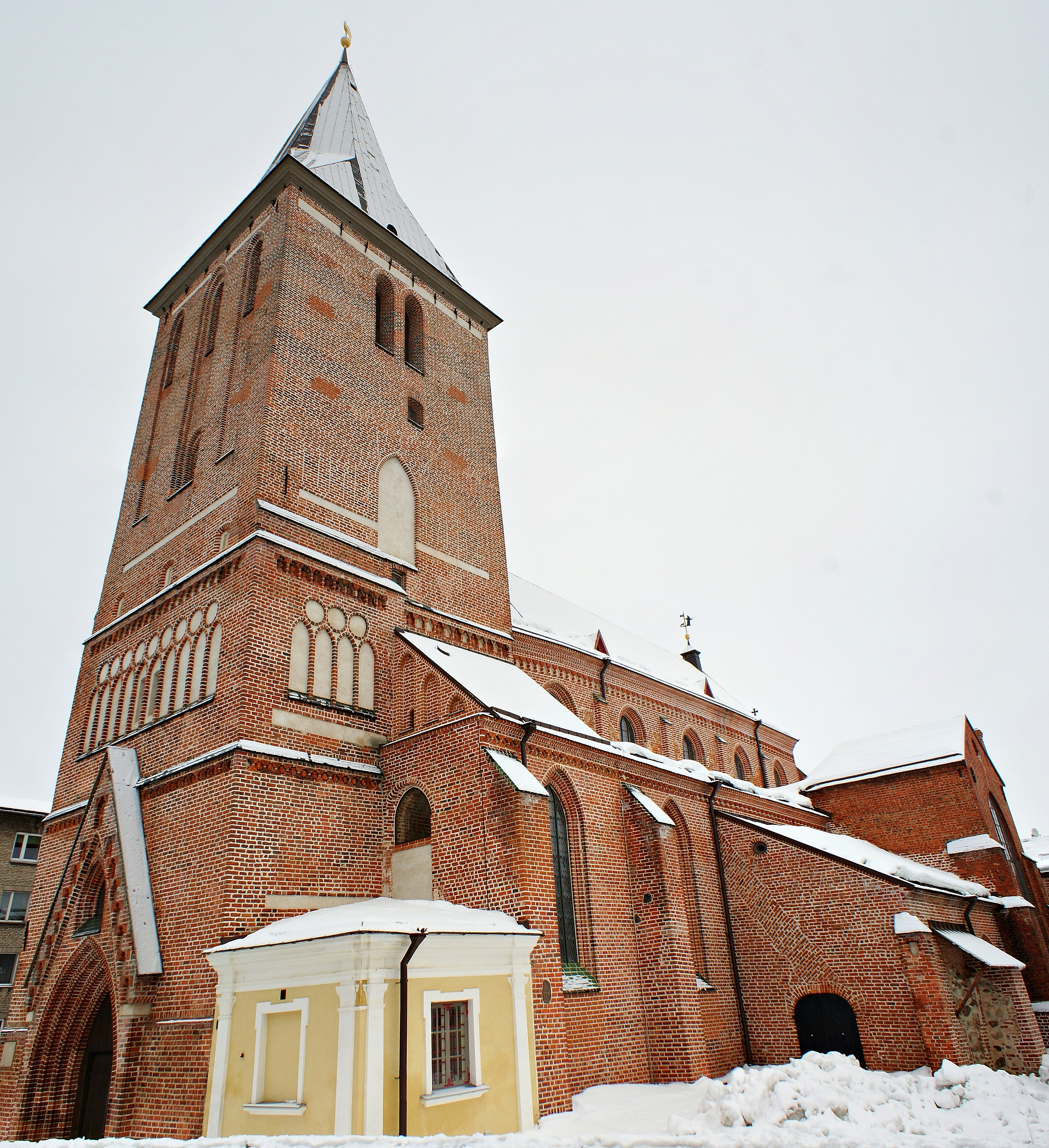
Église Saint-Jean.

Le bourg subit un raid slave de l'armée du prince de Novgorod Dmitri Ier (fils d'Alexandre Nevski) en 1262. Malgré la triple épaisseur de clôture qui quadrille la ville, l'armée slave saccage et incendie le bourg, mais sans réussir à atteindre la forteresse épiscopale sur la colline. C'est précisément la mention de cette attaque dans les chroniques allemandes et slaves qui atteste pour la première fois de la présence des marchands et artisans dans le bourg.
Située sur l'axe commercial majeur Riga-Novgorod, Dorpat rejoint dans les années 1280 la Ligue hanséatique, un réseau de villes marchandes créé à la suite de l'alliance des villes allemandes de Hambourg et Lübeck. Dorpat bénéficie, comme les autres villes hanséatiques, des privilèges commerciaux octroyés aux membres de la ligue. Le 25 février 1304, un accord donne à l'évêque de Dorpat le rôle de médiateur entre l'ordre de Livonie et la ville hanséatique de Riga, en proie à des rivalités politiques.

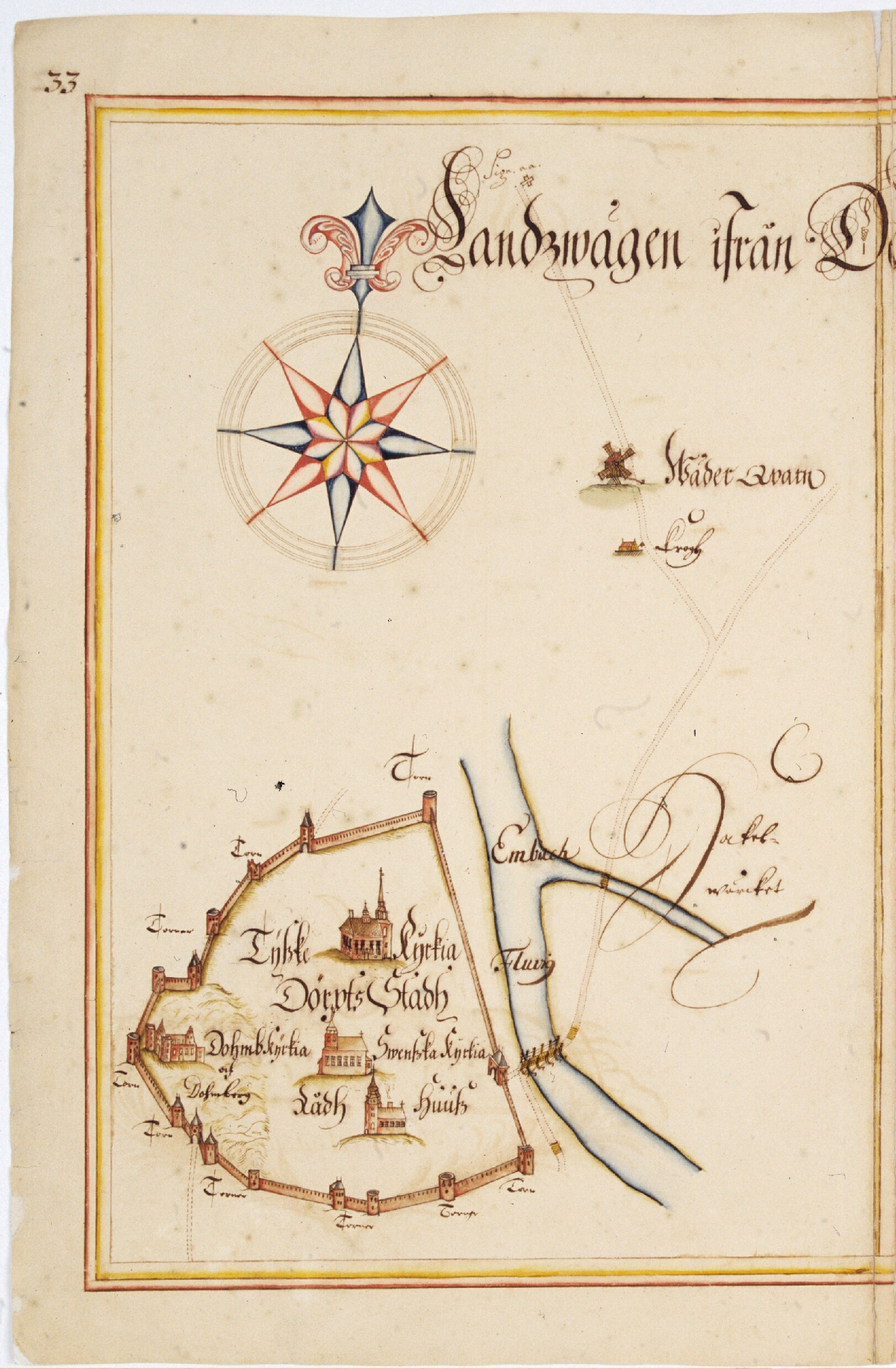
Plan des remparts de Dorpat construits au Moyen Âge.

La vie religieuse gagne le bourg commerçant et l'ordre des dominicains s'installe dans le bourg de Dorpat à partir de 1300. La première mention de l'église Saint-Jean remonte à 1323. Le monastère des sœurs cisterciennes Sainte-Catherine, situé dans le même secteur (l'actuelle "large rue", en estonien Lai tänav) est mentionné pour la première fois en 1345. La date exacte de fondation du monastère est antérieure, mais inconnue des historiens.

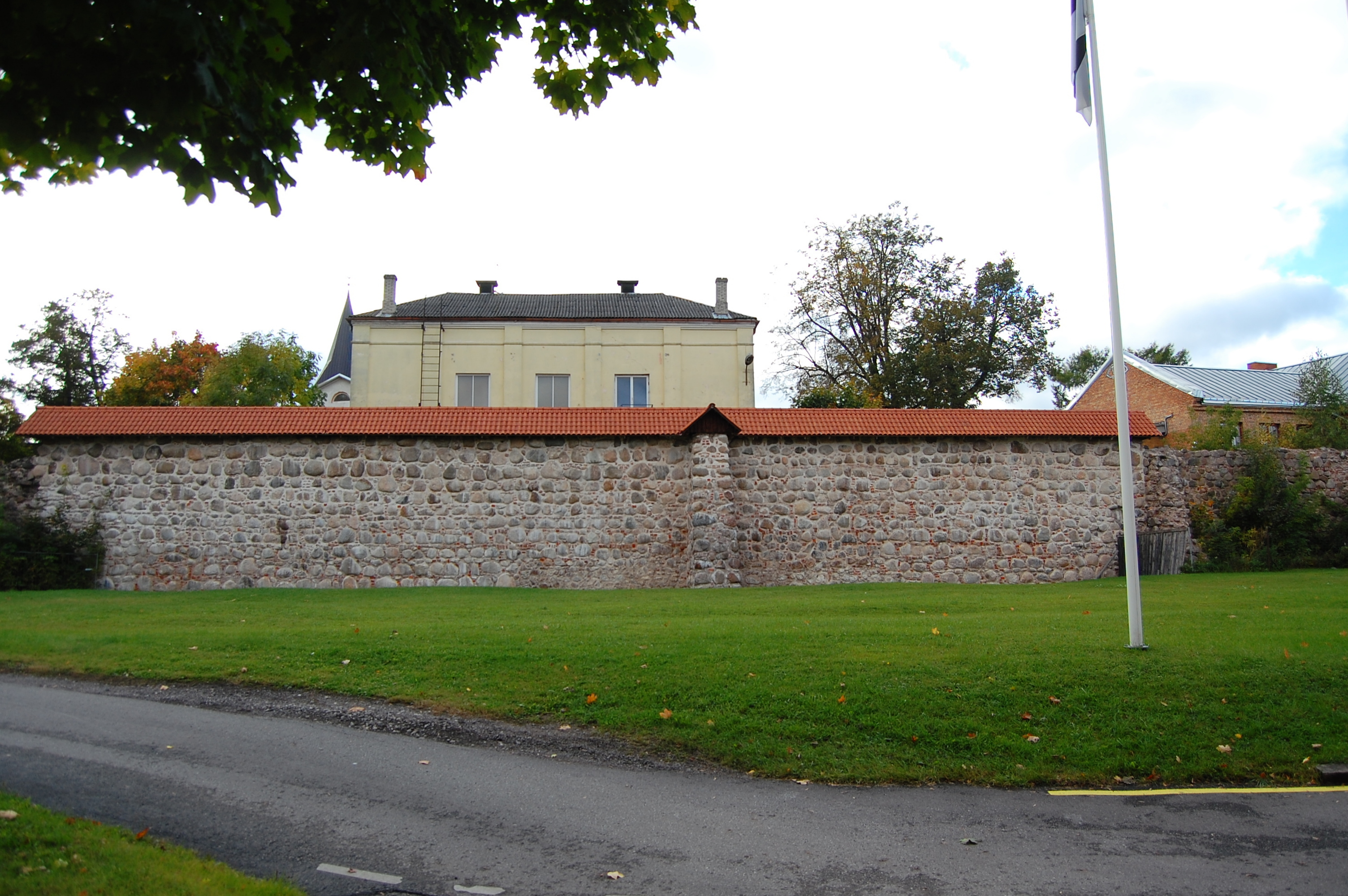
Partie sauvegardée du rempart de la ville.

À la suite de l'incursion novgorodienne, la protection des artisans et marchands du bourg devient une nécessité. L'assemblée de la ville, envoie une requête à son homologue hanséatique de Lübeck pour obtenir un soutien financier en vue de la construction d'une muraille de défense en pierre ceinturant la ville. La requête du l'assemblée de Dorpat indique : « Votre décision, en gardant à l'esprit que nos fortifications une fois réalisées seront un support pour protéger les terres intérieures, garantira de ce fait la sureté des habitants, la sécurité des voyageurs de passage et des gens de paix d'ici et d'ailleurs ».

Terminés à une date inconnue des historiens, bien qu'estimée à la première moitié du XIVe siècle, les remparts de Dorpat s'étendent sur 2,145 kilomètres et sont équipés de 27 tours, dont 9 comportant des entrées. Une partie du mur prolonge les murs existants du château de l'évêque et passe vers l'Ouest de la colline en épousant le plan arrondi de cette dernière. La muraille de pierre se prolonge jusque sur la rive éloignée de la rivière où son tracé prend une forme rectangulaire, car elle inclut en son sein les rues en damier du bourg commerçant, pour finalement revenir sur le flanc sud-ouest de la colline, où elle est reliée au château.

### 1362-1500: ville hanséatique d'influence

Pièce de monnaie de l'époque de Dietrich III Damerow.

La seconde moitié du XIVe siècle voit apparaitre des affrontements au sein même de l'élite allemande de la région. En 1378, le pape de Rome Urbain VI nomme l'ancien secrétaire particulier de l'empereur Charles IV Dietrich Damerow évêque de Dorpat. Bien que soutenu par le conseil de la ville, il est rejeté par l'ordre de Livonie et par le pape dissident Clément VII d'Avignon (dans un contexte de Grand Schisme d'Occident) qui lui préfèrent Albert Hecht, un prêtre local élu par les membres du chapitre de la Cathédrale. En opposition avec cette décision du Saint-Siège, l'Ordre occupe le territoire de l'évêché, ce qui oblige le nouvel évêque à demander un soutien extérieur auprès du duché de Mecklembourg, des pirates de la baltique, et même du roi Richard II d'Angleterre. Finalement, l'Ordre échoue à prendre le contrôle de Dorpat. En 1475, l'évêque Johannes II Bertkow et le conseil de la ville se plaignent à Lübeck (siège de la Ligue hanséatique) car le maitre de l'Ordre bloque le passage vers Dorpat, et saisi les marchandises qui y entrent et sortent. 

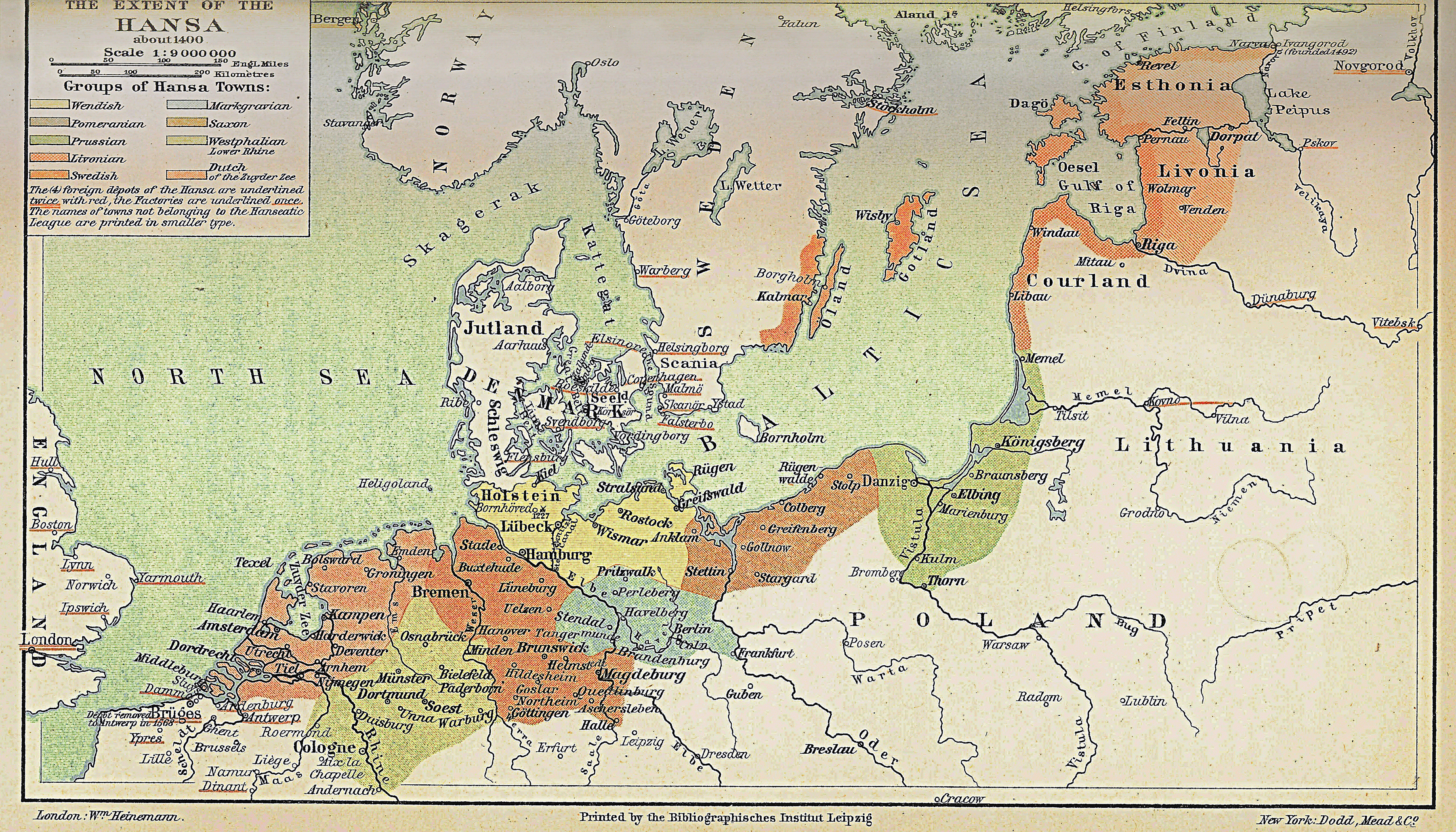
Carte des villes de la Ligue hanséatique avec Dorpat en Livonie (orange à droite).

L'influence de la ville croit néanmoins au XVe siècle et l'organisation du commerce se développe. La grande guilde de Dorpat (ou Guilde Sainte-Marie), une organisation de marchands et d'orfèvres, commence ses activités. Seuls les membres de cette guilde sont élus conseillers de la ville. Une réforme de la monnaie met en circulation à Dorpat des schillings et des pennies auxquels s'ajoutent des quarts de marks à partir de 1515. Les pièces plus grandes étaient rarement frappées à Dorpat.
En 1442, lors de la fête de la ligue hanséatique à Stralsund, Dorpat est récompensée pour son rôle d'intermédiaire de premier plan dans les relations commerciales entre la ligue et la ville russe de Novgorod, via un comptoir commercial allemand. Les premières mentions dans les registres de la confrérie des Têtes noires datent de 1445 et celles de la petite guilde Saint-Antoine en 1449. Si un membre de la Confrérie de têtes noires se marie, qu'il devient marchand indépendant ou citoyen de plein droit, alors il devient membre de la grande guilde. En 1461, il est fait mention pour la première fois des Brauerschagen, les règles de la grande guilde de Dorpat qui établissent le brassage de la bière destinée à la vente.
Dorpat devient également un point de passage important pour les voyageurs. À l'hiver 1413-1414, le diplomate bourguignon Guillebert de Lannoy fait halte à Dorpat dans son voyage vers la Russie, puis vers la Prusse. Il consignera ces écrits dans son livre Voyages et ambassades. En 1438, c'est le nouveau métropolite de Kiev Isidore qui passe par Dorpat sur sa route vers le concile de Florence, il a alors pour but d'unir les églises catholiques et orthodoxes. En 1472, la nièce du dernier empereur byzantin Constantin XI Zoé Paléologue fait une halte à Dorpat avec sa suite. Venant de Rome, elle est alors en route vers Moscou pour épouser le Grand-Prince slave Ivan III.
La présence catholique s'intensifie avec la fondation d'un monastère Franciscains peu avant 1450. En 1472, 73 apostats, qui avaient utilisé le pain de communion levé (pratique des rituels orthodoxes), sont noyés dans la rivière Embach par des fidèles. En 1474, la cathédrale prend sa forme finale, avec l'ajout de deux tours fortifiées à son côté Ouest.

### 1501-1557: un vent de réforme protestante

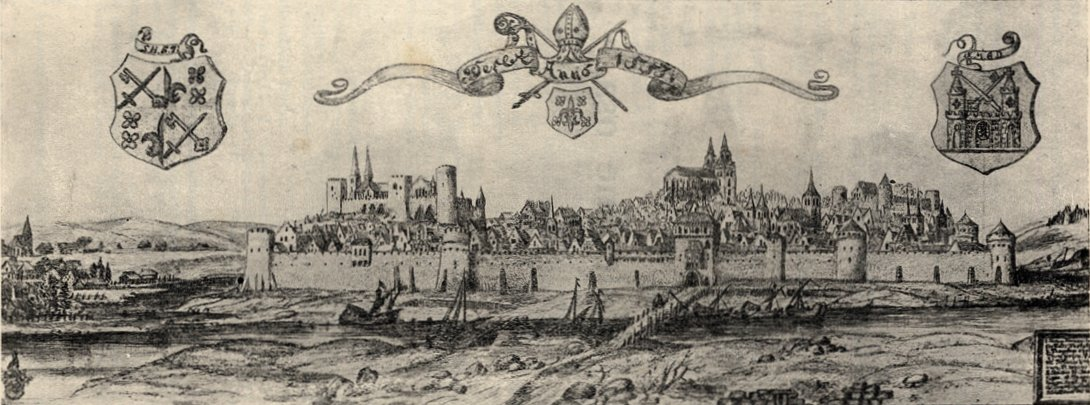
La ville de Dorpat en 1553.

Au début du XVIe siècle, la grande-principauté de Moscou, héritière des principautés slaves de Russie, est en pleine expansion. Elle lance une guerre contre la Livonie en 1501. Après une première bataille près de la rivière Siritsa en Russie, un armistice est finalement signé puis renouvelé à plusieurs reprises les années suivantes. Dorpat, qui perdait de son succès commercial depuis la fermeture du comptoir hanséatique de Novgorod par les Russes en 1494, profite de l'armistice. Elle obtient le monopole du commerce avec Pskov grâce à un traité conclu en 1514, qui fait suite à une paix signée avec les Russes en 1463.
Vers le milieu du XVIe siècle, la prospérité de Dorpat est telle que la population atteint 6 000 habitants (seules Riga et Reval sont plus peuplées). La régulation du commerce par le conseil de la ville est attestée par les procès-verbaux des réunions dont le plus ancien date du 18 mars 1547. En 1550, des restrictions s'appliquent sur le pain fait et vendu par les boulangers. Les pains ne doivent pas peser moins de 6 bûches (environ 80 grammes) sous peine d'amende. En 1553, les guildes se plaignent de la décision du conseil d'imposer un droit d'accise (taxe) extraordinaire sur l'hydromel et le vin. Le conseil justifie cette mesure par les besoins de financer l'artillerie et les munitions nécessaires à la défense de la ville.

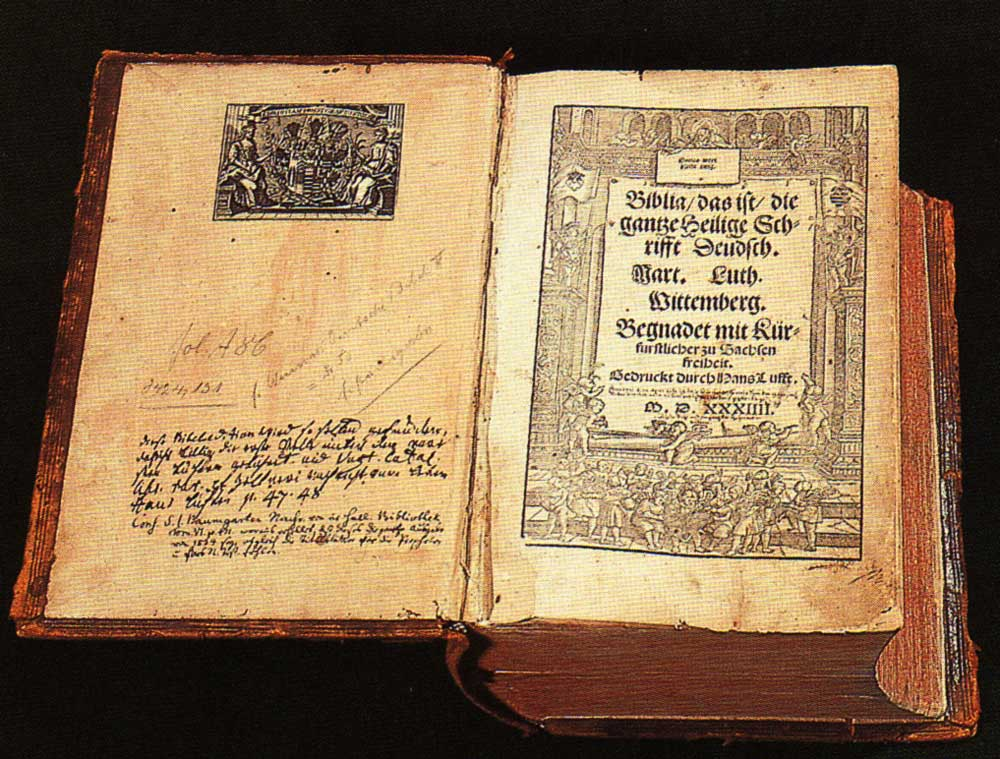
Bible en allemand de Martin Luther.

En parallèle, le développement des écrits à travers l'Europe germanique permet de diffuser les idées de la réforme protestante encouragées par le prêtre allemand Martin Luther. L'un de ses étudiants, Hermann Marsow, arrive à Dorpat en 1524. Son talent d'orateur lui vaut d'être apprécié par les foules si bien que le conseil de la ville lui attribue le rôle de prêtre de l'église Sainte-Marie (aujourd'hui disparue), située au pied de la colline. Marsow doit quitter la ville peu après en raison des pressions de l'évêque Johann Blankenfeld. Le 19 octobre 1524, l'évêque accorde à la noblesse et à la ville de Dorpat quelques garanties et autorise le prêche infalsifié de l’Évangile, en échange de la conservation d'anciennes coutumes ecclésiastiques en accord avec la foi catholique.

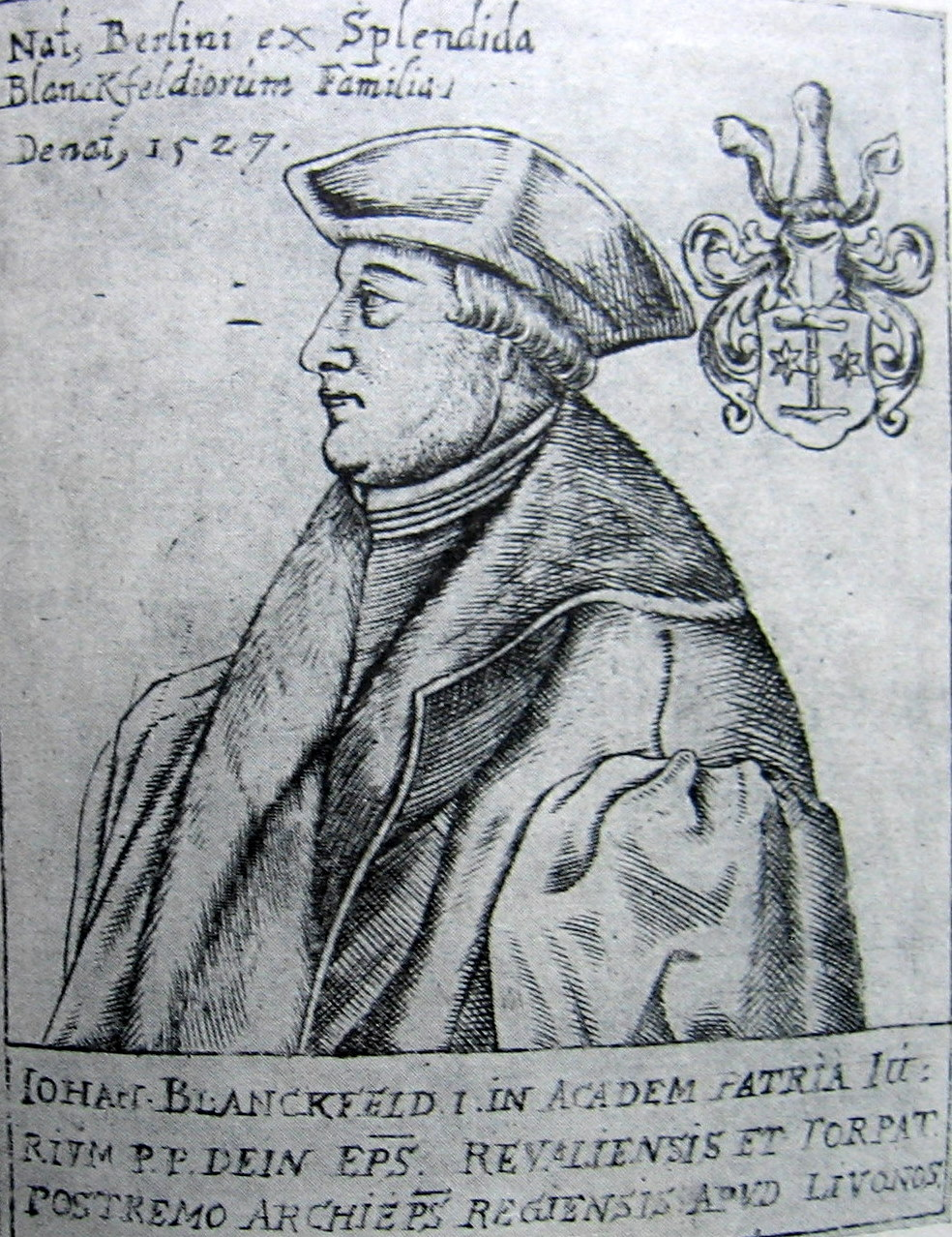
L'évêque Johann Blankenfeld, farouchement opposé à la réforme.

L'arrangement devient inutile lorsque le prédicateur Melchior Hoffmann, un fourreur de métier peu éduqué à la théologie, remplace Marsow. Le langage simple et radical utilisé lors de ses prêches qui traitent du renouvellement de l'enseignement religieux, du jugement dernier ou encore des épreuves de Dieu lui attire les foudres de l'évêque. Blankenfeld fait arrêter Hoffmann le 10 janvier 1525, mais les habitants de Dorpat se précipitent dans l'église Sainte-Marie pour le protéger. Une émeute éclate et la population procède à un iconoclasme massif. Quelque 200 citoyens enlèvent des églises, des divers monastères de la région et de la cathédrale de Toome les statues, peintures, icônes et crucifix catholiques, car considérés dans la doctrine protestante comme des obstacles à la foi. La foule brûle les objets sur la place du marché.
L'évêque décrète le bannissement et la mort civile à l’encontre des adeptes de la nouvelle doctrine. À la suite d'un différend politique avec l'Ordre, Blankenfeld est finalement abandonné par la noblesse de Dorpat qui finit par prendre le contrôle des biens et du château épiscopal. Pour calmer la situation, le conseil de la ville chasse Hoffmann, et y fait venir le théologien Sylvester Tegetmeyer. Ce dernier arrive à Dorpat en février et y prêche plusieurs fois par jour pendant plus de deux semaines.

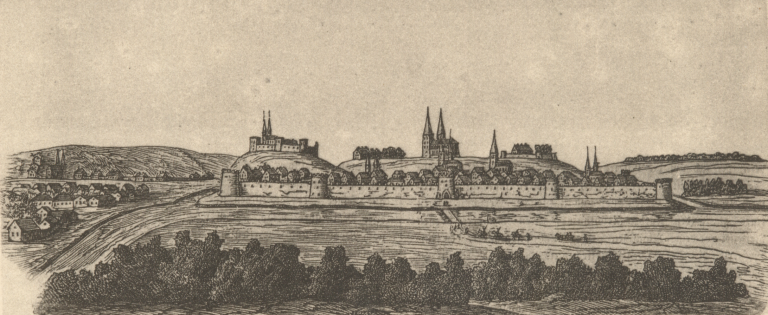
La ville de Dorpat en 1553 avec la colline en arrière-plan.

La réforme protestante encourage une diffusion plus efficace de la doctrine religieuse. Le 4 février 1554, le conseil de la ville charge deux de ses membres de faire construire une école pour les enfants. La même année, l'aumônier de l'église Saint-Jean Franz Witte, publie une traduction du catéchisme de Martin Luther en dialecte Sud-Estonien à destination des indigènes de la région. Imprimé à Lübeck, il s'agit alors d'un des premiers livres publiés en Estonien. Une école pour filles est fondée dans le couvent cistercien de Sainte Catherine. Les habitants de la colline, près de la Cathédrale et du château épiscopal, ne sont pas subordonnés aux décisions du conseil de la ville en contrebas et continuent à organiser des messes catholiques jusqu'au début de la guerre de Livonie en 1558,.

### 1558-1581: occupation russe pendant la guerre de Livonie

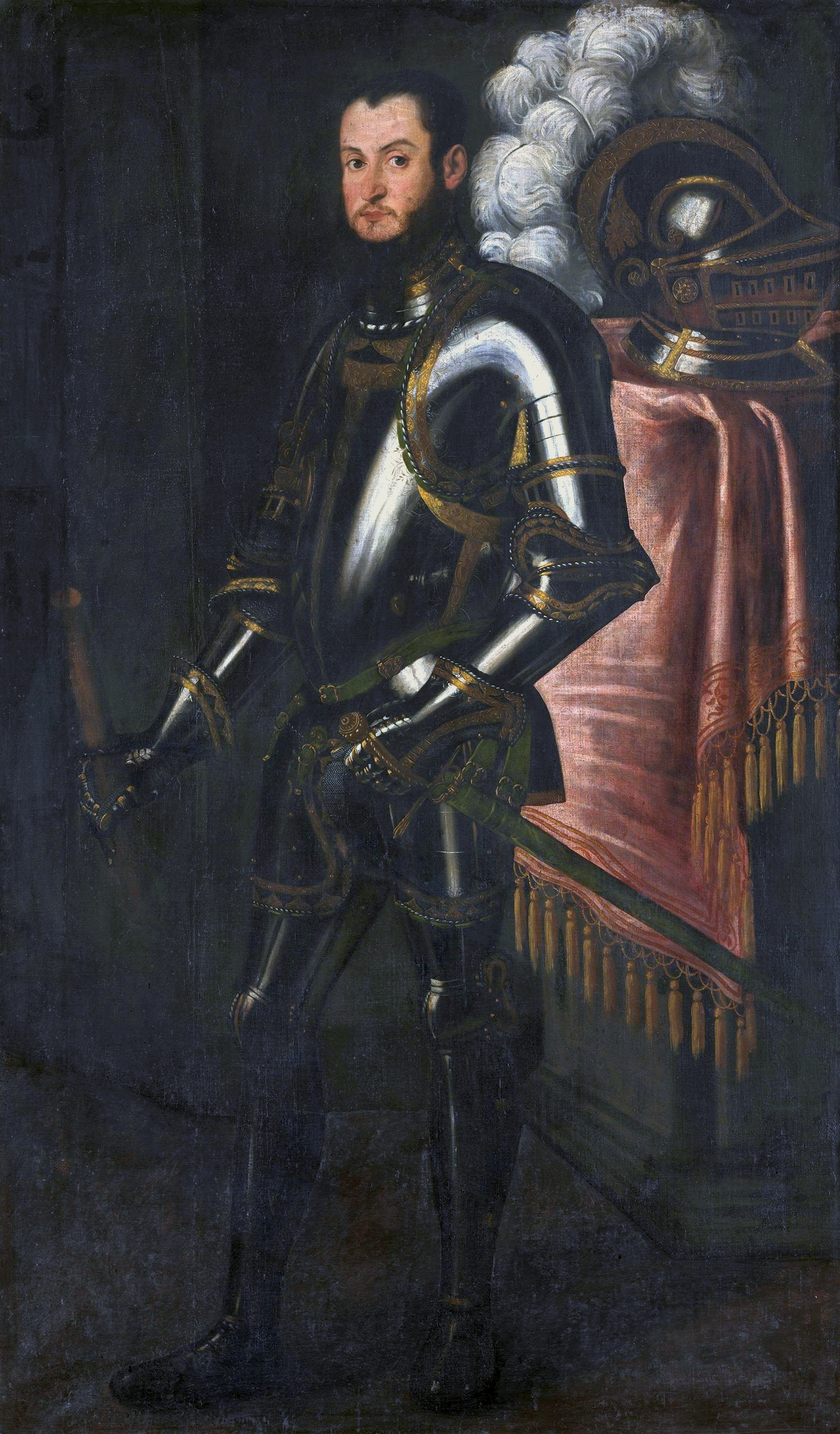
Portrait du roi Sigismond II Auguste de Pologne.

L'arrivée de la réforme crée des divergences entre les allemands de Livonie souhaitant rester fidèles à la foi catholique (notamment les évêques), et les membres de l'Ordre, plus permissifs quant à l'expansion du protestantisme. Les pays voisins utilisent ces divisions internes pour envahir le territoire. À l'Est, le tsarat de Russie, héritier de la grande-principauté de Moscou, est dirigé par Ivan IV dit "le terrible", qui souhaite obtenir un meilleur accès au commerce sur la mer baltique. Le voisin méridional est l'union de Pologne-Lituanie, dont le roi Sigismond II Auguste veut empêcher l'invasion de la Livonie par la Russie. Cela se traduirait non seulement par le renforcement d'un rival, mais aussi par la perte de routes commerciales fructueuses. Sigismond II parvient à réconcilier les allemands entre eux pour en faire des alliés contre la Russie. Trouvant cette alliance illégitime, Ivan IV et son armée débutent l'invasion de la Livonie le 22 janvier 1558. Dans les campagnes, les soldats russes croisent sur leur route des paysans indigènes estoniens réduits au servage par les allemands. Les indigènes voient alors les russes comme des libérateurs.

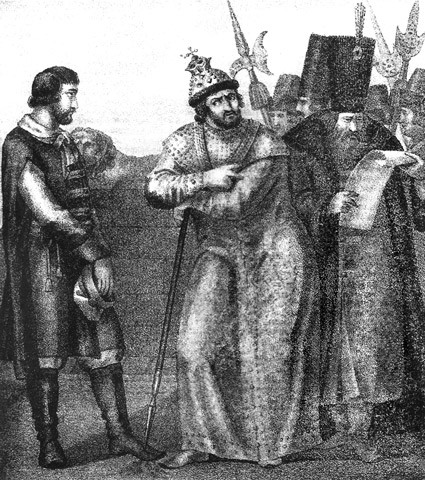
Ivan le Terrible écoute une lettre provenant d'André Kourbski. Dessin de Boris Chorikov. XIX.

Le 18 juillet 1558, Dorpat, alors assiégée par les russes, se rend à l'armée du général Piotr Chouiski. Le conseil, les citoyens et les guildes conservent néanmoins leurs droits et leur autonomie. Chassé, le dernier évêque de Dorpat Hermann II Wesel se voit accorder le droit de finir sa vie dans l'Abbaye de Falkenau, à quelques encablures. Au bout d'un mois, il est finalement déporté en Russie, où il meurt en 1563. La conquête russe marque la fin de l'évêché de Dorpat. André Kourbski, premier vice-gouverneur de Iourieff (nom russe de Dorpat) et proche d'Ivan IV, dénonce les méthodes cruelles de son ancien ami et passe dans le camp polonais le 30 avril 1564. En septembre de la même année, un traité est signé à Dorpat entre la Russie et la Suède, nouvellement arrivée dans le conflit. Son roi Éric XIV oblige la Russie à reconnaitre la conquête de l'Estlande (au nord de la Livonie). Le traité marque également le début d'une trêve entre les deux pays qui doit durer 7 ans.
Le 8 juillet 1565, les citoyens allemands de Dorpat (environ 1 000 personnes) sont déportés en Russie. Ils sont autorisés à revenir seulement à partir de 1569. Le 11 octobre 1571, les russes massacrent les citoyens de Dorpat pendant trois jours, et les survivants sont à nouveau déportés en Russie. Le régime de terreur mené par le tsar conduit les nobles allemands de Livonie Eilert Kruse et Johann von Taube, initialement alliés des russes, à se mettre au service de la Pologne et tenter de prendre Dorpat avec la cavalerie du chevalier Reinhold Rosen. En 1570, des membres de la noblesse russe se voient offrir les terres prises aux Allemands et un évêque orthodoxe s'installe à Dorpat. Ivo Schenkenberg, un fils d'artisan originaire de Reval, parvient à liguer les paysans estoniens contre les russes. Il lance une expédition punitive en 1578 et saccage un faubourg russe situé sur la rive gauche de la rivière Embach, en dehors des remparts.

### 1582-1624: domination polonaise et contre-réforme

Division de la Livonie en 1600 :
Pologne–Lituanie
Duchés vassaux de la Pologne–Lituanie
Russie
Suède
Danemark-Norvège

Pendant que Dorpat est occupée par les Russes, le traité de Vilnius de 1561 dissout la confédération de Livonie allemande. Ses composantes (ordre, évêques...) deviennent le nouveau duché de Livonie, un vassal de la Lituanie. Cette dernière renforce son alliance avec le royaume de Pologne. Se crée alors un nouveau pays : la république des Deux Nations (Pologne-Lituanie). Le traité de paix de Jam Zapolski du 15 janvier 1582 entre le tsarat de Russie et la république des Deux Nations met fin à la guerre de Livonie, confirme une trêve de 10 ans, et certifie que Dorpat doit revenir au Duché polono-lituanien de Livonie. Le 23 février, l'armée polonaise dirigée par Jan Sariusz Zamoyski débarque devant Dorpat et reprend possession de la ville dès le lendemain, au détriment des Russes. Devenu gouverneur, Zamoyski nomme le chevalier-maître Zygmunt Rozen administrateur adjoint local (en polonais starost) de la ville, et le prêtre Thomas Lamkowicz administrateur de l'église.
Bien que la liberté du culte protestant pour les Allemands soit garantie, Dorpat devient malgré tout un centre important en vue du projet de re-conversion au catholicisme de l'Europe du Nord, enclenché par le roi de Pologne Étienne Báthory, avec le soutien du Pape. Pour ce faire, Báthory compte essentiellement sur des groupes de prêtres jésuites venus d'Allemagne et d'Autriche. Theodor Havkenscheid, Thomas Busaeus, Valentin Hengelius et Johannes Ambrosius Völcker, arrivés en mars 1583, ouvrent un lycée en plein cœur de Dorpat le 18 avril de la même année. Il est alors situé dans l'ancien couvent Sainte-Catherine.

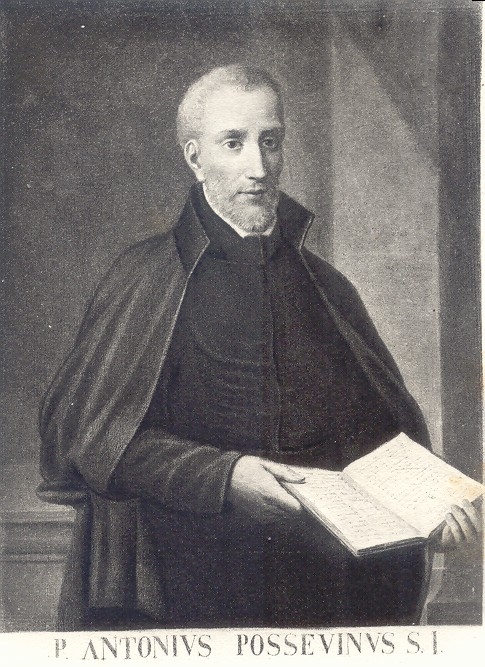
Le prêtre jésuite italien Antonio Possevino fondateur du séminaire des traducteurs.

Fréquenté par une trentaine d'enfants, tous polonais, lors des deux premières années d'existence, le lycée (appelé Colegium Dorpatense à partir de 1585) est complété par un séminaire pour former des traducteurs en 1585. Il permet alors de diffuser la parole des prêtres jésuites dans les différentes langues autochtones de cette région d'Europe : estonien, russe, biélorusse, letton, suédois et finnois. Il propage également les arts et la littérature catholique auprès des indigènes estoniens : documents pour le catéchisme, musiques, chants... Près de mille jeunes indigènes sont alors convertis au catholicisme, et ce malgré l'omniprésence du paganisme dans les campagnes et l'hostilité des prêtres allemands protestants. Le lycée proprement dit compte lui environ 70 étudiants (dont des Estoniens) à la fin des années 1590.
La culture catholique refait alors surface à Dorpat. En 1588, le successeur de Báthory à la tête de la Pologne-Lituanie Sigismond III Vasa, prolonge les festivités de l'épiphanie (7 janvier) et de la Saint Pierre et Paul (saints patrons de Dorpat, le 29 juin), à 10 jours chacune. Le 24 janvier 1592, un chef de chœur est nommé à l'église Sainte-Marie pour assister l'évêque jésuite. En juin 1595, des jésuites jouent Corpus Christi, la première pièce de théâtre de la ville.
En 1589, le conseil de la ville accorde au médecin Sigismundus Awerbach un certificat pour ses compétences en matière de chirurgie oculaire. Il s'agit du premier document non religieux en langue sud-estonienne. Les autorités polonaises souhaitent réduire l'influence des guildes sur la ville. Ces dernières protestent depuis 1583 contre la limitation de leur pouvoir politique. En 1590, le roi Sigismond III leur interdit de se réunir pour discuter des affaires municipales, ce qui amplifie la contestation. En 1592, le doyen de la Grande guilde et meneur de l'opposition Hans Karthausen est arrêté sur ordre du conseil. Il s'évade de prison et fuit à Riga, où il est à nouveau arrêté. Il est finalement condamné à mort et exécuté sur la place du marché de Riga le 9 juin 1593. Avec la mort de Karthausen, la contestation s'atténue, mais le conseil réduit la pression sur les guildes.
En plus de la Pologne-Lituanie, le catholique Sigismond III est également héritier du trône de Suède (un pays protestant), mais se fait voler son titre royal par son oncle régent, devenu le roi Charles IX. Pour étouffer toute contestation possible du côté polonais, les Suédois envahissent Dorpat en 1600. Ils détruisent l'hôtel de ville médiéval. Certains prêtres jésuites sont alors déportés en Suède. À la fin de l'année 1602, le général lituanien Jan Karol Chodkiewicz débute le siège pour reconquérir la ville. Entre 1601 et 1603, une grande famine a lieu dans toute l'Europe du Nord. Les vivres venant à manquer, les garnisons de Dorpat, également en proie à une épidémie de peste, se rendent devant les 3 000 hommes de l'armée polono-lituanienne le 13 avril 1603. L'armée suédoise du général d'origine allemande Joachim Friedrich von Mansfield-Vorderort tente sans succès de reprendre la ville en 1607. En 1609, une école de langue estonienne dirigée par le maitre Johann Bartholomäus Gilden est ouverte dans l'Église Saint-Jean. Les jésuites rouvrent leur lycée en 1611 avec seulement 20 étudiants, tous enfants de soldats polonais. En 1624, un accident pendant les feux de la Saint-Jean crée un incendie qui aggrave l'état de ruine de la cathédrale.

### 1625-1653: début du règne suédois et création de l'université
Le roi de Suède Gustave II Adolphe, fils de Charles IX, fait de son pays l'une principales puissances militaires d'Europe. Maitre de l'Estlande depuis 1561, la Suède marche à nouveau vers la Livonie polonaise en juin 1625 avec 20 000 soldats. Le 16 août, les Polonais qui contrôlent Dorpat se rendent face au siège de l'armée du maréchal Jacob De la Gardie puis quittent la ville. Le traité d'Altmark de 1629 et ses renouvellements confirment l'appartenance de Dorpat à la Livonie suédoise, une province du tentaculaire Empire suédois qui contrôle la mer Baltique grâce à ses colonies. En arrivant sur place, le nouveau gouverneur-général de Livonie Johan Skytte, un proche du roi, s'émeut de l'état de cette région ravagée par 70 ans de guerre et fonctionnant encore sous un régime féodal, qu'il juge comme étant de la "pure barbarie". Le paganisme est alors encore très présent dans les campagnes chez les paysans estoniens, réduits au servage par les aristocrates allemands.
Bien qu'elle réaffirme les titres de noblesse en organisant la chevalerie (en allemand Ritterschaft), la Suède ambitionne d'appliquer une politique dite "d'uniformité" en Livonie, à savoir appliquer les mêmes lois dans les colonies qu'en Suède métropolitaine. Pour éviter la pression des influentes villes bourgeoises allemandes de Riga et Reval, et des nobles dans les campagnes, Johan Skytte choisit Dorpat - une ville moins puissante car affaiblie par les guerres - comme centre intellectuel et administratif de la province. Le 7 septembre 1630 est mis en place une cour d’appel judiciaire (hovrätt). Le vice-régent (représentant de la couronne) de Suède en Livonie s'installe dans l'ancien château de l'évêque. En 1642, le gouvernement général de Livonie est finalement déplacé à Riga mais la cour d'appel reste à Dorpat.

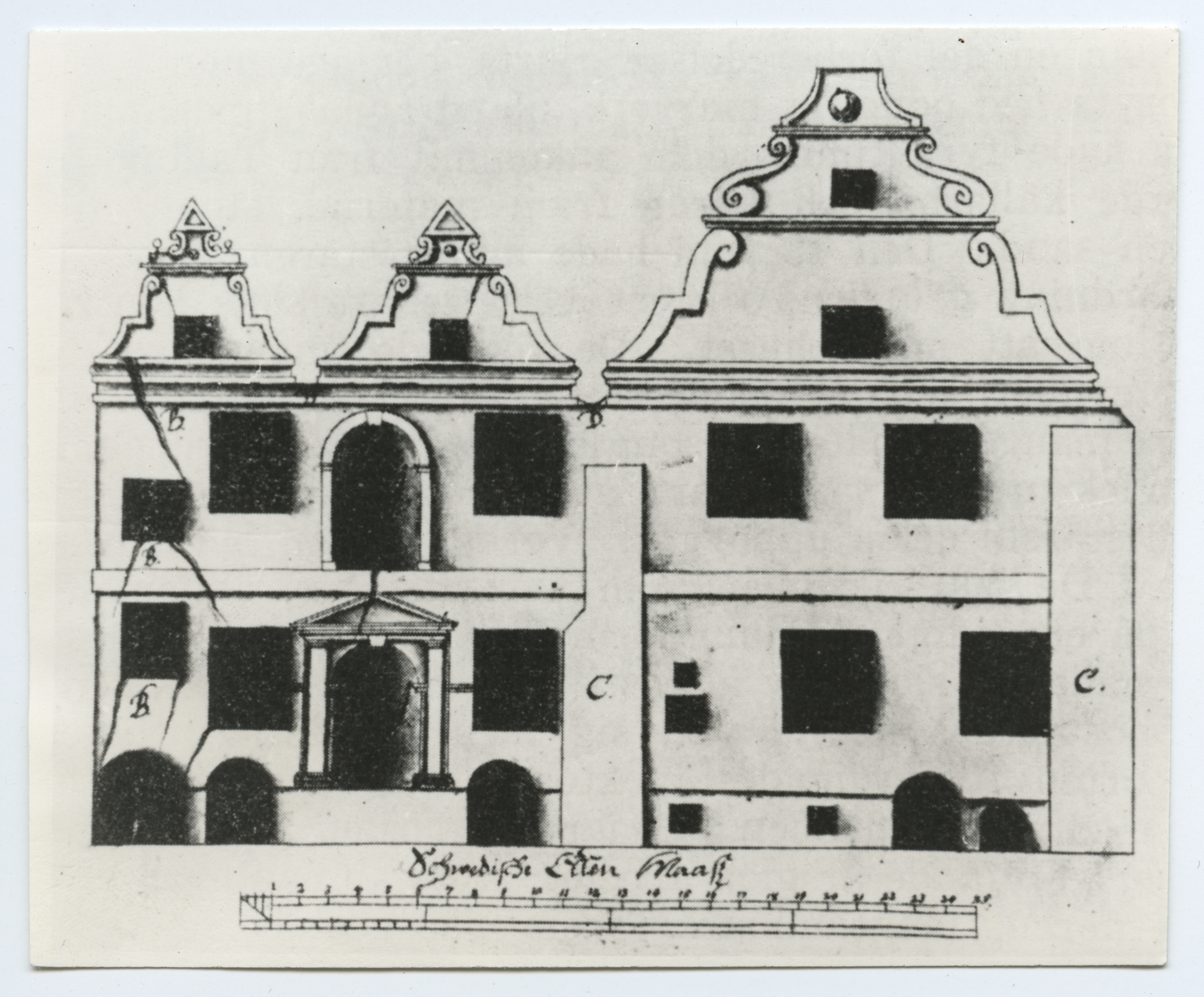
Croquis du premier bâtiment de l'Academia Gustaviana.

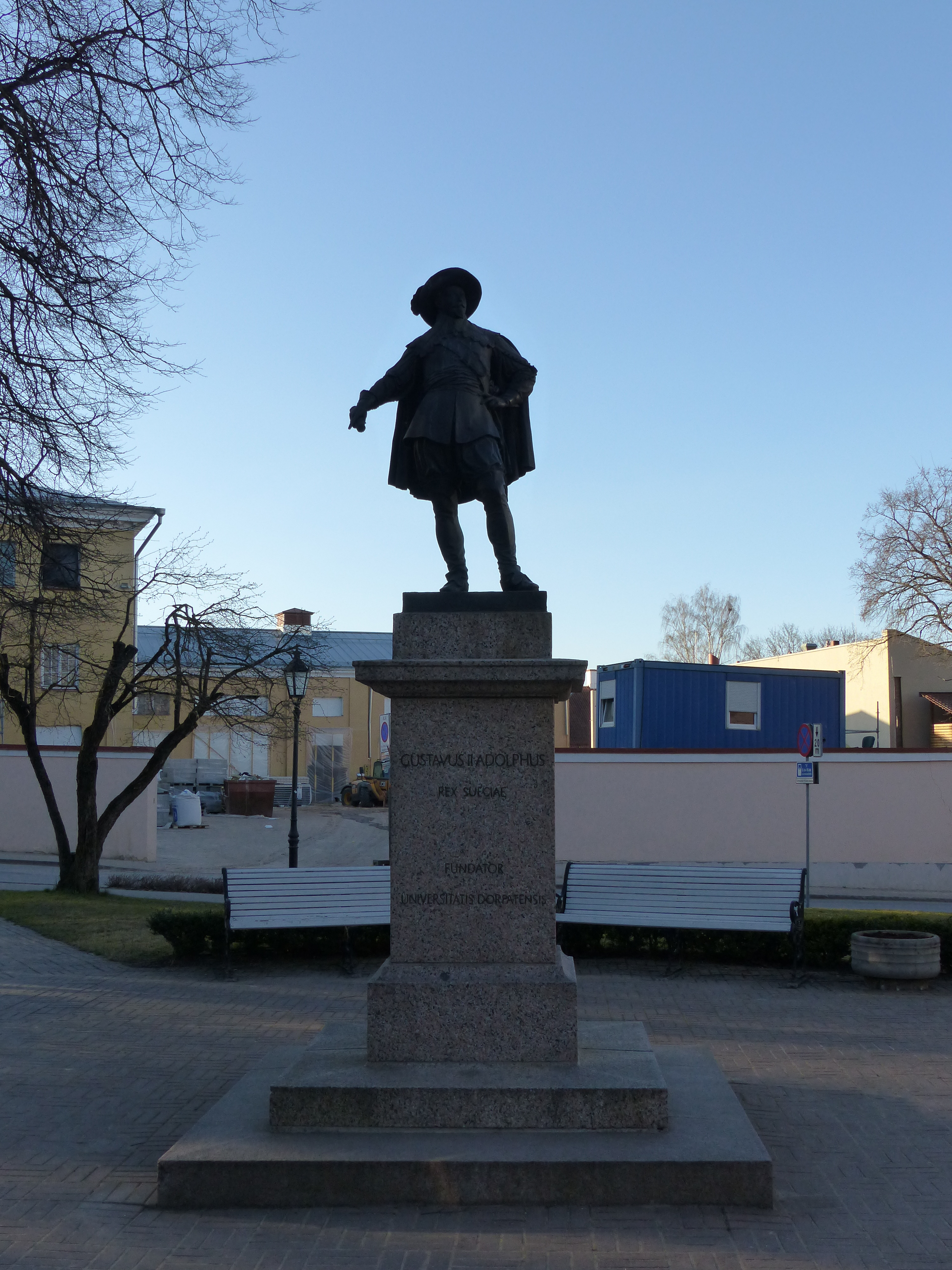
Statue du roi Gustave Adolphe dans les rues de Tartu.

Le 13 octobre 1630, un lycée ouvre ses portes dans l'ancien collège jésuite polonais. Il dispose de sa propre imprimerie située derrière l'hôtel de ville - la première d'Estonie moderne l'année suivante. Le lycée se transforme en université au printemps 1632. Le décret de création de lAcademia Dorpatensis est signé le 30 juin 1632 par le roi, puis la cérémonie d'ouverture et de rentrée a lieu le 15 octobre. Le fonctionnement de l'université est basé sur celle d'Uppsala. Le droit, la philosophie, la religion et la médecine y sont enseignés en latin. L'université est ensuite renommée Academia Gustaviana en l'honneur du roi, mort à la guerre le 6 novembre. La première publication de l'imprimerie est une Disputatio universitaire de 8 pages. En 1637, un étudiant originaire d'Östergötland, Johannes Clavdii Risingh, prononce lOratio de civitate Dorpatensi, un discours faisant l'éloge de Dorpat. En 1642, L'université accueille le premier étudiant estonien Johannes Freyer. Une version du Janua linguarum reserata de Jan Amos Komensky est imprimée à Dorpat en 1648.
La religion protestante luthérienne est à la fois celle des Allemands (qui avaient pu garder leur religion en Pologne catholique) et celle de l'État du Royaume suédois. En 1633, Dorpat devient le siège du consistoire suprême, le plus haut gouvernement ecclésiastique de Livonie. En 1641, La fête de la Saint-Pierre et Saint-Paul sont fusionnées dans l'Épiphanie, qui dure trois semaines. Le long défilé de janvier reste tel quel pendant des siècles et constitue l'un des temps forts de la ville chaque année.
En 1636 est publiée la plus ancienne carte de la ville conservée, avec le quadrillage et les noms des rues (liste des rues datant de 1582). En parallèle, des fortifications bastionnées sont pensées pour faire face au développement de l'artillerie. Quelques premiers bastions dit "hollandais" sont construits dans l'angle sud-est de l'enceinte de la ville et devant la porte de Riga (partie des remparts médiévaux). La vie de la ville marchande se développe de nouveau. En 1637, un ensemble unique de règles pour le jeu de balle ronde est introduit à Dorpat, à partir des pratiques en vigueur en Suède. Le 29 mai 1640, le conseil de Dorpat confirme les statuts de la confrérie des orfèvres nouvellement créée. Justus Phaler ouvre la première pharmacie de Dorpat, qui aurait été située sur le domaine de Techelfer, en dehors des remparts. Phaler meurt en 1666, son gendre Christian Zecher la dirige jusqu'à sa mort en 1682. Sa veuve Dorothea Zecher reprend ensuite la propriété.

### 1654-1661: possession russe pendant la Première guerre du Nord
En 1654, Charles X Gustave, fils de la demi-sœur de Gustave II Adolphe, est couronné roi de Suède. Il étend son territoire jusqu'en Pologne alors que cette dernière est déjà en guerre avec la Russie. Face à la menace suédoise, la diplomatie russe fait la paix avec la Pologne et le tsar Alexis Ier déclare la guerre à la Suède et attaque la Livonie à la place. Alors que le gros des troupes russes assiège Riga, les détachements de Pskov emmenés par Alexeï Troubetskoï arrivent pour conquérir Dorpat en août. Les troupes russes, composées de 5 546 cavaliers (3 327 nobles, 832 Reîtres, 622 Cosaques et 102 Tatars) et d'environ 5 000 fantassins (3 régiments du corps Streltsy et 4 régiments des ordres nouveaux), font face à la garnison suédoise de Dorpat.

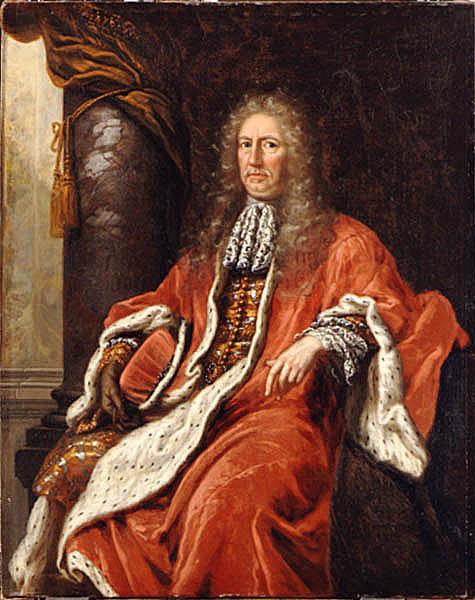
Portrait du gouverneur-général Lars Flemming.

Le gouverneur général de la région de Dorpat Lars Flemming dirige un régiment d'infanterie (448 soldats dans 5 compagnies), 45 artilleurs et environ 100 cavaliers réguliers.
Sa garnison est soutenue par plusieurs centaines d'habitants armés. Au début du siège, la garnison résiste et tente même de franchir le blocus autour de la ville pour chercher des renforts à l'extérieur. Mais peu à peu, l'artillerie se fait de plus en plus défaillante (les meilleurs canons étant à Riga) et les munitions viennent à manquer. Les bombardements incessants de l'assaillant et les maladies déciment une partie des effectifs.
Alors qu'il ne reste plus que 140 soldats et face au manque d'assistance extérieure (les autres troupes étant mobilisées dans d'autres régions), la garnison suédoise se rend le 12 octobre, après 77 jours de siège. L'accord de capitulation est généreux pour les Suédois : leurs troupes sont autorisées à quitter la ville librement, en emportant des munitions et des provisions. Les citoyens et les autres personnes qui ne souhaitaient pas rester sous domination russe sont également libres de partir, en emportant tous leurs biens. La ville se voit promettre la liberté religieuse et le maintien des privilèges commerciaux. La capture de Dorpat (toujours appelée Iourieff par les Russes) arrive à faire oublier l'incapacité des Russes à conquérir Riga à la Cour de Moscou. En raison de la guerre, l'université est contrainte de déménager à Reval. Les professeurs et étudiants ayant fui dans cette ville, ils utilisent les locaux du lycée de Reval jusqu'en 1665.
En 1657, le tsar de Russie accorde aux marchands de Dorpat de larges privilèges pour commercer en Russie. En revanche il décide finalement d'interdire aux citoyens de quitter les territoires sous contrôle russe, tous devant rester "pour toujours sous la haute protection de la majesté du tsar". Finalement, un traité entre la Suède et la Russie en 1658 confirme la possession russe de Dorpat pendant trois ans. En 1660, la paix signée entre la Pologne et la Suède laisse le tsar sans allié. La Russie, incapable de conserver les territoires conquis, doit restituer Dorpat en 1661 comme prévu, tout en renonçant "pour toujours" à ses prétentions sur la Livonie qui redevient une région de Suède.

### 1662-1703: Dorpat et la grande réduction

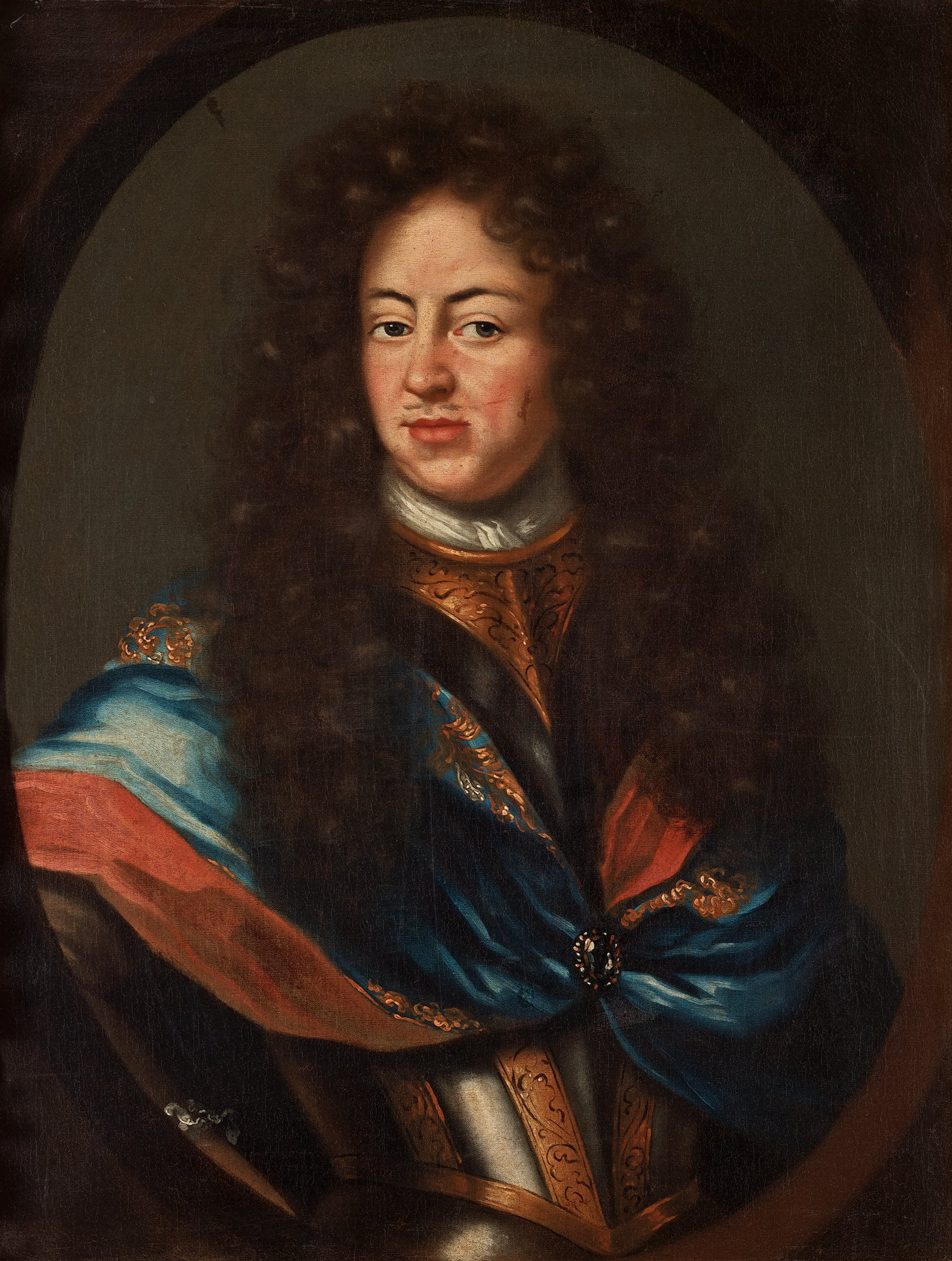
Le Roi Charles XI de Suède.

La paix revient sur Dorpat au moment où l'Empire colonial suédois atteint son apogée (stormaktstiden) avec le couronnement de Charles XI, fils de Charles X Gustave. Le nouveau roi s'inspire du royaume de France et veut renforcer son pouvoir. Il organise la Grande Réduction, une politique de confiscation des terres, biens et privilèges des aristocrates régionaux. Il augmente ainsi la dépendance des nobles envers l'état. En Livonie, cette politique s'applique aussi aux nobles allemands qui possèdent des fiefs depuis les croisades (avant l'arrivée des suédois).

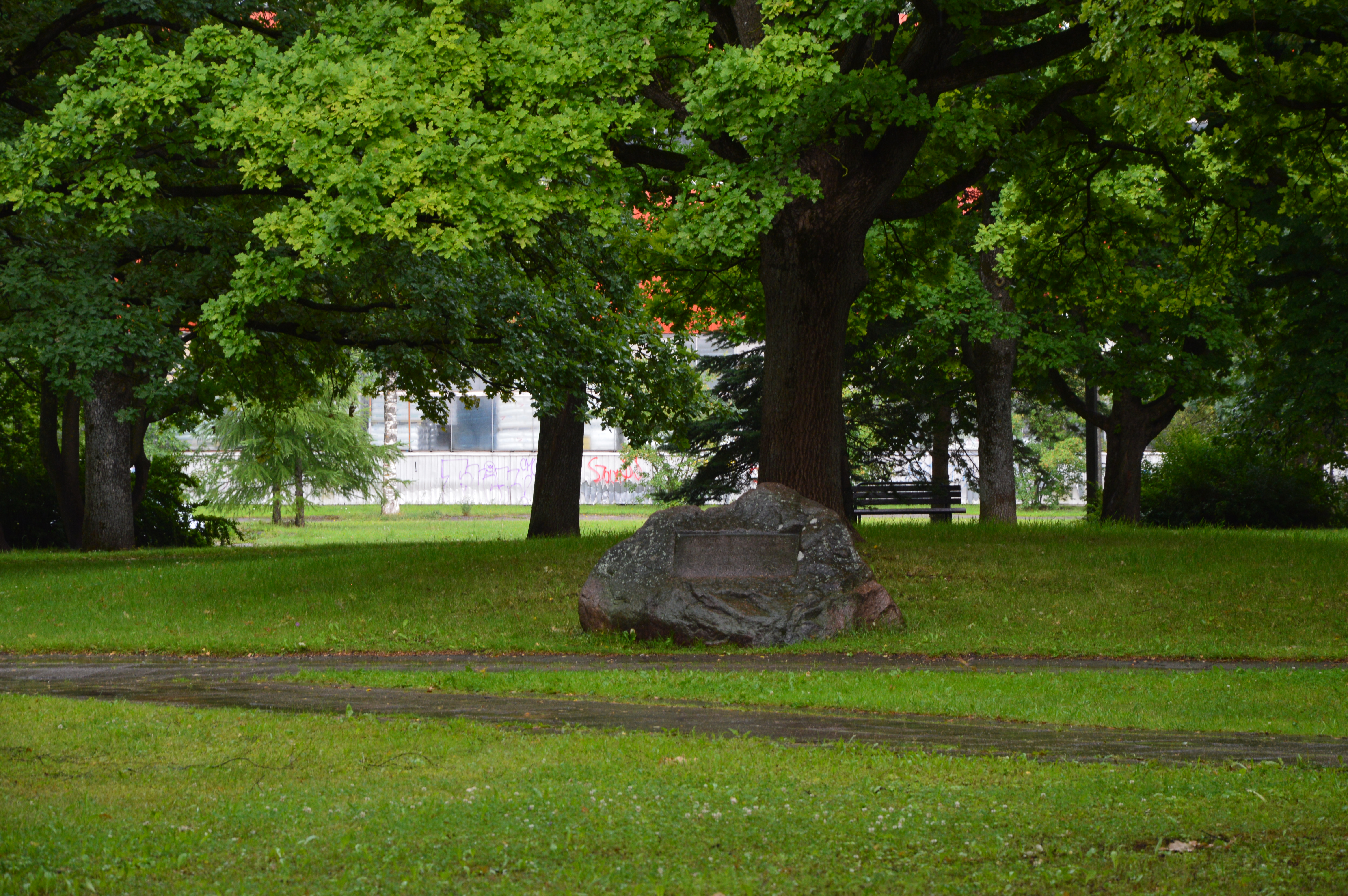
Pierre marquant l'emplacement de l'ancien séminaire dans le Parc Forselius de Tartu.

En parallèle, les perspectives des paysans indigènes évoluent. Les estoniens ont accès aux carrières militaires et à l'éducation. En 1684, Johann Fischer, surintendant général de Livonie du Sud, ordonne la création d'un séminaire à Dorpat pour former les ecclésiastiques et des maîtres d'école estoniens. Il est fondé par Bengt Gottfried Forselius à Bischofshof sur le site de l'actuel Forselius Park. Pendant deux ans, Forselius enseigne les langues, le catéchisme et l'arithmétique. Il améliore l'apprentissage de la lecture en langue estonienne. En 1686, une traduction complète du Nouveau Testament (Wastne Testament) est rédigée en langue Sud-Estonienne par le professeur Andreas Virginius et son fils Adrian. En décembre de la même année, Forselius, accompagné de ses deux meilleurs élèves estoniens, se rend à la cour royale de Stockholm. Le roi Charles XI récompense les deux garçons, qui reçoivent chacun une médaille d'or et une bourse de séminaire pour poursuivre leur travail. L'université fait également son retour le 21 aout 1690 sous le nom d'Academia Gustavo-Carolina. En revanche, la plupart des enseignants et des étudiants sont suédois. En 1691, l'université se dote de sa propre chorale étudiante, dirigée par le musicien Walter Böckmann.

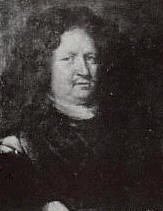
Jakob Staël von Holstein, architecte, commandant d'artillerie et maréchal de Livonie.

Dorpat s'organise et se restructure. Après un incendie survenu le 22 mai 1667, qui détruit 60 bâtiments et une partie de l'ancien château épiscopal (occupé par le vice-régent), la ville reprend d'importants travaux de fortifications supervisés par l'architecte Jakob Stael von Holstein. La ville s'entoure de huit bastions en terre, tous portant le nom des membres de la famille royale. 1688 voit le démarrage de la construction d'un nouvel hôtel de ville grâce à l'architecte Paul von Essen. Le bâtiment remplace le précédent détruit en 1661. La première réunion du conseil de la ville dans le nouveau bâtiment à lieu le 1er septembre 1693. En outre, Dorpat se dote de son premier médecin de ville, David Breythor, en 1681. Le 27 mars 1690, l'apothicaire Dorothea Zecher obtient du roi Charles XI le monopole de la pharmacie à Dorpat ainsi que le droit de vendre des boissons alcoolisées. En contrepartie, Zecher doit fournir gratuitement des médicaments aux étudiants pauvres. Le 16 juillet de la même année, le premier ramoneur professionnel de la ville Caspar Müller, originaire de Breslau, prête serment.
Les mauvaises récoltes de 1694 dues aux petit âge glaciaire, entrainent une famine chez les paysans estoniens de 1695 à 1697. De plus, la grande réduction provoque le mécontentement des nobles allemands, qui reprochent à l'état suédois d'intensifier la politique d'uniformisation et d'ignorer les lois locales propres à la Livonie. Nombre d'entre eux, emmenés par Johann Reinhold von Patkul, conspirent avec le tsar de Russie Pierre Ier le Grand et ses alliés pour déclencher une guerre contre la Suède. Le 7 septembre 1699, en raison des menaces de guerre, l'université est transférée de Dorpat à Pernau, où elle fonctionnera jusqu'en 1710. Les biens de l'université sont évacués à Stockholm.

### 1704-1709: grande guerre du Nord et destruction de la ville par les Russes

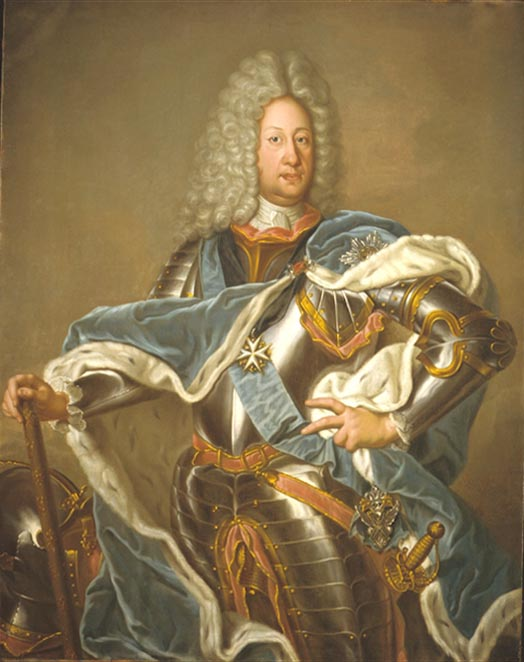
Portrait de Boris Cheremetiev.

En 1700 débute la grande guerre du Nord. L'armée du tsarat de Russie tente sans succès de pénétrer dans les régions d'Estlande et Livonie, contrôlées par la Suède. L'attention de cette dernière est finalement concentrée sur le siège de Riga par les troupes de l'État allemand de Saxe, allié de la Pologne-Lituanie. L'armée russe du maréchal Boris Cheremetiev en profite pour envahir l'Ingrie en 1702 puis marche sur les régions voisines. Le 4 juin 1704, l'infanterie arrive devant Dorpat. Le lendemain, l'armée de 20 000 soldats commence le siège de la ville.
Le commandant militaire (suédois) de Dorpat, Carl Gustaf Skytte, donne l'ordre de brûler les faubourgs extérieurs et tente d'organiser les défenses de la ville. Il compense les faiblesses défensives de quelques entrées de Dorpat - uniquement protégées par le mur médiéval, exposées à l'artillerie et sans fortifications bastionnées - par l'ajout de nombreux bataillons composés de soldats estoniens. Le 9 juin, la ville est complètement encerclée. Deux jours plus tard, les forces russes commencent à bombarder la ville.

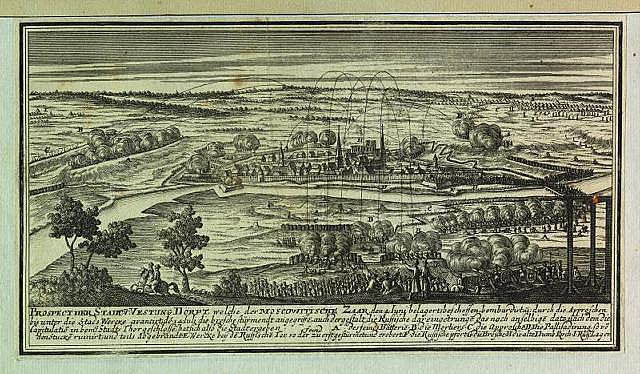
Le siège de Dorpat de 1704, par Johann Christoph Brotze.

Le 14 juin 1704, à cinq heure et demie du matin, les Russes entament un bombardement continu des remparts. La porte dite "de Russie", située dans le secteur le plus exposé, est fortement touchée. Un bastion en terre est construit en urgence devant la porte, où sont placés 6 canons. Les tirs d'artillerie russes proviennent alors de trois directions : de l'autre côté de la rivière Embach, du Faubourg de Techelfer et de la colline de la route de Riga. Des défenseurs quittent la porte Jakob en direction de Techelfer, mais ne parviennent pas à chasser les Russes de leurs positions. Les bombardements blessent les habitants de la ville, détruisent l'église Sainte-Marie et une école à proximité. Malgré une supériorité numérique d'environ 23 000 Russes contre 4 000 soldats suédois, Cheremetiev ne parvient pas à conquérir la ville.

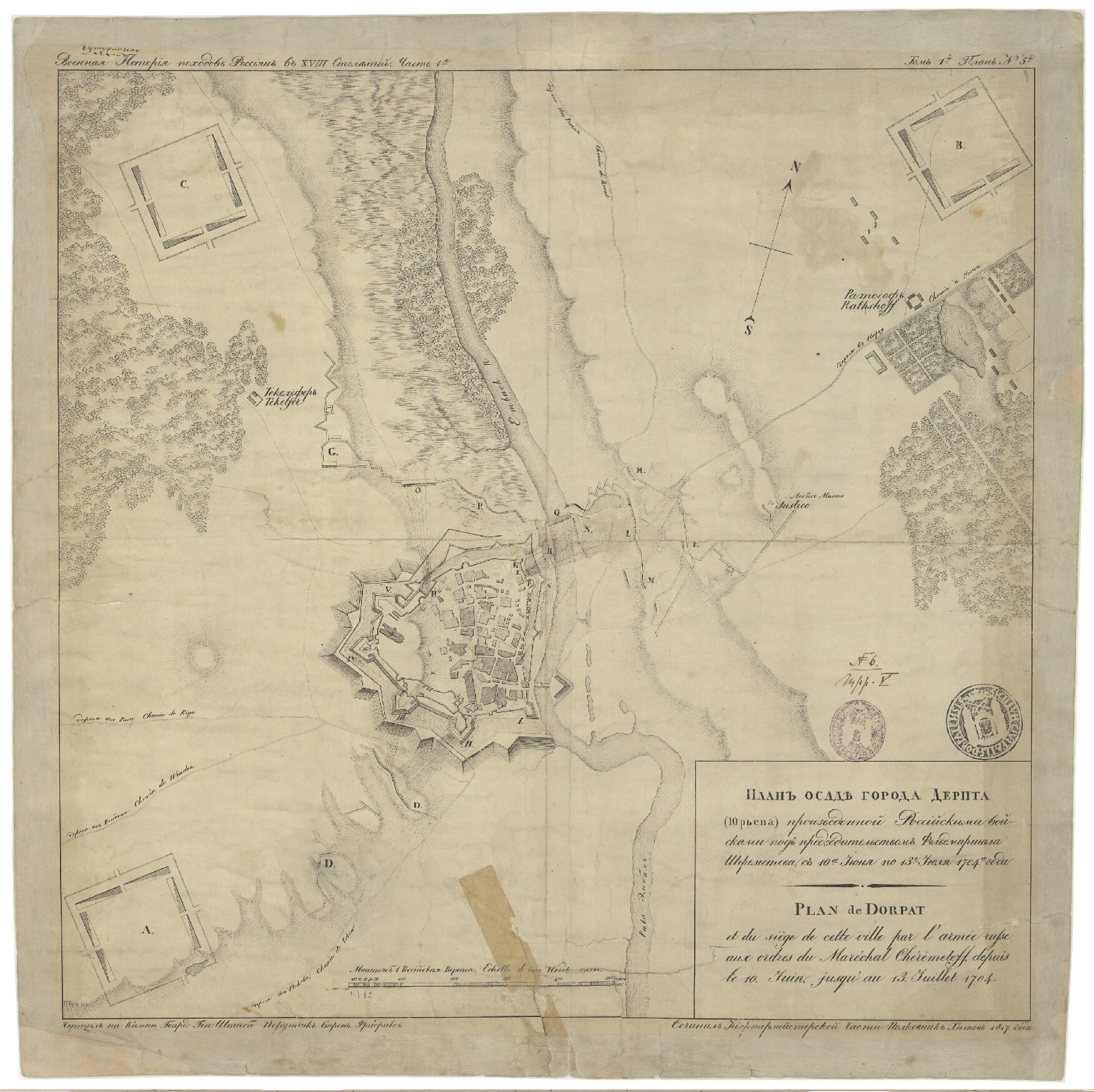
Plan des bombardements de Dorpat par les Russes.

Le 3 juillet, le tsar russe Pierre Ier le Grand en personne débarque à Dorpat. Il décide de concentrer le feu autour de la porte de Russie, sur la partie bordant la rivière. Jusqu'au 13 juillet, les bombardements provoquent l'effondrement du rempart situé entre la porte de Russie à l'Est et la porte Jakob au Nord. Dans la soirée du 13 juillet, les Russes entament un assaut. Ils s'emparent des remblais situés devant la porte de Russie et pointent les canons qui s'y trouvent sur la ville elle-même. Les défenseurs de la ville sortent de toutes leurs positions pour arrêter l'invasion. Les combats acharnés autour de la porte durent jusqu'à 9 heures du matin.
Afin d'éviter les violences des Russes contre les civils, Skytte décide de se rendre. Dans la soirée du 14 juillet, les troupes russes entrent dans la ville. La Russie installe son propre commandant militaire à Dorpat : Friedrich von Balken, un aristocrate allemand local ayant rejoint le côté russe. Il est sous les ordres de Kirill Alexeïevitch Narychkine, commandant en chef de Dorpat et sa région. Une église orthodoxe est construite en bois, dans le quartier des anciens monastères. Dorpat est gravement endommagée par le siège : en plus de la destruction d'une partie du mur médiéval, quasiment toutes les 200 maisons que composent la ville sont endommagées et 50 d'entre elles sont entièrement détruites. La chute de Dorpat permet à Cheremetiev de garder des troupes pour conquérir Narva en août.
À la suite de la dislocation de l'alliance anti-suédoise à l'origine de la guerre (impliquant également la Pologne), Pierre le Grand propose à la Suède de négocier la paix, mais le roi de Suède refuse toute discussion et décide d'attaquer directement l'armée russe sur son territoire. L'armée du tsar bat en retraite, mais compte sur sa politique de la terre brûlée dans un climat hivernal exceptionnellement rude pour freiner l'avancée suédoise.
Le 2 février 1708, Friedrich von Balken informe le conseil de Dorpat que tous les citoyens doivent être envoyés en Russie. 824 personnes sont alors déportées à Vologda, à l'intérieur des terres. Conformément à leur politique de terre brûlée, pour ne rien laisser à l'ennemi, les Russes procèdent à la destruction méthodique de Dorpat le 17 juillet. Les maisons qui n'ont pas été complétements détruites par l'invasion sont définitivement démolies à l'aide d'explosifs. La flèche de l'église Saint-Jean est incendiée et tombe sur la partie centrale, qui fait céder les voûtes de la nef centrale et de la tribune du chœur. Les biens mobiliers d'intérêts sont emportés en Russie, y compris les tuiles de l'église Saint-Jean. L'intégralité de la ville est ravagée et plus aucun bâtiment médiéval, y compris ceux qui avaient survécu aux invasions précédentes, ne subsiste. Les Russes quittent la ville cinq jours après.
À la suite des destructions et déportations, le prêtre Käsu Hans, premier poète estonien connu, écrit une comptine de 32 lignes en langue sud-estonienne: "Oh! Ma waene Tardo Liin" en hommage à sa ville détruite. La chanson se répand dans la tradition orale indigène, et est notée en 1714 par l'ecclésiastique Johann Heinrich Grotjahn dans le registre paroissial de l'église Saint-Jean. Les vers, connus sous le nom de "la comptine de Hans" sont finalement publiés en 1902. Dorpat, pourtant peuplée d'environ 3 000 habitants dans les années 1690, ne compte plus que 4 maisons et 21 citoyens en 1710.

### 1710-1775: tentatives de reconstructions et incendies sous le règne russe

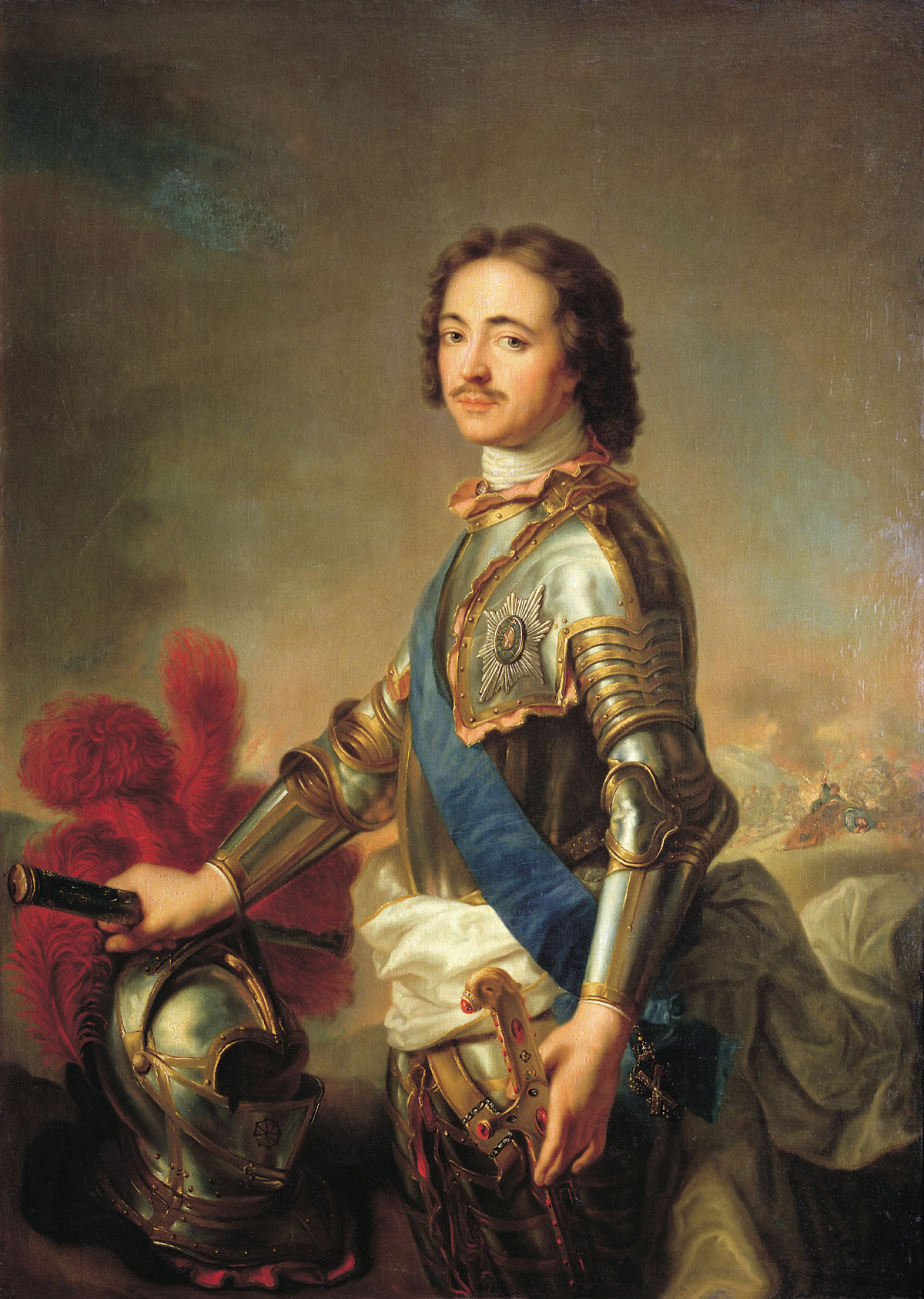
Portrait de Pierre 1er "le Grand", premier empereur de Russie.

La défaite de la bataille de Poltava affaiblit les Suédois pour de bon et les empêche de revenir sur Dorpat. En 1710, les régions d'Estlande et de Livonie sont entièrement sous contrôle de la Russie. Pierre Ier le Grand utilise l'Ingrie voisine conquise aux Suédois pour y fonder une nouvelle ville: Saint-Pétersbourg, à 300 kilomètres de Dorpat, qui devient la capitale russe en 1712. Les citoyens déportés sont finalement autorisés à revenir vers 1714 mais seulement la moitié d'entre eux reviennent. En 1719, Dorpat retrouve son propre conseil municipal.
Le traité de Nystad de 1721 confirme la fin de la grande guerre du Nord. Signé entre la Russie et la Suède, il oblige cette dernière à reconnaitre sa défaite et à officiellement abandonner ses colonies d'Ingrie, d'Estlande et de Livonie, à l'Est de la mer Baltique. L'administration de Pierre Ier réhabilite le pouvoir des nobles allemands sur la Livonie, en invoquant les privilèges obtenus sous le règne polonais qui avaient été menacés par la Suède. Il renforce également le servage des paysans indigènes. Les Allemands disposent donc d'une large autonomie au sein du nouvel empire de Russie et font partie intégrante de la stratégie d'ouverture sur l'Occident, en parallèle de la nouvelle capitale. Dorpat retrouve sa place de ville allemande protestante luthérienne, au cœur de l'Empire russe et conserve nombre de ses propres lois et privilèges. Néanmoins, en raison de querelles politiques internes, les conseillers ne parviennent pas à se mettre d'accord sur l'envoi d'une ambassade à la capitale. Les privilèges et le statut de Dorpat au sein de l'Empire ne sont finalement confirmés qu'en 1731 par l'impératrice Anne, nièce de Pierre Ier, entre-temps mort en 1725. La même année, le gouverneur de Livonie Anikita Ivanovitch Repnine déclare refuser de rouvrir une université à Dorpat.

En 1714, un arrêté de Pierre Ier interdit la construction de maisons en pierre en dehors de Saint-Pétersbourg afin d'obliger les artisans maçons et tailleurs de pierre à travailler uniquement à la capitale pour en accélérer sa construction. La reconstruction de Dorpat doit être alors réalisée uniquement en bois. Malgré la fin de l'interdiction en 1728, la ville est majoritairement reconstruite en bois. En 1735, la ville compte 69 maisons contre 4 en 1710. En 1732, Dorpat est retirée de la liste des forteresses de l'Empire. En 1737, des travaux de restauration de la partie détruite du clocher de l'église Saint-Jean commencent. Le fondeur Christian Minnepot fabrique de nouvelles cloches en 1760. L'horloger Johann Christian Brackmann fabrique deux horloges avec de nouvelles aiguilles, et le premier jour de 1761, les horloges de l'église affichent à nouveau l'heure exacte. 

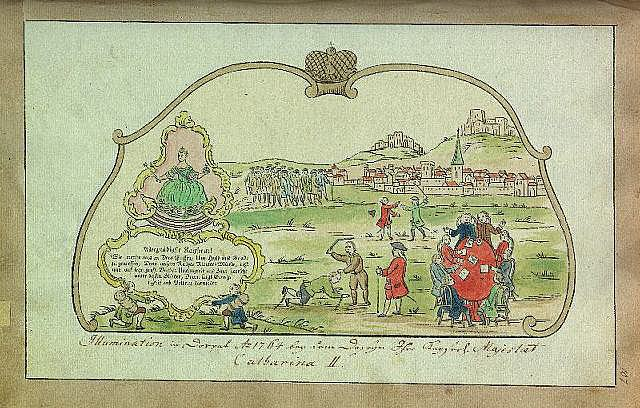
Représentation de la venue de Catherine II à Dorpat en 1764.

 En 1772, l'artisan Salomon Maybaum attire l'attention des autorités locales sur le fait que les caves des maisons du bourg sont inondées et que des cadavres flottent dans les tombes de l'église. Le 19 mai, l'impératrice Catherine II "la grande" signe un décret du Sénat russe interdisant l'enterrement des morts à l'intérieur et autour des églises. Le décret exige la construction de cimetières dans des quartiers séparés de chaque agglomération et, à au moins 100 yards (213 mètres) des maisons dans les faubourgs et les villages. L'année suivante les lieux de sépulture des congrégations allemandes, estoniennes et russes de l'église Saint-Jean sont recensés et deviendront plus tard les cimetières Saint-Jean, Sainte-Marie, Saint-Pierre et Notre-dame de l'Assomption.
La ville voit également revenir ses marchands. Les boulangers Jürgen Friedrichs et Christoph Franck se voient renouveler leurs anciennes licences par la ville à partir du 14 janvier 1724. D'autres boulangers s'installent les années suivantes. Ils ne sont pas autorisés à vendre leurs produits dans les boulangeries, mais uniquement dans des lieux spécifiques. En 1732, les pâtissiers sont séparés des boulangers et forment un corps distinct. La création d'une brasserie est validée en 1752 par le conseil de la ville. En 1742, les activités de la Guilde des Têtes noires reprennent. En 1756, August Wilhelm Schulinnus, médecin de la ville est le premier d'Estonie moderne, à commencer la vaccination contre la variole.
Bien que ville protestante, Dorpat voit une communauté orthodoxe se développer en son sein. En 1740, des vieux-croyants, fidèles hostiles aux réformes religieuses, s'installent à Dorpat. Le 28 janvier 1754, l'église orthodoxe de l'Assomption, située sur l'ancienne église orthodoxe construite après le siège russe, est sacralisée.

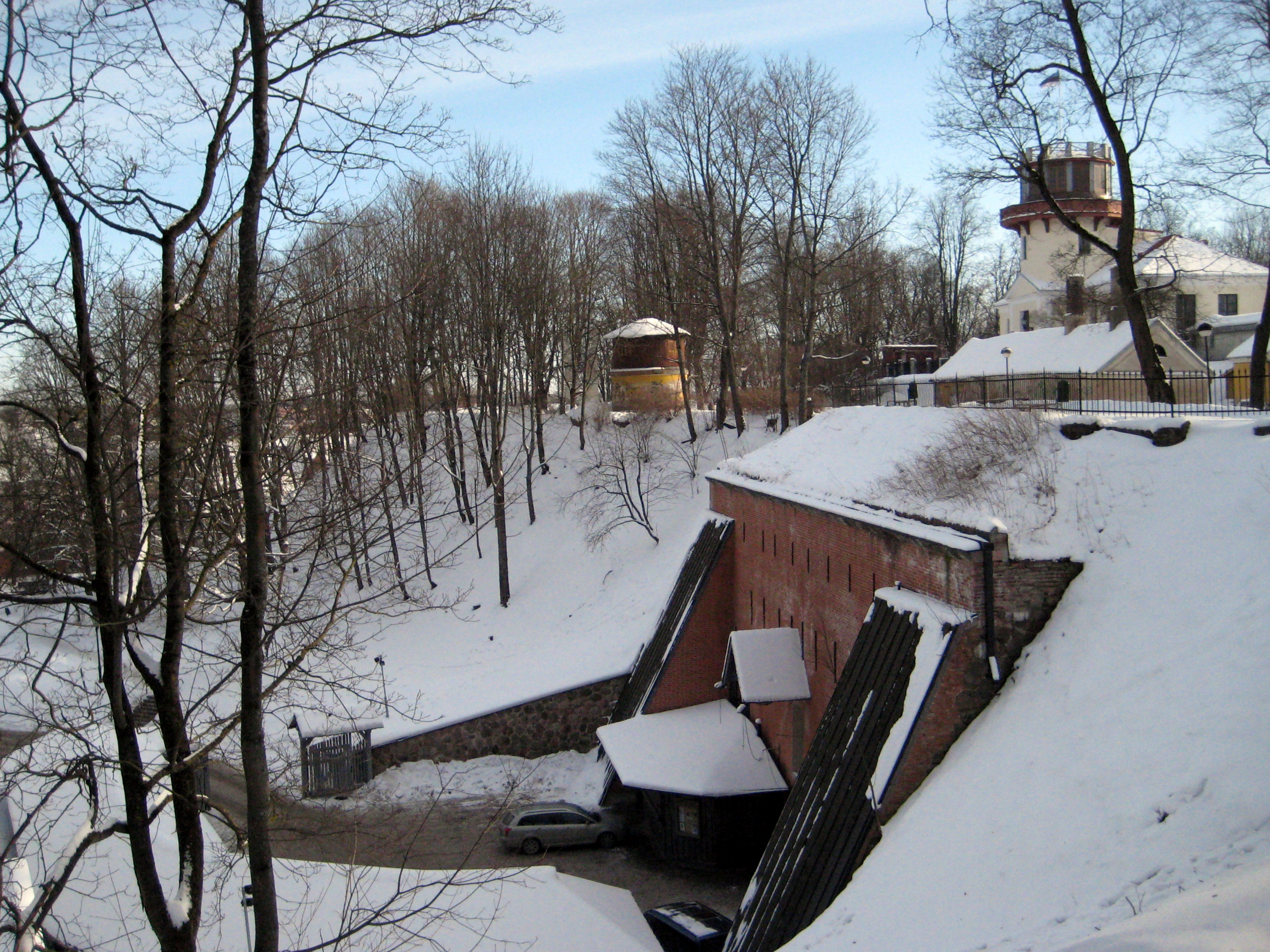
L'ancien magasin de poudre dans la colline (aujourd'hui un restaurant).

Après un incendie en 1755, Dorpat doit retrouver son statut de ville-forteresse. En 1763, sous l'impulsion de l'impératrice Catherine II, un groupe d'ingénieurs commandés par le Maréchal Alexander Guillemot de Villebois (fils du Vice-amiral russe d'origine française François Guillemot de Villebois) entame la reconstruction des fortifications bastionnées qui donnent à la colline du Dôme sa forme actuelle. Les bastions suédois sont reconstruits et améliorés. Pourtant, le 27 mai de la même année, un nouvel incendie détruit une partie du centre et des faubourgs situés le long de la route de Riga. Du 20 au 23 juin 1764, Catherine II, en tournée dans les provinces baltes, visite Dorpat et des bâtiments sont reconstruits à cette occasion. Les rues sont élargies et la place du marché devant l'hôtel de ville est prolongée vers la rivière. De 1768 à 1778, Alexander Guillemot de Villebois supervise la construction d'un magasin à poudre à flanc de colline. Les bâtisseurs utilisent alors les pierres et briques provenant des ruines du château épiscopal ainsi que l'église Sainte-Marie, détruite pendant les assauts russes.

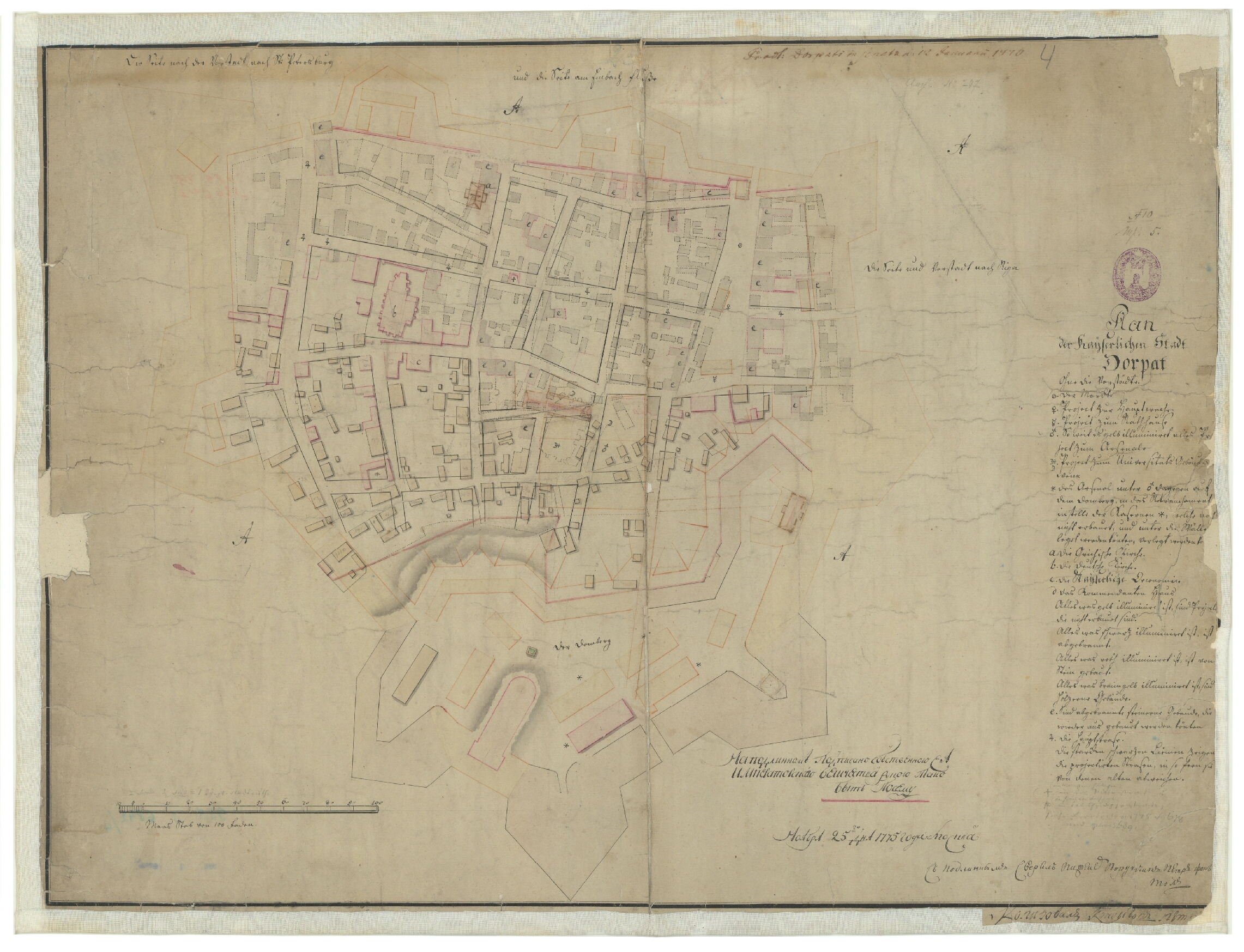
Plan de la ville datant 1775, année du grand incendie.

Le 23 juin 1775, un incendie débute dans l'arrière-cour voisine d'une brasserie située dans le quartier près de l'église Saint-Jean. La brasserie appartient à Cord Jacob von Sengbusch (arrière-arrière-grand-père de l'écrivain allemand Hermann Hesse). Les vents forts permettent aux flammes de se propager à travers la ville construite principalement en bois. L’hôtel de ville, les magasins, et même les ponts en bois sur la rivière Embach sont aussi détruits par l'incendie et propagent les flammes aux faubourgs situés à l'extérieur des remparts. L'incendie détruit près de 200 maisons en bois et 40 maisons en pierre. Dix-huit bâtiments sont délibérément détruits pour créer des coupe-feu. La catastrophe est décrite en détail par le professeur Thiel, maitre de l'école des filles de Dorpat, qui assiste aux événements depuis la colline avec d'autres habitants de la ville. Cet incendie est connu dans l'histoire estonienne sous le nom de "grand incendie de Tartu" (en estonien Tartu suurtulekahju).

### 1776-1797: construction d'une nouvelle ville baroque et néoclassique
La ville est presque entièrement détruite par l'incendie. Des maisons en bois construites avant l'incendie, il ne subsiste que la maison d'Uppsala de 1740, la maison du Pasteur de Nüggen de 1725, et une maison bourgeoise (aujourd'hui musée de la maison du 17e siècle) de 1720. Afin d'éviter de nouvelles catastrophes, de nouvelles règles de construction sont introduites en 1776. La réglementation délimite un périmètre où seules les maisons en pierre ou les maisons d'au moins deux étages peuvent être construites. Toutes les nouvelles maisons doivent avoir des fondations, un toit, et une cheminée en pierre. L'impératrice Catherine II valide le plan de reconstruction et octroie à la ville un prêt sans intérêts en vue de financer sa reconstruction. Dans la continuité de l'ouverture sur l'Occident engagée par les empereurs de Russie, de nombreux bâtiments de style baroque et surtout de style néo-classique (parfois juste appelé "classique" en Russie) sortent de terre à Dorpat.
L'architecte allemand originaire de Rostock Johann Heinrich Bartholomäus Walther est chargé de dessiner de nouveaux bâtiments. En 1780, Walther fait construire une maison pour le conseiller de la ville Diedrich Heinrich Wilcke. Elle est connue - encore aujourd'hui - sous le nom de Maison Von Bock lorsque le général Magnus Johannes Von Bock l'achète à Christina Wilcke, épouse de Diedrich. Walther dessine également le nouvel hôtel de ville de Tartu de style néoclassique avec des éléments baroques et Rococo. La première pierre est posée le 2 juin 1782. Le bâtiment est inauguré le 9 octobre 1786, mais achevé seulement en décembre 1789. Des maisons voisines sont également achevées en 1786, avec notamment la première bibliothèque et la maison des postes. La Place du grand marché (en allemand grosser markt) est également reconstruite en 1784. L'église orthodoxe Notre-Dame de l'Assomption (Uspenski) est reconstruite par l'arhitecte Paul Speckle et sacralisée en 1783.
Le gouverneur de Livonie George von Browne fait remplacer l'ancien pont en bois détruit en face de la Place du grand marché (place de l'hôtel de ville) par un pont en pierre. Le projet du pont est approuvé et financé par Catherine II et les préparatifs débutent dès 1776. La construction débute en 1779, elle est supervisée par le maitre architecte de Livonie J. Carl Siegfrieden et le maître d'œuvre Johann Anton Zaklowsky. L'île de Holm, qui divise la rivière Embach en deux parties, est finalement rattachée à la rive gauche, grâce au comblement des anciens fossés d'un bastion et du koolujõgi, bras nord de l'Embach. Les travaux durent 6 ans et sont notamment effectués par les prisonniers condamnés aux travaux forcés pour insurrection contre l'impératrice Catherine II en 1773. Le pont de Pierre de Dorpat (en allemand Steinbrücke, en estonien Kivisild) est ouvert à la circulation le 16 septembre 1784. Le pont à trois travées a une chaussée en pierre de 5,6 m de large (plus étroite au niveau des portes, 4 m) et une voie piétonne pavée. Il est le premier pont en pierre de Livonie et devient le symbole de la ville. Le pont permet à la ville de crééer une continuité urbaine avec ses faubourgs à l'Est.
En 1782, Dorpat est définitivement rayée de la liste des fortifications. Le bourg principal s'étend au-delà des limites des remparts historiques. À l'est, la terre gagnée sur la rivière dans le secteur de la rive gauche est par la suite utilisée comme place (la place Henning), et fait office d'écurie. À proximité, Johann Heinrich Bartholomäus Walther conçoit la maison de l'officier Woldemar Conrad von Pistohlkors (aujourd'hui musée de la ville de Tartu) terminée en 1790. Au sud, le charpentier Johann Jakob Bäeurle transforme une ancienne forge/usine en théâtre en 1781. Au nord, à partir de 1785, les bords de la rivière Embach accueillent le bâtiment de la Brauer-Compagnie (Compagnie des brasseurs de bière) qui obtient le monopole de la production et de la vente de bière dans la ville. Créée le 6 mars 1783 par le Gouverneur von Browne en personne, elle permet de donner un travail aux habitants pauvres de la ville. En 1794, le noble Karl Gustav von Krüdener, surnommé Karl der Kluge, acquiert des terres situées au Sud de la ville dépendantes du manoir de Techelfer pour 13 000 roubles d'argent et fonde son propre manoir, qui prend le nom de Karlhoff.
La ville se développe avec l'arrivée de nouveaux habitants : en 1778, la loge maçonnique Pollux est fondée à Dorpat. Elle est renommée loge Zum Morgenstern en 1785. En 1783, Ludwig von Cossart est nommé médecin du comté/arrondissement (en allemand kreis) de Dorpat, tandis qu'une nouvelle pharmacie voit le jour au cœur de la ville. La même année, le registre des habitants de la ville (en allemand bürgerbuch) est terminé. Un recensement des maisons et des parcelles a également lieu. En 1790, les coins de rue commencent à porter des plaques nominatives. En 1787, le commerçant Georg Friedrich von Kymmel devient le premier maire de la ville. Les premiers lampadaires sont allumés à Dorpat en 1794. Ils fonctionnent en brûlant du chanvre et de l'huile de lin. Les habitants reçoivent les actualités par le journal local allemand Dörptsche Politisch Gelehrte Zeitung à partir de 1789. Imprimé par Johann Michael Grenzius dans un bâtiment au pied de la colline, il est connu sous le nom de Dörptsche Zeitung à partir de 1790. En 1791, des sociétés savantes de citoyens, les Gesellschaft der Musse et Dörptsche Bürgermusse, sont fondées à Dorpat. En 1796, les frères marchands Werner rachètent un magasin de vin et créent une société indépendante à leur nom.

### 1798-1820: la ville universitaire des lumières

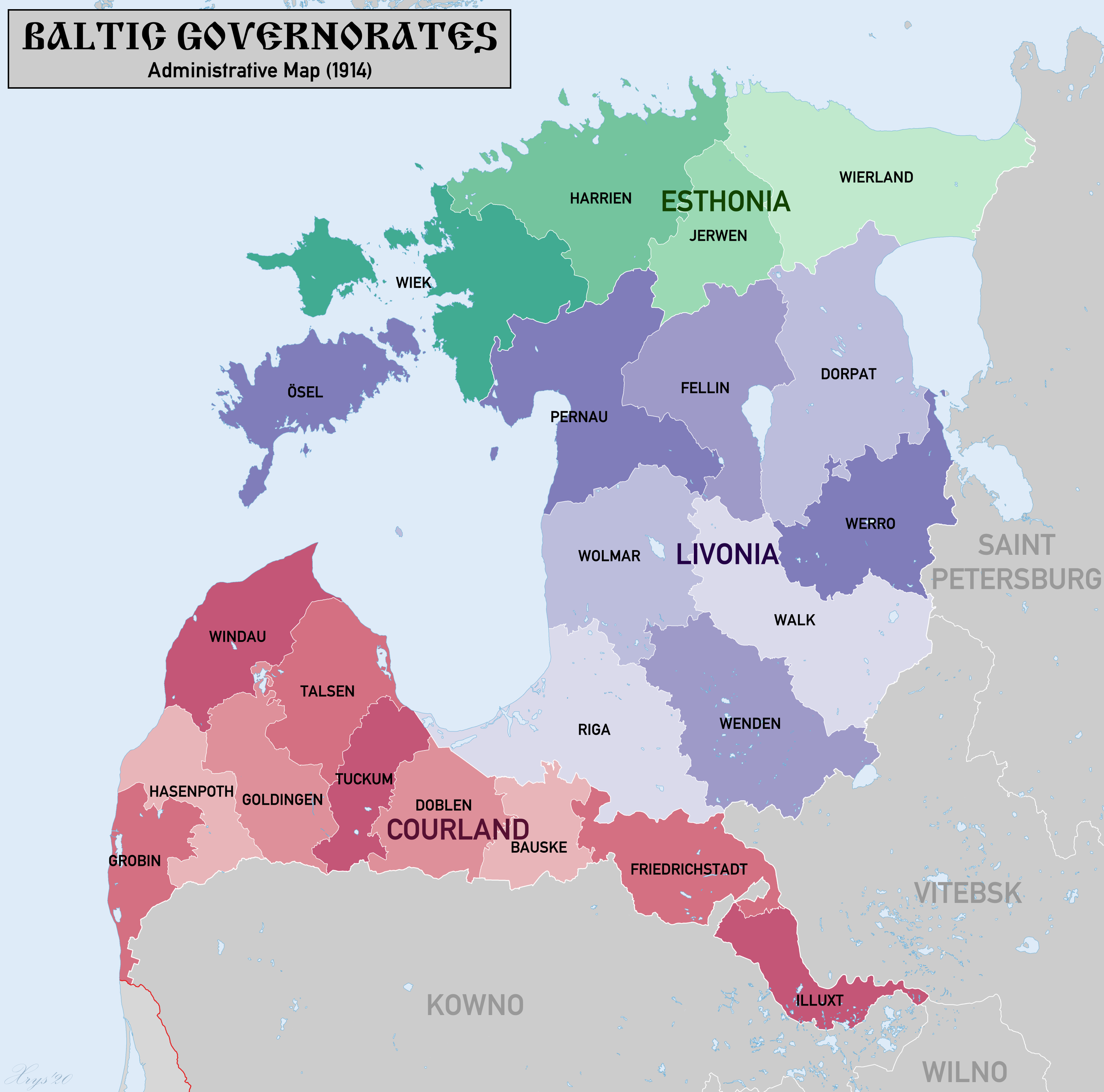
Carte des trois provinces ("gouvernements") baltiques de l'Empire russe, dirigées par la noblesse allemande.

L'impératrice Catherine II contribue à la diffusion de la philosophie des lumières en Russie, mais se retrouve dans une situation contradictoire lorsque l'absolutisme des monarques est remis en cause lors de la Révolution française en 1789. Les idées de la révolution se diffusent dans toute l'Europe et sont perçues par le fils et héritier de Catherine Paul Ier comme une menace sur le pouvoir impérial. Ce dernier s'oppose à la diffusion des lumières en Russie et à une ouverture vers l'Europe. Le 9 avril 1798, un arrêté de l'empereur (oukaze) interdit à ses sujets d'étudier à l'étranger. La noblesse allemande de la Baltique étant habituée à envoyer ses étudiants dans les universités germaniques d'Europe, elle obtient en contrepartie le droit de créer sa propre université allemande et protestante sur le territoire de l'Empire. La localisation de la future université fait débat dans la noblesse.
Paul Ier désigne Dorpat Ier le 4 mai 1799 et attribue la colline du Dôme et le site de l'ancienne église Sainte-Marie à l'université le 17 mai. La pression de certains nobles allemands conduit Paul Ier à finalement placer l'université à Mitau. Néanmoins, après l'assassinat de Paul Ier, son fils, l'empereur Alexandre Ier choisit Dorpat pour de bon le 12 avril 1801, en raison de sa position centrale au cœur des trois provinces allemandes baltiques de l'Empire: Estlande, Livonie et Courlande.
L'université est officiellement rouverte le 21 avril 1802 au cours d'une cérémonie dans la Maison Von Bock, incluant les 19 premiers étudiants inscrits et 9 professeurs. L'Université forme les élites locales des provinces allemandes baltes de l'Empire russe (landesuniversität). Le conseil d'administration (Curatorium) est alors composé de familles germano-baltes conservatrices, par opposition aux professeurs venus d'Allemagne plus libéraux, notamment sur la question de l'abolition du servage des paysans indigènes.
Le 22 mai, l'Empereur, alors en visite officielle à l'université, est séduit par le discours de bienvenue du recteur, le professeur allemand d'origine française Georges Frédéric Parrot, et se lie d'amitié avec lui. À la demande de Parrot, l'Empereur, plus ouvert que son prédécesseur, fait passer l'université sous la tutelle de l'État russe, ce qui garantit une meilleure autonomie par rapport à la noblesse locale, de plus gros moyens financiers et une plus grande ouverture sur l'Europe.
L'université impériale de Dorpat devient une destination pour de nombreux intellectuels allemands épris des lumières, qui, encouragés par la politique d'Alexandre Ier, quittent peu à peu l'Europe centrale ravagée par les guerres napoléoniennes. L'écrivain et militaire allemand Friedrich Maximilian Klinger, figure du romantisme allemand et fer de lance du mouvement radical des lumières Sturm und Drang, devient conservateur à l'université en 1803. Des corporations étudiantes font leur apparition sur le modèle des Studentenverbindungs allemandes. La première d'entre elles, Landsmannschaft Curonia, est créée en 1809. Les intellectuels et étudiants se retrouvent aussi régulièrement dans le cadre de cercles de discussions et de sociétés savantes, telles que l'Akademische Mussengeselchaft.
L'université donne un nouveau souffle à Dorpat qui compte 3 800 habitants en 1802. Elle permet de poursuivre la transformation urbaine et le développement de la ville. De 1803 à 1823, l’architecte Johann Wilhelm Krause est chargé de réaliser de nouveaux bâtiments pour l'université sur les terrains abandonnés du centre-ville. Il fait reconstruire le chœur de la cathédrale médiévale, en ruine depuis plusieurs siècles, et y installe la bibliothèque de l'université, dirigée par Johann Karl Simon Morgenstern en 1807.
La colline du Dôme se transforme en grand parc avec jardin à l'anglaise. Krause y fait construite des bâtiments universitaires dont l'observatoire (1810) où s'installe l'astronome Friedrich Georg Wilhelm von Struve en 1814, et l'ancien bâtiment d'anatomie (1805), tous deux à l'emplacement de l'ancien château médiéval. Krause réalise également le pont des Anges (1816) et le pont du Diable (1808) aux entrées de la colline, devenue un lieu de promenade et de détente. En 1807, il convertit un ancien bastion au nord des anciens remparts pour accueillir le jardin botanique de l'université. Krause dessine également le bâtiment principal de l'université de style néoclassique, situé en contrebas, à l'emplacement de l'ancienne église Sainte-Marie et terminé en 1811. Pour cela il fait démanteler l'ancien cimetière de l'église et fait placer les restes humains dans les anciens fossés autour de la colline. Il fait construire à cet endroit le "monument des peuples" - plus ancien monument d'Estonie moderne - qui rend hommage aux personnes inhumées. En 1803, l'Université se dote d'une école de dessin. Sous l'impulsion de Morgenstern sont également créés un musée d'antiquités et une école pour former les enseignants de la région.

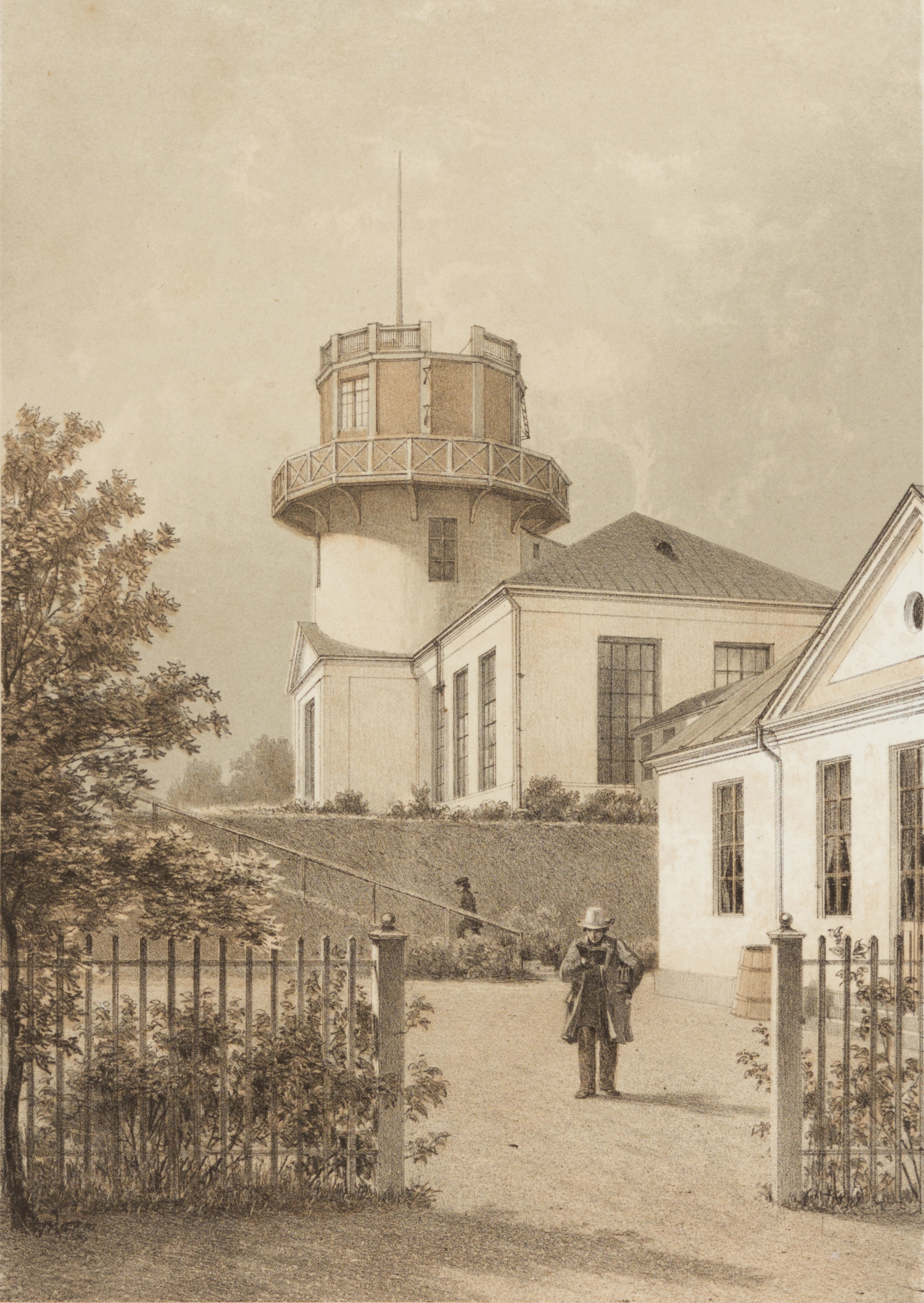
Ancien observatoire.
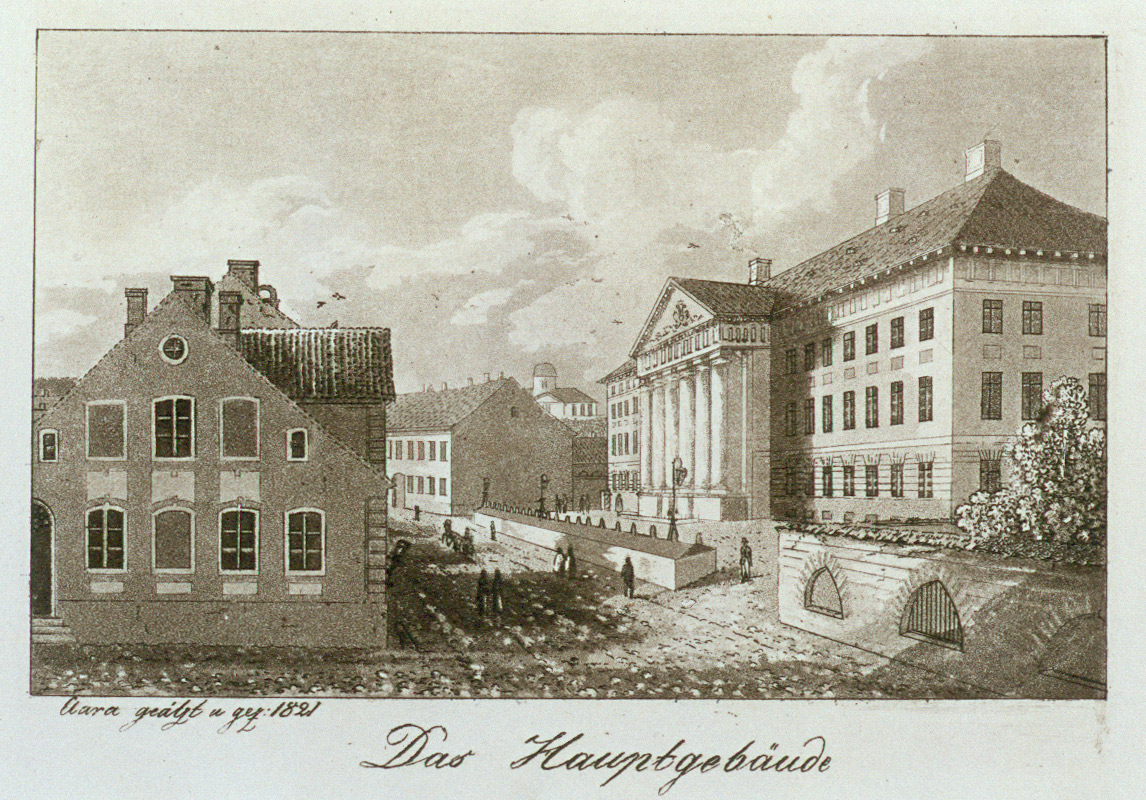
Bâtiment principal de l'université (à droite).
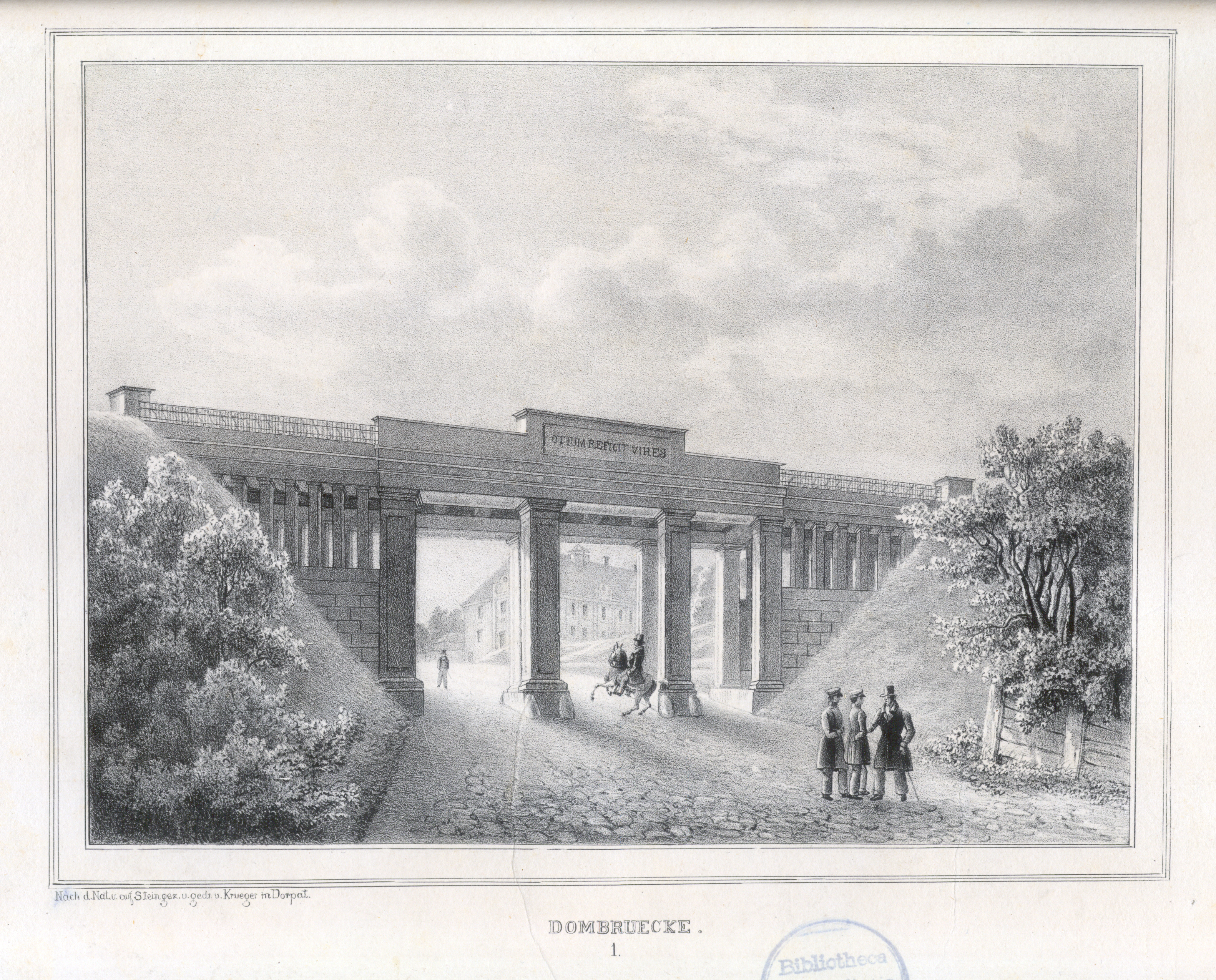
Pont des anges.
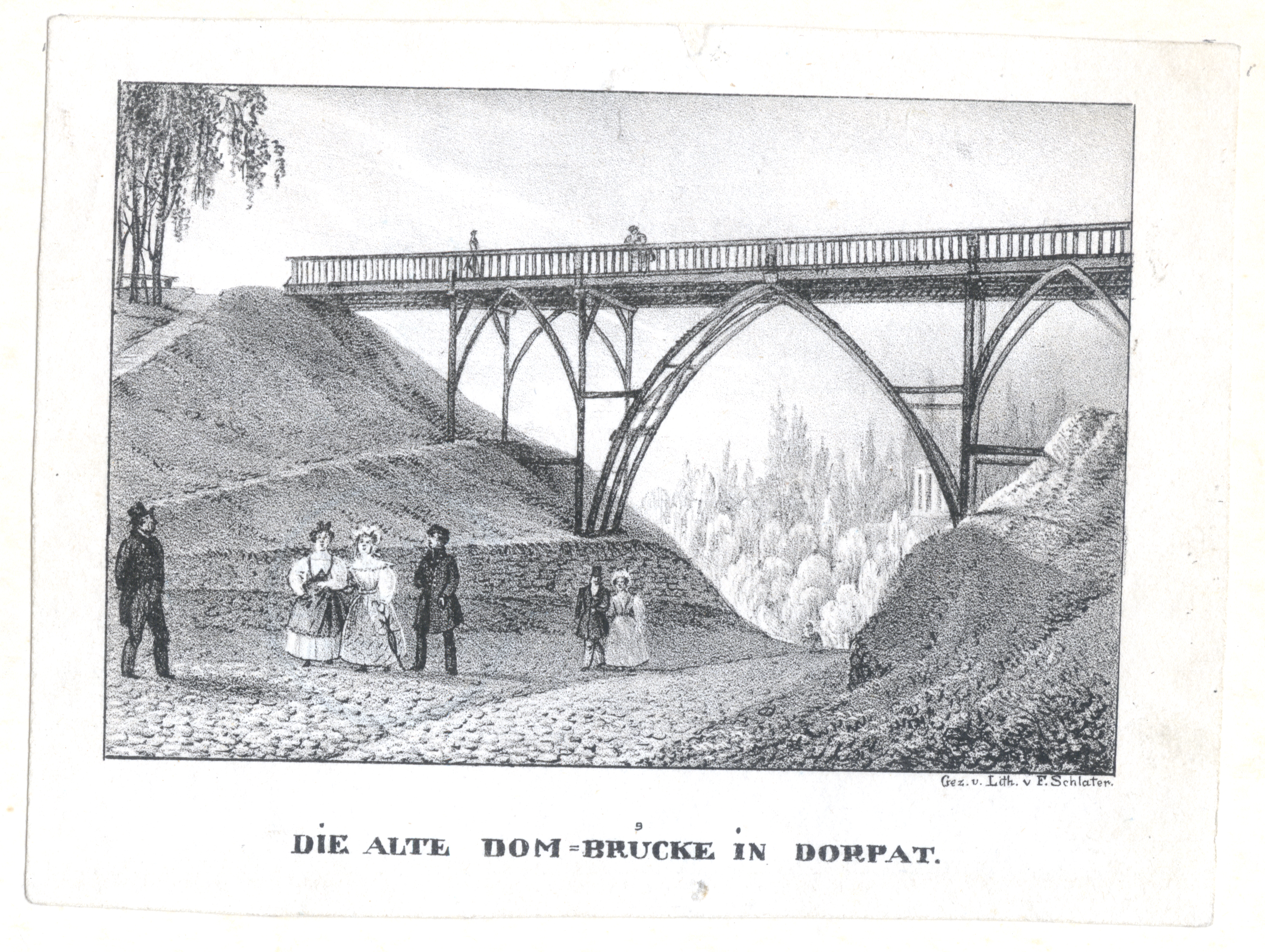
Le premier Pont du diable.
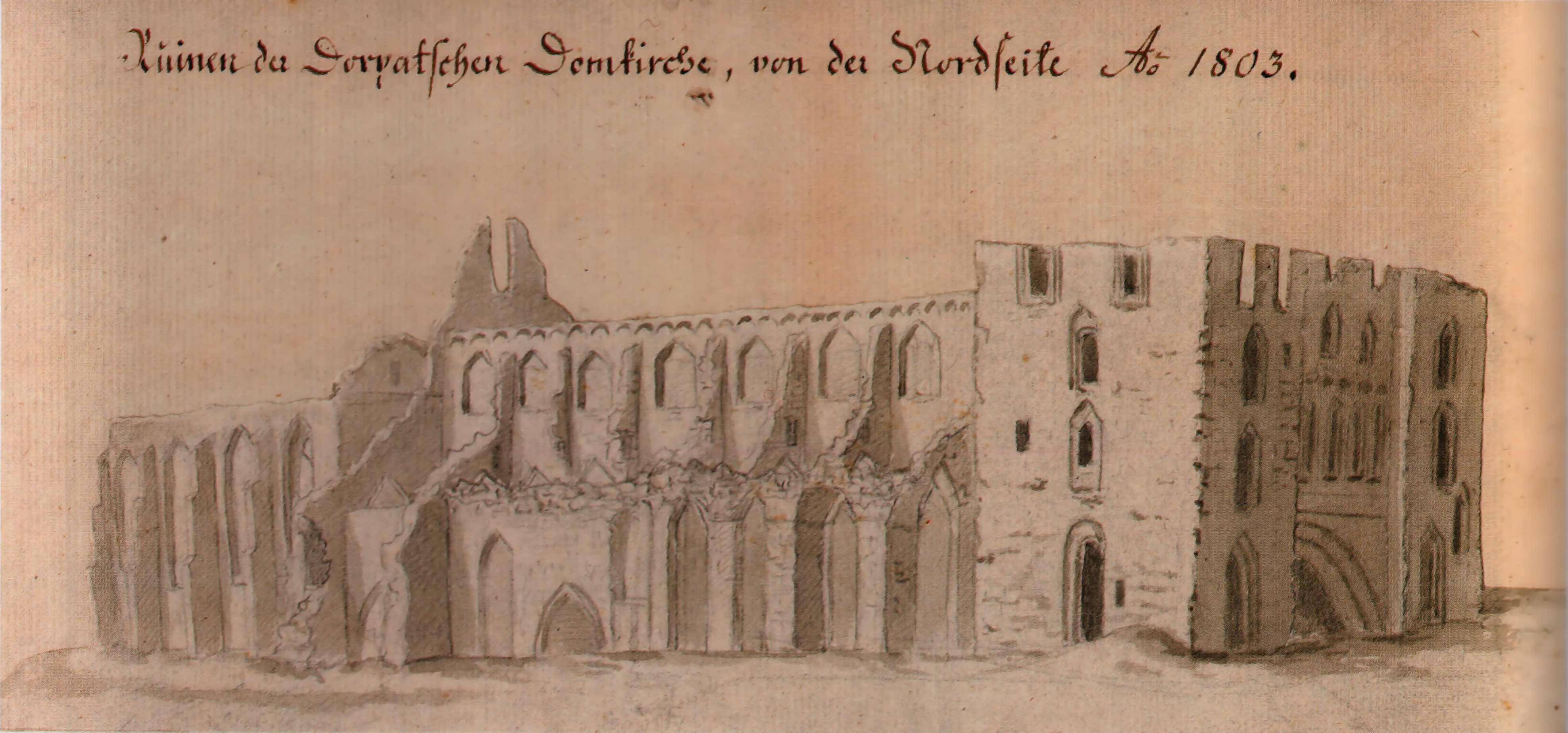
Cathédrale en ruine, telle que trouvée par Krause à son arrivée.
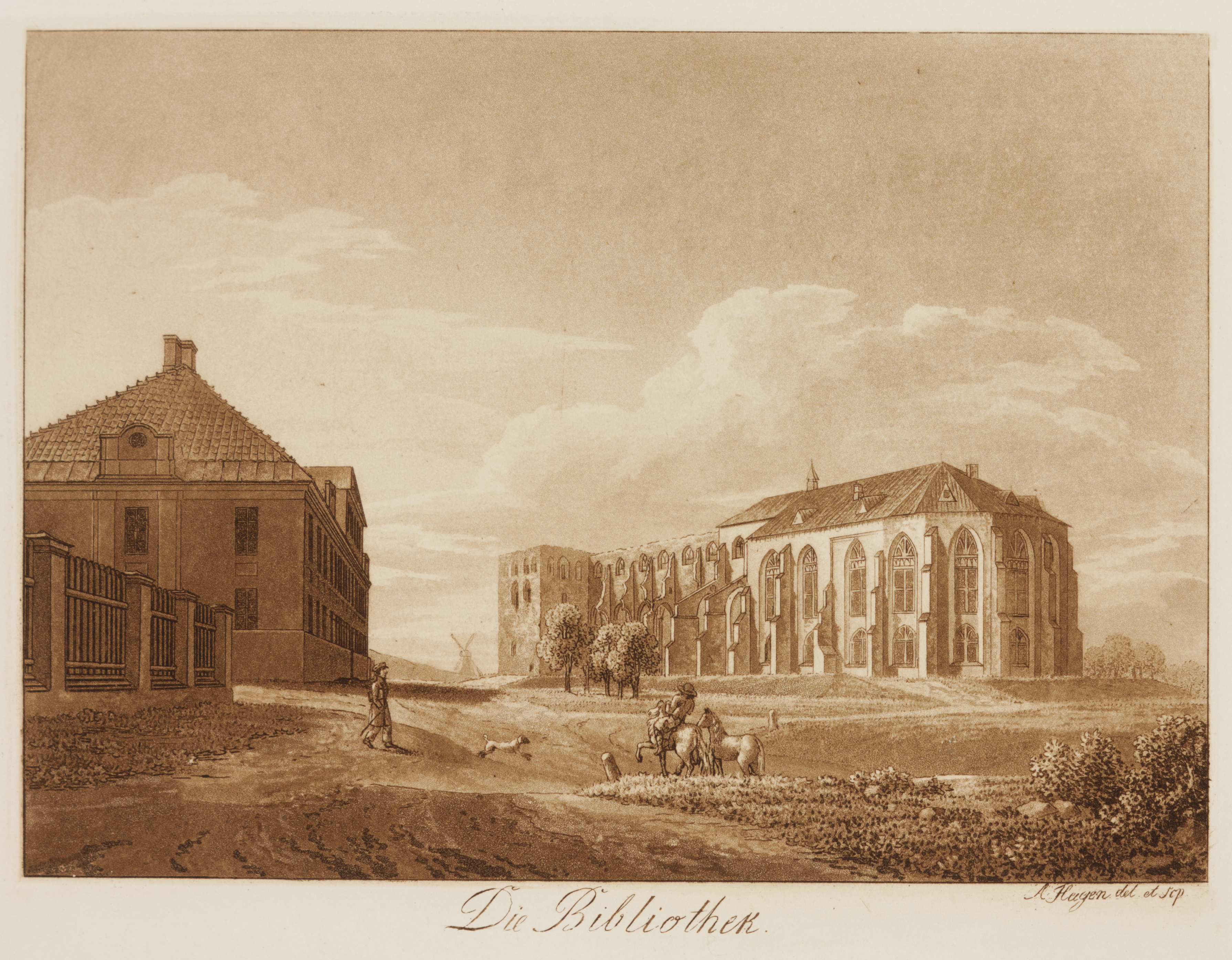
Bibliothèque dans l'ancienne cathédrale (à droite) et clinique (à gauche).

Avec l'organisation du système éducatif en Russie, Dorpat se dote en 1804 d'une école d'arrondissement (Dorpater Kreisschule), d'un lycée régional pour garçons (Gouvernements-Gymnasium zu Dorpat) dirigé par Parrot lui-même, et d'une école municipale pour filles (Stadttöcherschule zu Dorpat). En 1805, eux écoles primaires mixtes voient le jour à Dorpat. La ville bénéficie au quotidien de la présence de l'université. En 1804, le médecin Daniel Georg Balk créé la clinique universitaire, la toute première clinique de l'histoire de l'Empire russe. En 1808, elle est transférée sur un bâtiment de la colline aux côtés de la maternité, fondée deux ans plus tôt par Christian Friedrich Deutsch. Ce dernier ouvre une école de sage-femme en 1811. La même année, Balk créée les touts premiers services de premiers secours de l'histoire de la ville et de l'Empire tout entier. Une police municipale fait son apparition en 1805.

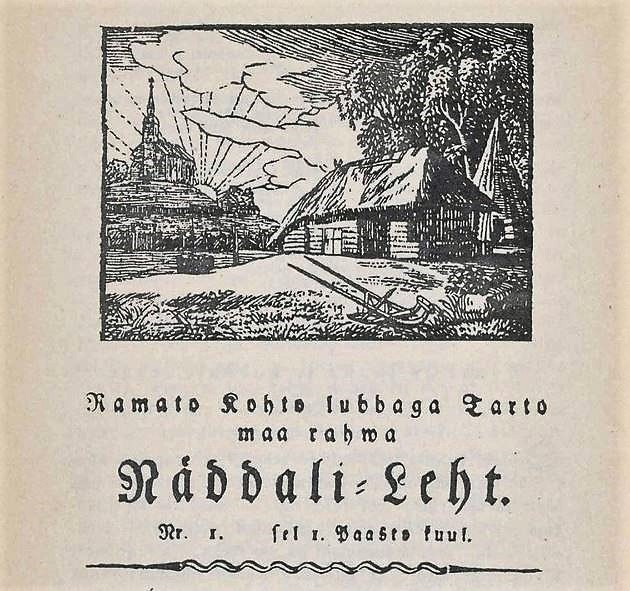
La couverture du journal Tarto-ma rahwa Näddali-Leht, en langue Sud-Estonienne.

L'amélioration progressive de la condition des paysans indigènes rencontre des obstacles. En 1802, Karl Viljams, un fils de fermier Letton est le premier étudiant d'origine paysanne/indigène de la nouvelle université. En 1805, l'écrivain George Gottfried Marpurg publie des livres scolaires en langue Sud-Estonienne. La même année, le future docteur Jacob Friedrich Sülk est le premier estonien à étudier à l'université. Le premier journal en langue sud-Estonienne, Tarto maa rahwa Näddali-leht, est publié pour la première fois en 1806 par les frères Von Roth, il est la version estonienne du Dorptsche Zeitung, imprimé au même endroit. Pourtant, l'ecclésiastique Friedrich David Lenz, créateur de cours d'estonien et de finnois à l'université, décide de censurer le journal. Les nobles germano-baltes se plaignent auprès du gouvernement russe que la lecture du journal par les paysans estoniens, réduits au servage, pourraient remettre en cause leur obéissance à leur seigneur et provoquer des insurrections. Le journal est finalement interdit de publication par l'Empereur en 1806, après la parution de 39 numéros. La langue Sud-Estonienne (dialecte de Tartu) reste néanmoins une langue très utilisée, notamment dans l'église avec plus de 39 000 exemplaires du nouveau testament imprimés entre 1815 et 1850.
En 1800, Barthold Joachim Hesse crée la plus ancienne brasserie d'Estonie moderne à Dorpat pour répondre à une forte demande. Le conseil municipal indique en 1810 que les habitants consomment 14 000 pintes de Voka et 17 000 pintes de bières par an (une pinte de l'époque signifie 12 litres). En 1820, le nouveau règlement des brasseries publié par le gouverneur des trois provinces baltes Filippo Paulucci, fait des membres de la grande guilde les seuls autorisés à brasser la bière. En 1819, la construction d'un marché couvert de style classique est terminée. La prolifération des bâtiments de style classique (issus de la Grèce antique) ornés de colonnes fait peu à peu gagner à Dorpat le surnom d'"Athènes de l'Emajõgi".

### Empire russe
Au cours de la seconde moitié du XIXe siècle, Tartu fut le centre culturel des Estoniens à l'époque du nationalisme romantique. La ville accueillit le premier festival de chants en Estonie en 1869, ainsi que le Vanemuine, le premier théâtre national, en 1870. Elle vit aussi la fondation de la Société des écrivains estoniens en 1872.
En 1893, la ville reprit officiellement son ancien nom russe de Iouriev. L'université fut ensuite russifiée à partir de 1895 avec l'introduction du russe comme langue obligatoire dans l'enseignement. L'université impériale russe fut transférée à Voronej en 1918, mais l'université estonienne de Tartu ouvrit ses portes dès 1919.
Avec l'indépendance estonienne qui suivit la Première Guerre mondiale, la ville fut désormais officiellement connue sous le nom estonien de Tartu.

### Sous le régime soviétique
Les traités de Tartu  (1920), entre la Russie soviétique et les républiques nouvellement indépendantes d'Estonie et de Finlande qui faisaient auparavant partie de la Russie impériale, ont été signés dans la ville.
À la fin de la guerre d'indépendance de l’Estonie qui a suivi la Première Guerre mondiale, un traité de paix entre les Bolcheviks et l'Estonie fut signé à Tartu le 2 février 1920. Il stipulait que la Russie bolchévique renonçait « à jamais » à toute revendication territoriale sur l'Estonie. Cela n’empêcha pas qu’à la suite du Pacte germano-soviétique de 1939, l'Union soviétique occupât l'Estonie et Tartu en 1940.
Au cours de la Seconde Guerre mondiale, une grande partie de la ville ainsi que le Kivisild (pont de pierre historique construit par Catherine II de Russie en 1776-1778 au-dessus de l’Emajõgi) furent détruits par l'Armée rouge au cours de ses combats, en partie en 1941 et presque complètement en 1944.
En 1941 avant l'arrivée des Allemands, les Soviétiques s'empressèrent de fusiller 192 prisonniers politiques et jetèrent leurs corps dans un puits.
Après la guerre, Tartu fut déclarée « ville interdite » aux étrangers, car c’était désormais une base aérienne où l’on construisait des bombardiers sur l'aérodrome de Raadi, dans la banlieue nord-est de la ville. La piste d’envol et d’atterrissage abrite aujourd'hui un grand marché de voitures d'occasion, et on l’utilise quelquefois pour des courses automobiles.
Pendant l'époque soviétique, la population de Tartu a presque doublé, passant de 57 000 à 100 000 personnes, en grande partie en raison d’une immigration massive en provenance d'autres régions de l'Union soviétique.

### 1988-1990: Lutte pour la restauration de l'indépendance
Après la déclaration de souveraineté estonienne, survenue au cours de la révolution chantante en novembre 1988, la ville de Tartu organise de nouvelles élections municipales. L'avocate et ancienne cavalière Aino-Eevi Lukas est chargée de présider le nouveau Conseil municipal. Elle entame la reprise des jumelages et des partenariats internationaux, et assure la continuité des institutions locales en vue de l'autonomie, puis de la restauration de l'indépendance du pays.

### 1991-2003: la réhabilitation

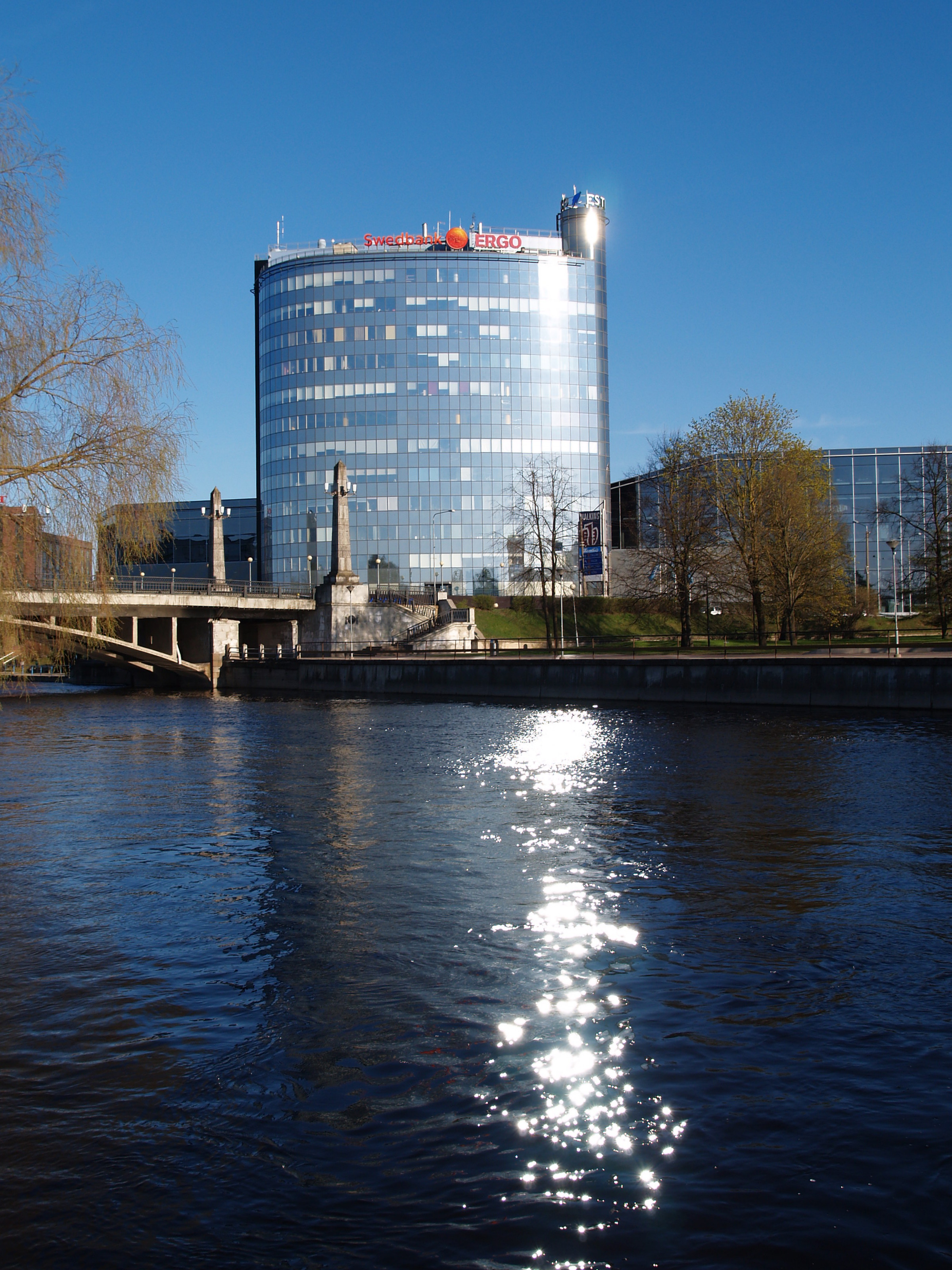
Centre d'affaires de l'Emajõgi.

L'Estonie récupère son indépendance en 1991 et la ville de Tartu voit le départ de 10 000 de ses citoyens en l'espace de trois ans. Ces habitants pour la plupart originaires de Russie et ayant émigrés pendant la période soviétique, retournent dans leur pays d'origine.
L'église Saint-Jean, en ruine depuis les bombardements de la seconde guerre mondiale, fait l'objet d'une rénovation avancée, tout comme une grande partie du centre-ville.
L'université de Tartu ne récupère son indépendance académique pleine et entière qu'à partir de 1992. L'université bâtit une nouvelle organisation en s'inspirant des modèles anglo-saxons et scandinaves.
1998 voit la construction du Centre d'affaires de l'Emajõgi (Emajõe ärikeskus), un bâtiment dédié à l'hébergement d'entreprises situées dans la partie commerciale du centre-ville. Le bâtiment entièrement vitré d'une hauteur de 52 mètres, dessiné par l'architecte Kalle Rõõmus, devient l'un des nouveaux symboles de Tartu.
En 1999, Tartu est choisi pour devenir le siège du Collège de défense balte, une école militaire internationale dirigée conjointement par les forces armées d'Estonie, de Lettonie et Lituanie.
La population municipale se stabilise au début des années 2000.

### 2004-2013: Tartu dans l'Estonie européenne
En 2004, l'Estonie adhère à l'Union européenne et à l'OTAN. Le collège de défense balte accueille des instructeurs venus d'Europe de l'Ouest ainsi que des États-Unis.
En 2006 est créé le Festival du film d'amour de Tartu (Tartu Armastus Filmide Festival ou TartuFF). La même année, l'entreprise ABC Kinnisvarateenuste OÜ rachète une usine désaffectée pour en faire un tiers-lieu. À partir de 2014, différents restaurants, boutiques, espaces de co-working, bibliothèques, salle des conférences et d'expositions sont intégrés dans ce complexe appelé Aparaaditehas.

### 2014-2025: Tartu capitale européenne de la culture
Grâce à son adhésion à l'Union européenne, la ville de Tartu est intégrée au réseau SmartENCity, qui vise à améliorer l'efficacité énergétique des habitations et réduire les émissions de CO2. Avec les crédits accordés par le réseau, le conseil municipal lance un vaste programme de rénovation et de réaménagement des habitations collectives de type Khrouchtchevka. La construction de ces immeubles lancées à l'époque soviétique, rendait la consommation de chauffage particulièrement coûteuse,. Lorsque le programme de rénovation se termine en 2020, les immeubles surnommés Smartchevka (« Khrouchtchevka intelligentes ») font partie des bâtiments les plus économes en énergies et les mieux isolés de la ville.
En 2017, un département spécial est créé au sein du service culturel de la municipalité en vue d'une candidature en tant que Capitale européenne de la culture.
En juin 2019, Tartu est préférée à Narva et sélectionnée par un jury international pour être Capitale européenne de la culture pour l'année 2024. L'équipe chargée de l'organisation devient une Fondation à part entière en décembre de la même année.
Touchée comme dans le reste de l'Europe, par la pandémie de Covid-19 en 2020, la ville est contrainte de fermer temporairement nombre de ses établissements culturels et de nombreuses fêtes en lien avec l'université sont annulées ou réduites à leur plus simple expression. En 2020, pour pallier l'annulation des festivals et concerts d'été, l'architecte-urbaniste en chef de la ville Tõnis Arjus imagine l'avenue sans voiture (Autovabaduse puiestee), une série d'évènements culturels (concerts, jeux, théâtres...) sur des installations temporaires situées sur l'Avenue de la liberté (Vabaduse puiestee), alors fermée à la circulation.
À l'hiver 2021, tandis que la municipalité de Tallinn est contrainte de restreindre l'activité des bars et commerces, la ville de Tartu diminue les horaires d'ouverture de ces derniers. L'harmonisation des restrictions sur l'ensemble du territoire par le gouvernement contraint les musées et établissement culturels à la fermeture temporaire en mars et avril 2021.
En 2021, les premières esquisses d'un plan sont divulguées en vue de la construction d'un Centre culturel de cœur de ville (Südalinna Kultuurikeskus), située sur une partie de l'actuel Parc central. Sa construction, supposée empiéter sur un ancien espace vert, suscite une polémique et rencontre de nombreuses oppositions locales.

## Politique et administration

### Découpage territorial
Comté de Tartu
Cisconscriptions

### Conseil municipal
Comme toutes les municipalités d'Estonie, Tartu dispose de son propre conseil municipal (linnavolikogu). Les conseillers sont élus par les habitants selon le principe de la représentation proportionnelle. Les élections municipales ont lieu tous les quatre ans lors du troisième dimanche d'octobre. La compétence exclusive du conseil comprend, entre autres, l'adoption et la modification du plan de développement de la ville, de la stratégie budgétaire de la ville, la mise en place de taxes locales, l'attribution de subventions ou encore la souscription de prêts.
Le nombre de membres du conseil municipal est déterminé par la composition du conseil précédent. Néanmoins, la population municipale étant comprise entre 50 000 et 300 000 habitants), la Loi Estonienne mentionne que le conseil doit compter au moins 31 membres. Depuis les premières élections libres tenues à la fin de l'occupation soviétique (1989), le conseil municipale de Tartu compte 49 membres. L'organisation du travail du conseil est définie par la loi Estonienne sur l'organisation des collectivités locales et les statuts propres de la ville de Tartu.
Depuis les élections municipales de 2021, la répartition politique des conseillers municipaux est la suivante:

### Maire et adjoints
Le gouvernement de la ville (linnavalitsus) est dirigé par le maire, élu par le conseil municipal parmi ses membres.
Les autres membres du gouvernement de la ville sont les adjoints au maire (abilinnapea) ainsi que le secrétaire municipal (linnasekretär). Leur nomination par le maire doit être approuvée par le conseil municipal.
| Nom              | Rôle                                 | Portefeuille                                                                |
| ---------------- | ------------------------------------ | --------------------------------------------------------------------------- |
| Urmas Klaas      | Maire (linnapea)                     |                                                                             |
| Mihkel Lees      | Adjoint au maire (abilinnapea)       | Affaires sociales, santé et travail                                         |
| Raimond Tamm     | Adjoint au maire (abilinnapea)       | Ordre public, économie, entrepreneuriat, énergie, environnement et tourisme |
| Lemmit Kaplinski | Adjoint au maire (abilinnapea)       | Culture, science, éducation, jeunesse et sport                              |
| Elo Kiivet       | Adjoint au maire (abilinnapea)       | Urbanisme, construction, architecture                                       |
| Jüri Mölder      | Secrétaire municipal (linnasekretär) | Gestion des services                                                        |

### Jumelages
| Ville | Ville         | Pays | Pays        | Période                   |
| ----- | ------------- | ---- | ----------- | ------------------------- |
|       | Bærum         |      | Norvège     |                           |
|       | Deventer      |      | Pays-Bas    | depuis 2004               |
|       | Ferrare       |      | Italie      | depuis 1998               |
|       | Frederiksberg |      | Danemark    | depuis 1996               |
|       | Gaziantep,    |      | Turquie     | depuis le 31 janvier 2014 |
|       | Hafnarfjörður |      | Islande     |                           |
|       | Hämeenlinna,  |      | Finlande    | depuis 1991               |
|       | Kaunas        |      | Lituanie    | depuis 1993               |
|       | Koutaïssi,    |      | Géorgie     | depuis le 31 mai 2017     |
|       | Lunebourg     |      | Allemagne   | depuis 1993               |
|       | Riga          |      | Lettonie    | depuis 2005               |
|       | Salisbury     |      | Royaume-Uni | depuis 1999               |
|       | Tampere       |      | Finlande    | depuis 1992               |
|       | Turku         |      | Finlande    | depuis 1996               |
|       | Veszprém      |      | Hongrie     | depuis 1969               |
|       | Zutphen       |      | Pays-Bas    | depuis 1990               |

| Ville               | Pays       | Date | Détails                                                     |
| ------------------- | ---------- | ---- | ----------------------------------------------------------- |
| Tampere             | Finlande   | 1992 | Ville universitaire                                         |
| Turku               | Finlande   | 1996 | Capitale européenne de la culture 2011, Ville universitaire |
| Hämeenlinna         | Finlande   | 1991 | Membre de la chaine nordique                                |
| Uppsala             | Suède      | 1988 | Membre de la chaine nordique, Ville universitaire           |
| Frederiksberg       | Danemark   |      | Membre de la chaine nordique                                |
| Baerum              | Norvège    |      | Membre de la chaine nordique                                |
| Hafnarfjörður       | Islande    |      | Membre de la chaine nordique                                |
| Kaunas              | Lituanie   | 1993 | Capitale européenne de la culture 2022                      |
| Riga                | Lettonie   | 2005 | Capitale européenne de la culture 2014                      |
| Veszprém            | Hongrie    | 1971 | Capitale européenne de la culture 2023                      |
| Lunebourg           | Allemagne  | 1993 | ex-ville hanséatique                                        |
| Deventer            | Pays-Bas   | 1990 | ex-ville hanséatique                                        |
| Zutphen             | Pays-Bas   | 1990 | ex-ville hanséatique                                        |
| Ferrare             | Italie     | 1998 |                                                             |
| Salisbury, Maryland | États-Unis | 1999 | Ville universitaire                                         |

## Démographie

### Évolution démographique
Depuis 1881, l'évolution démographique de Tartu a été :
| 1881   | 1897   | 1922   | 1934   | 1959   |
| ------ | ------ | ------ | ------ | ------ |
| 29 974 | 42 308 | 50 342 | 58 876 | 74 263 |

| 1970   | 1979    | 1989    | 1995    | 2000    |
| ------ | ------- | ------- | ------- | ------- |
| 90 459 | 104 381 | 113 320 | 104 874 | 106 200 |

| 2005    | 2010    | 2015   | 2020   | 2021   |
| ------- | ------- | ------ | ------ | ------ |
| 104 490 | 100 930 | 93 805 | 92 972 | 95 190 |

| Histogramme de l'évolution démographique de Tartu |         |
| \| 1881 \| 29 974 \| \| 1897 \| 42 308 \| \| 1922 \| 50 342 \| \| 1934 \| 58 876 \| \| 1959 \| 74 263 \| \| 1970 \| 90 459 \| \| 1979 \| 104 381 \| \| 1989 \| 113 320 \| \| 1995 \| 104 874 \| \| 2000 \| 106 200 \| \| 2005 \| 104 490 \| \| 2010 \| 100 930 \| \| 2015 \| 93 805 \| \| 2020 \| 92 972 \| \| 2021 \| 95 190 \| |         |
| 1881 | 29 974  |
| 1897 | 42 308  |
| 1922 | 50 342  |
| 1934 | 58 876  |
| 1959 | 74 263  |
| 1970 | 90 459  |
| 1979 | 104 381 |
| 1989 | 113 320 |
| 1995 | 104 874 |
| 2000 | 106 200 |
| 2005 | 104 490 |
| 2010 | 100 930 |
| 2015 | 93 805  |
| 2020 | 92 972  |
| 2021 | 95 190  |

### Groupes ethniques
| Ethnie      | 2011   | 2011 | 2021   | 2021 |
| Ethnie      | Nombre | %    | Nombre | %    |
| ----------- | ------ | ---- | ------ | ---- |
| Estoniens   | 79700  | 81.7 | 76227  | 80.1 |
| Russes      | 14340  | 14.7 | 12441  | 13.1 |
| Ukrainiens  | 891    | 0.91 | 1107   | 1.16 |
| Biélorusses | 355    | 0.36 | 304    | 0.32 |
| Finnois     | 706    | 0.72 | 900    | 0.95 |
| Juifs       | 113    | 0.12 | 81     | 0.09 |
| Lettons     | 113    | 0.12 | 268    | 0.28 |
| Allemands   | 118    | 0.12 | 306    | 0.32 |
| Tatars      | 65     | 0.07 | 45     | 0.05 |
| Polonais    | 92     | 0.09 | 133    | 0.14 |
| Lituaniens  | 74     | 0.08 | 109    | 0.11 |
| inconnue    | 136    | 0.14 | 255    | 0.27 |
| autres      | 897    | 0.92 | 3014   | 3.17 |
| Total       | 97600  | 100  | 95190  | 100  |

## Galerie

Dans Kõrgem Kunstikool Pallas à Tartu. Octobre 2016.

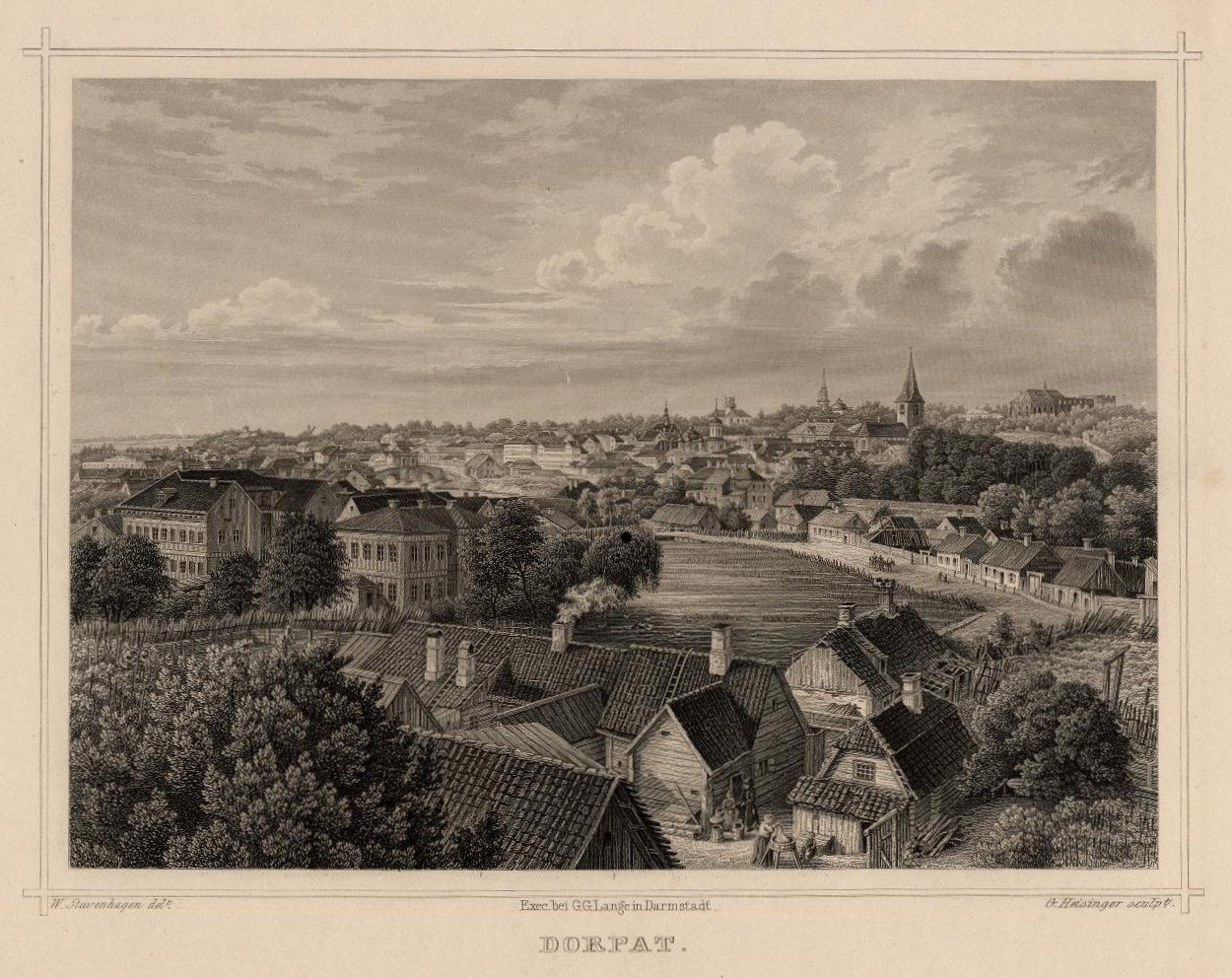
Tartu en 1866.
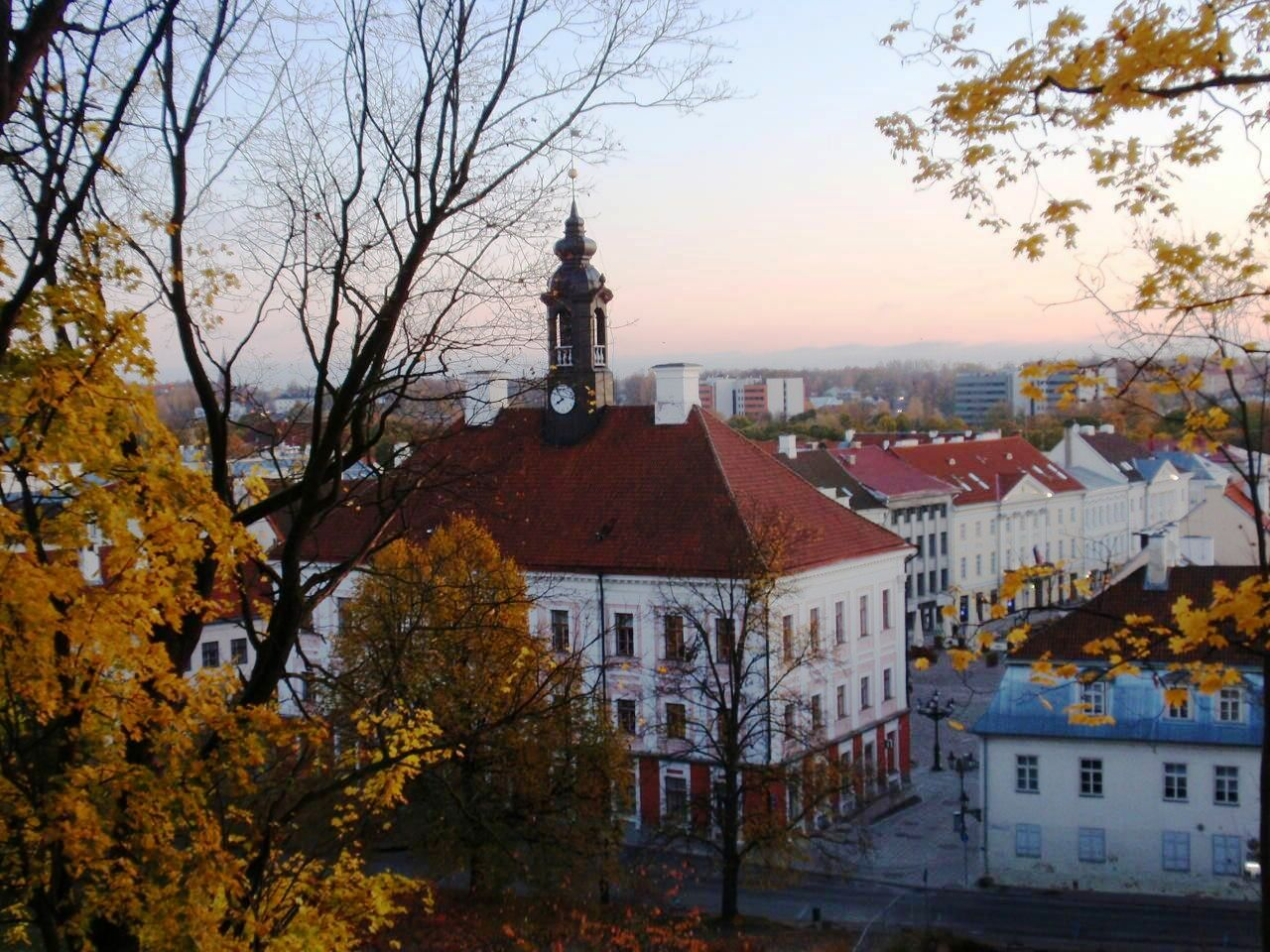
L'hôtel de ville en automne.
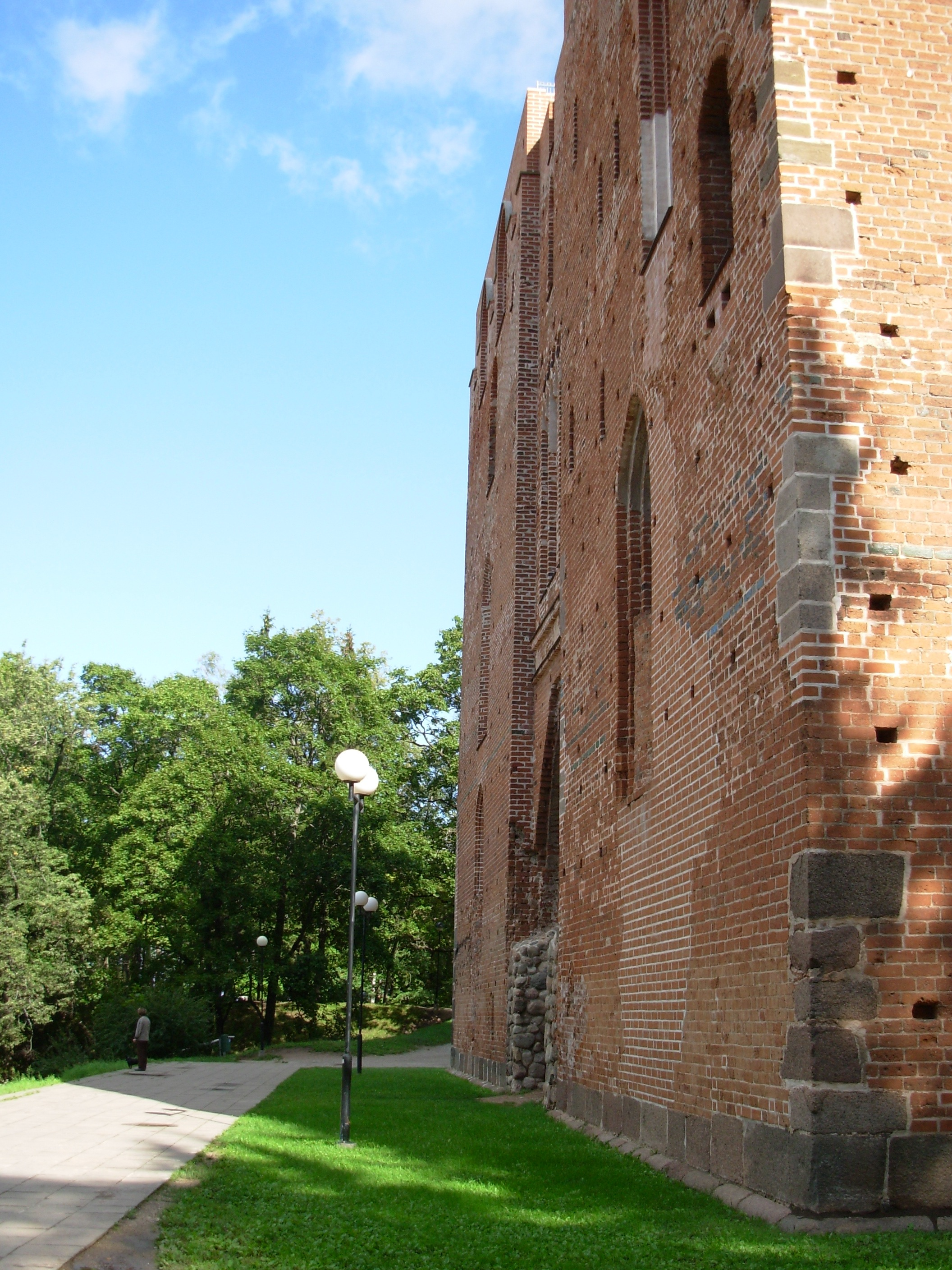
La cathédrale de Tartu en ruine.
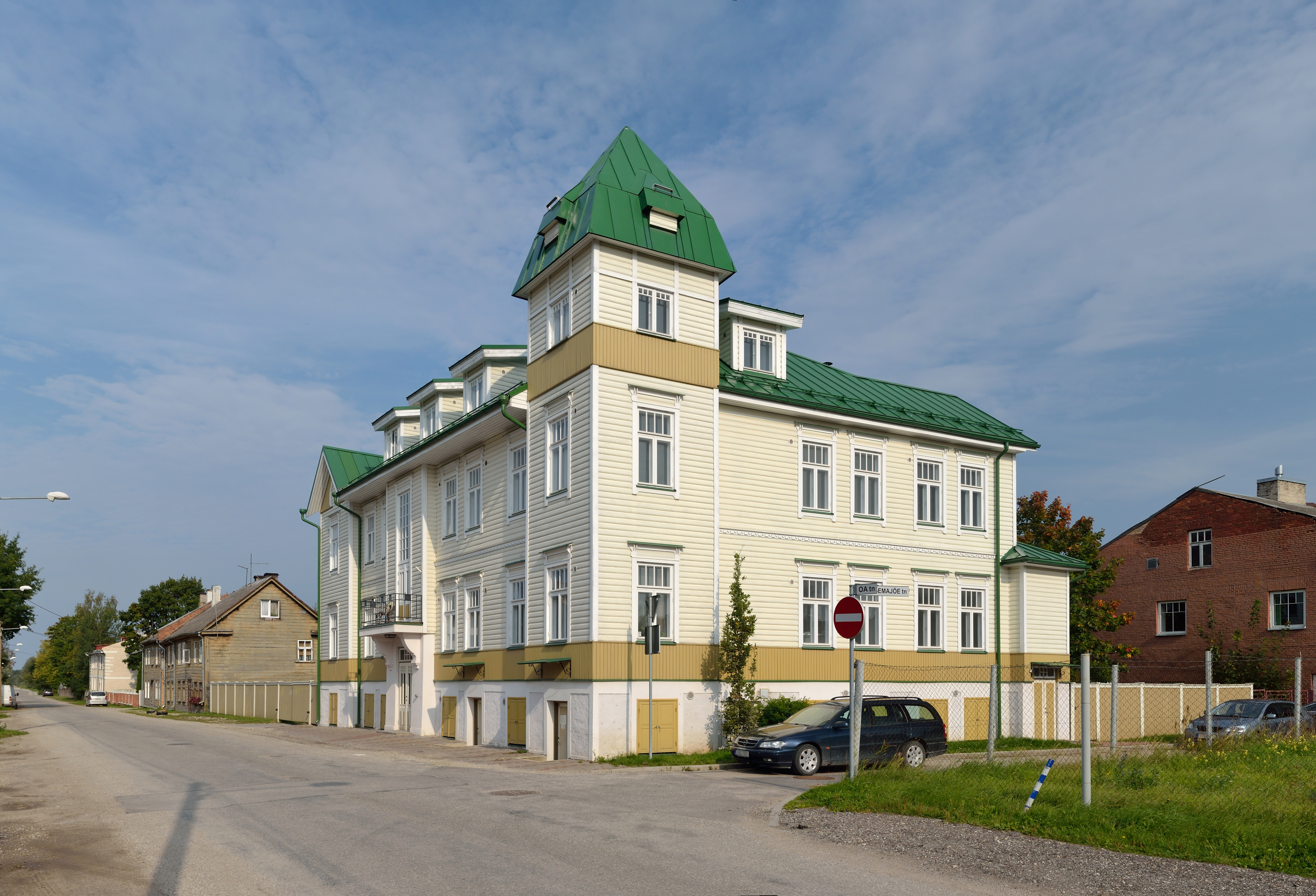
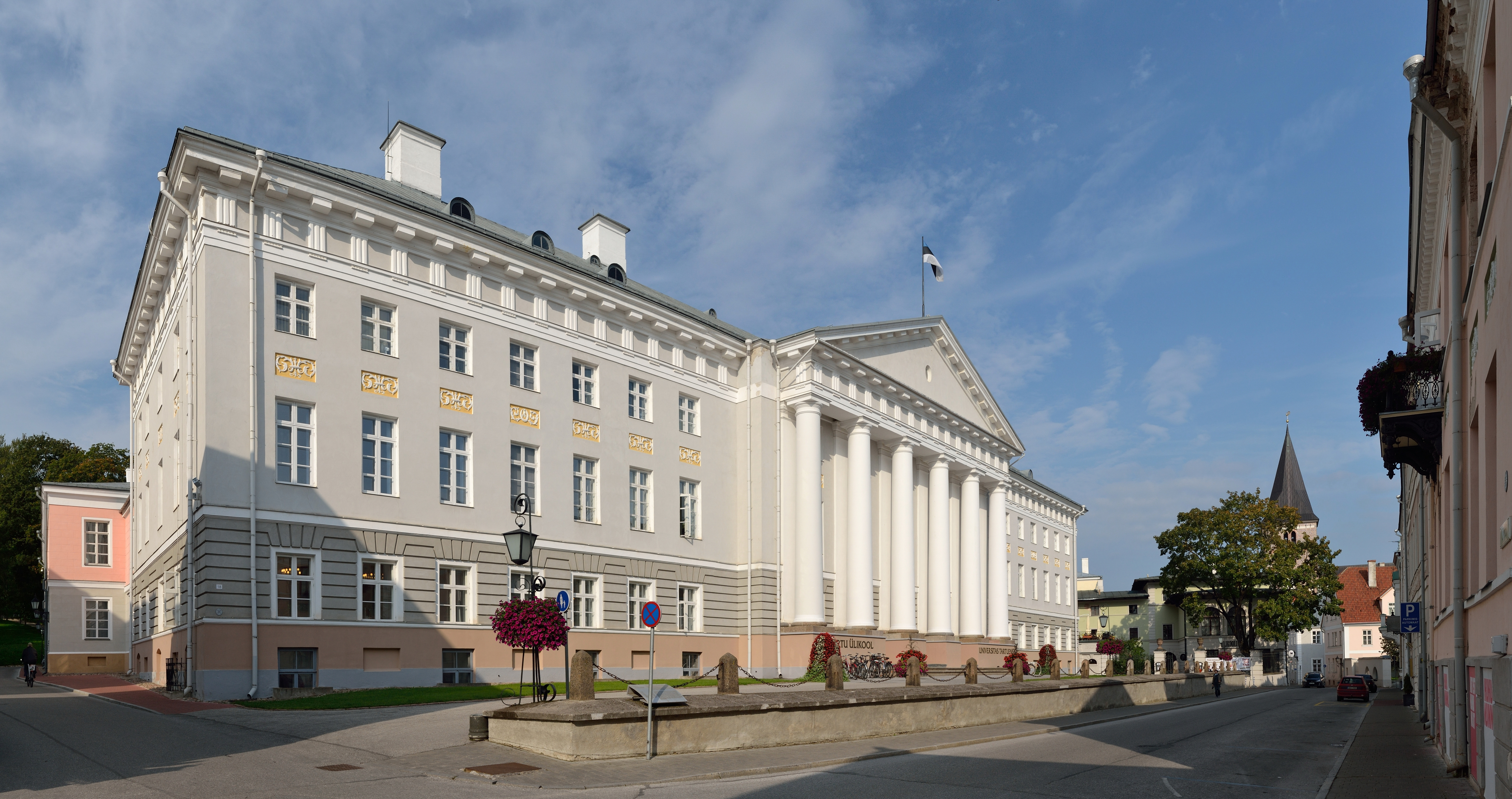
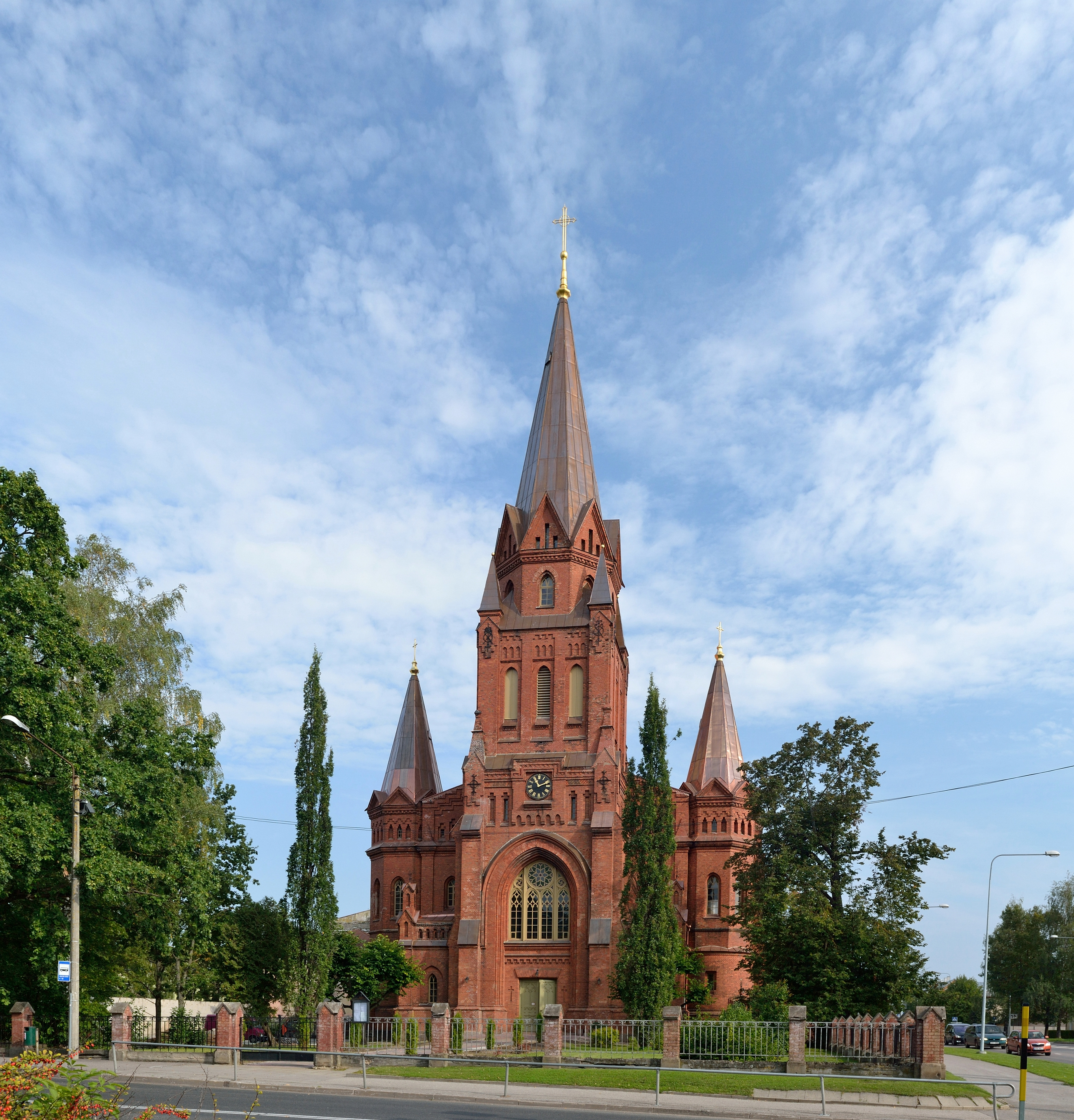
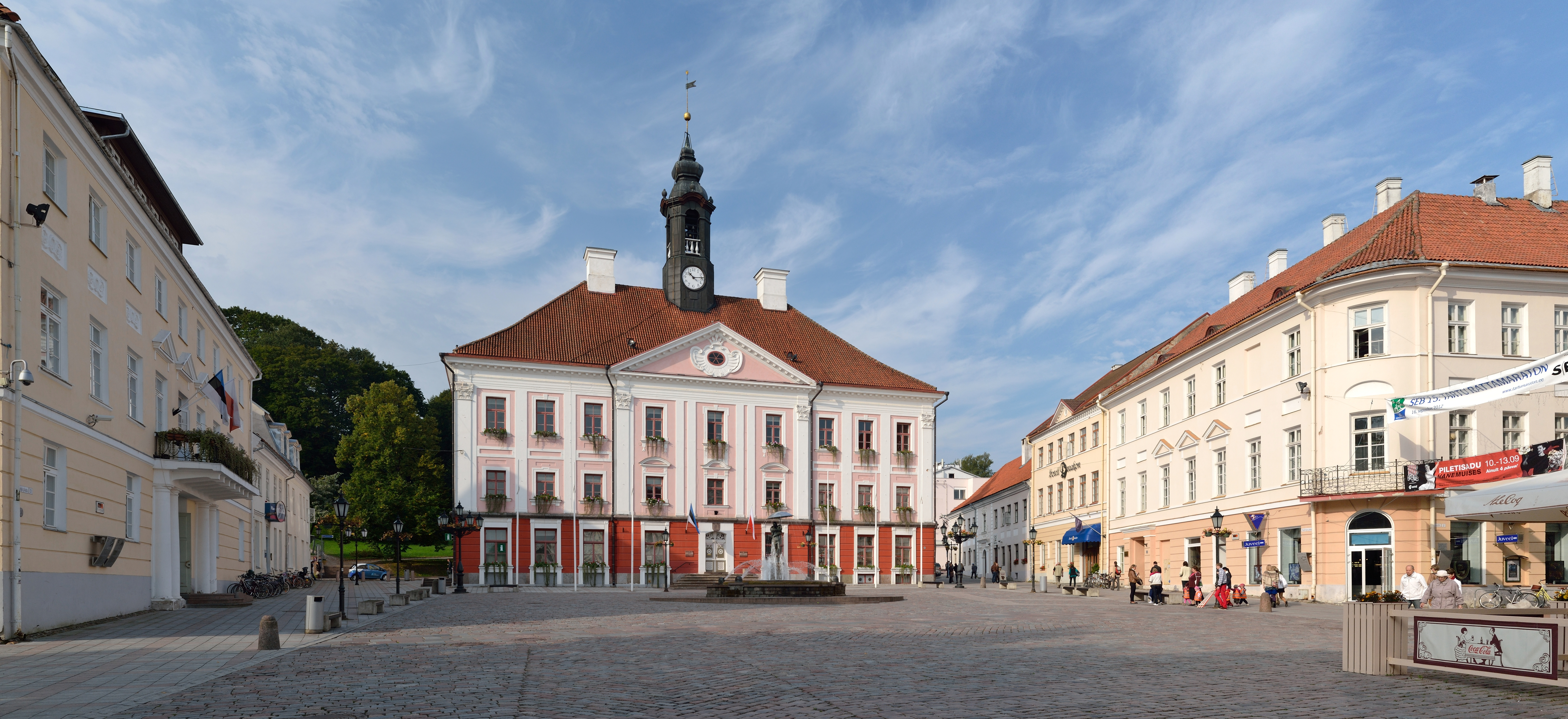
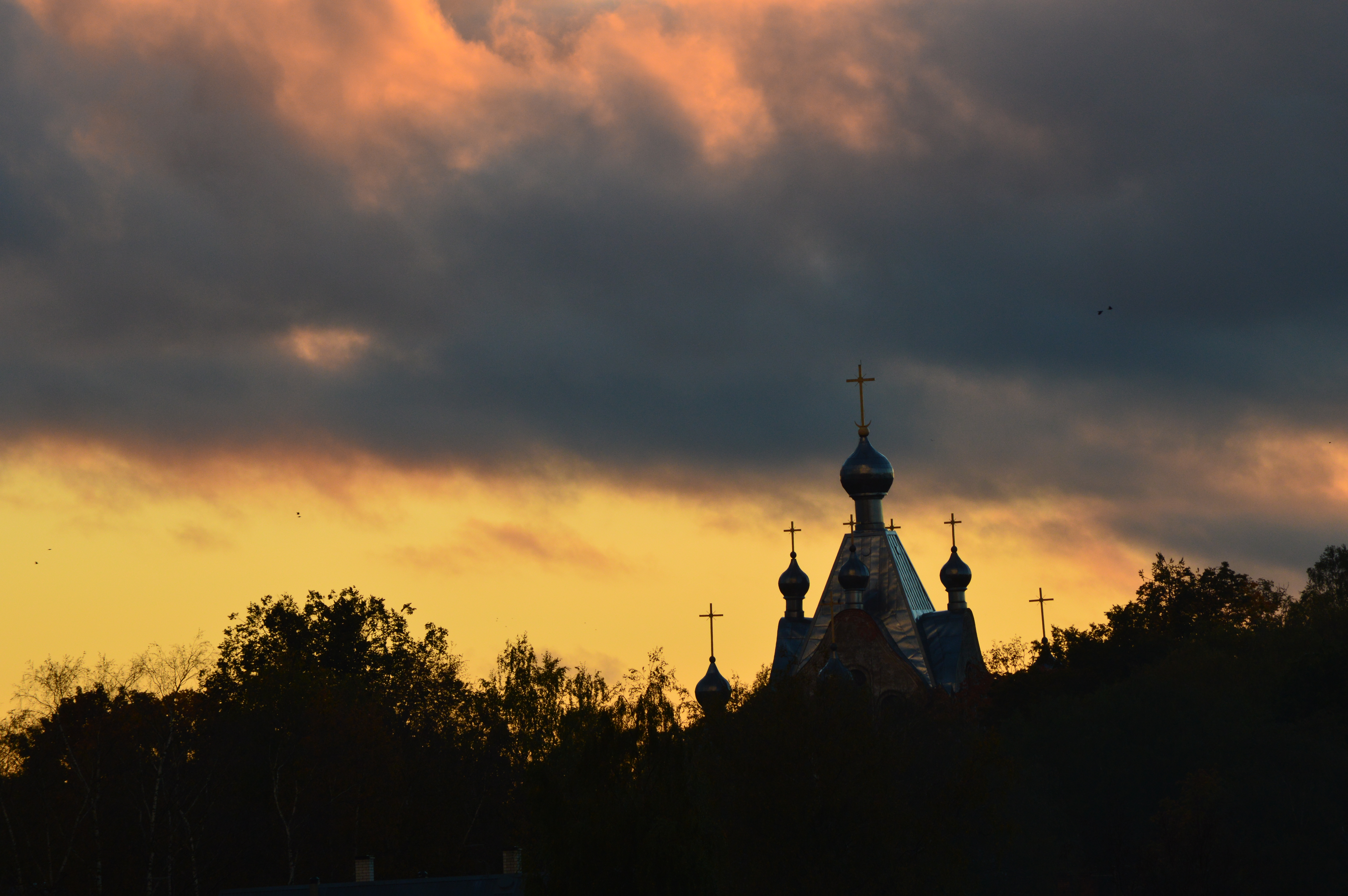
Dômes de l'église Saint-Alexandre
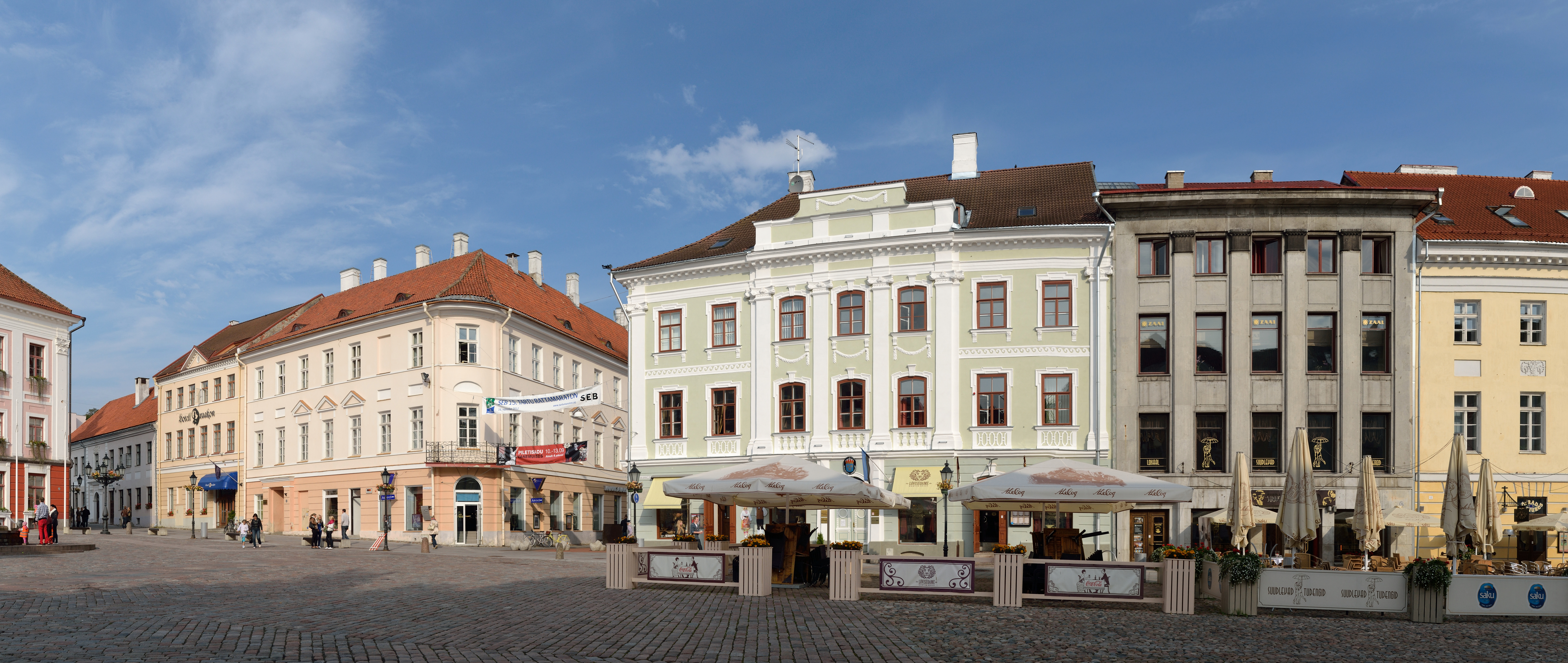
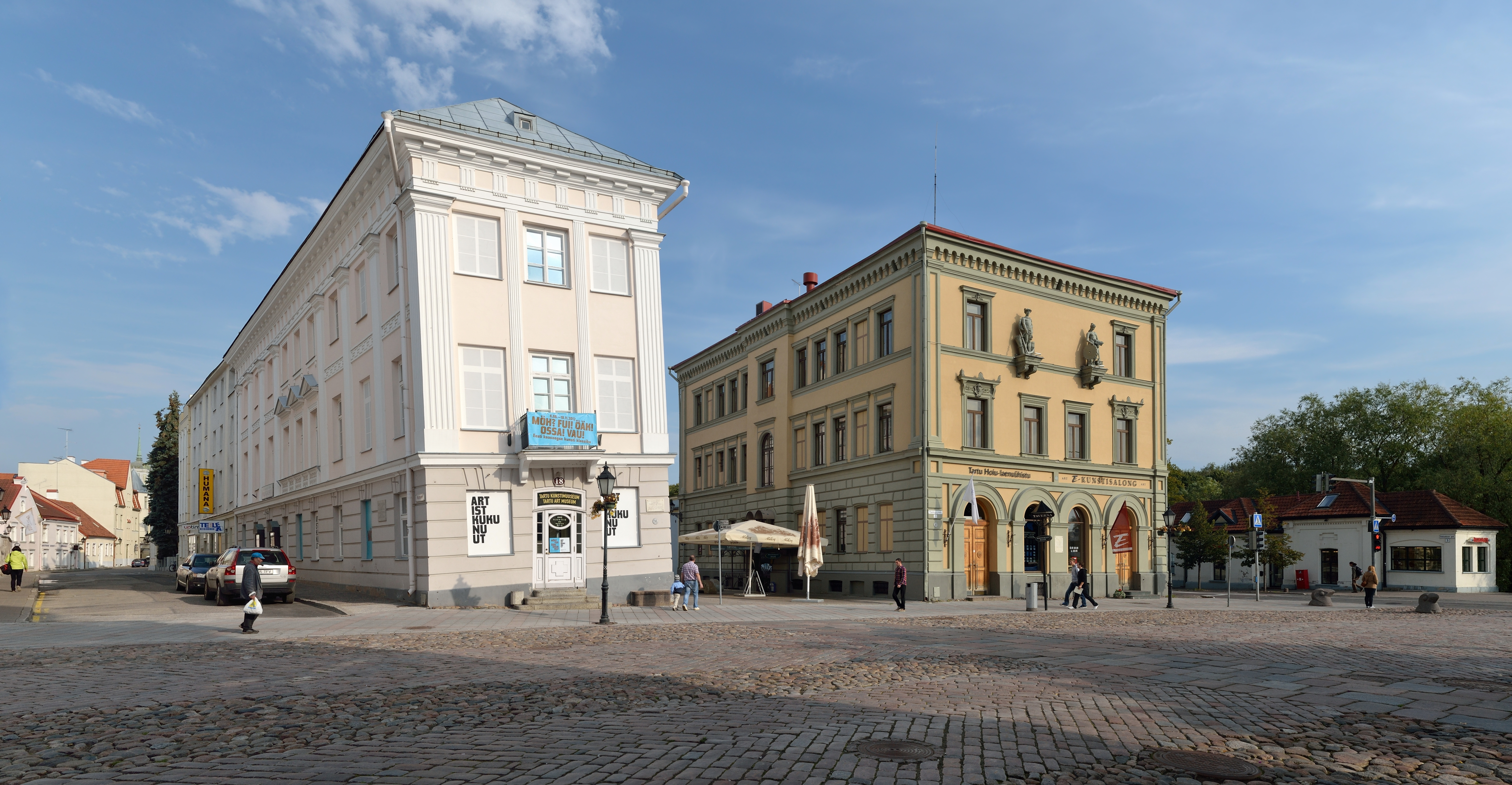
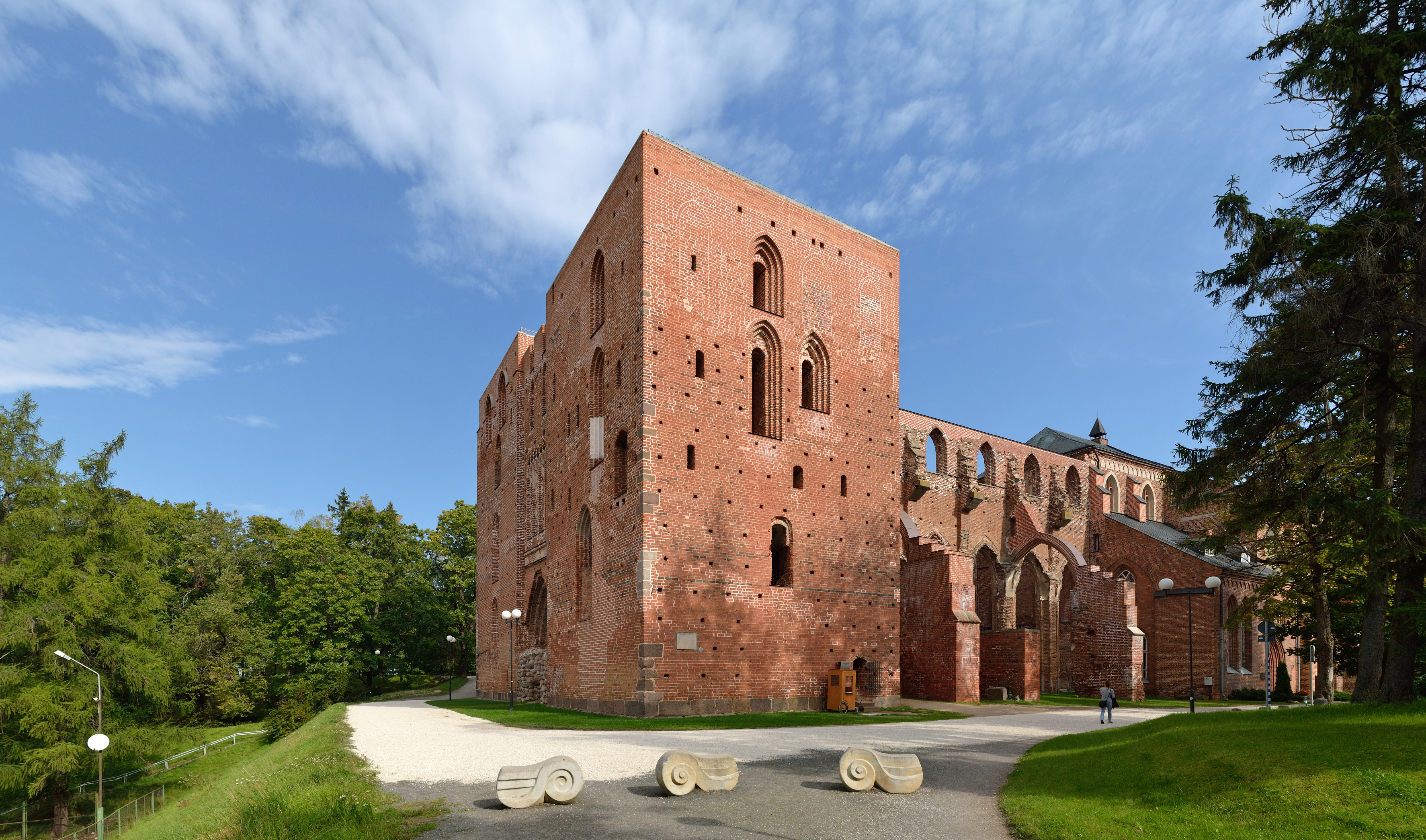
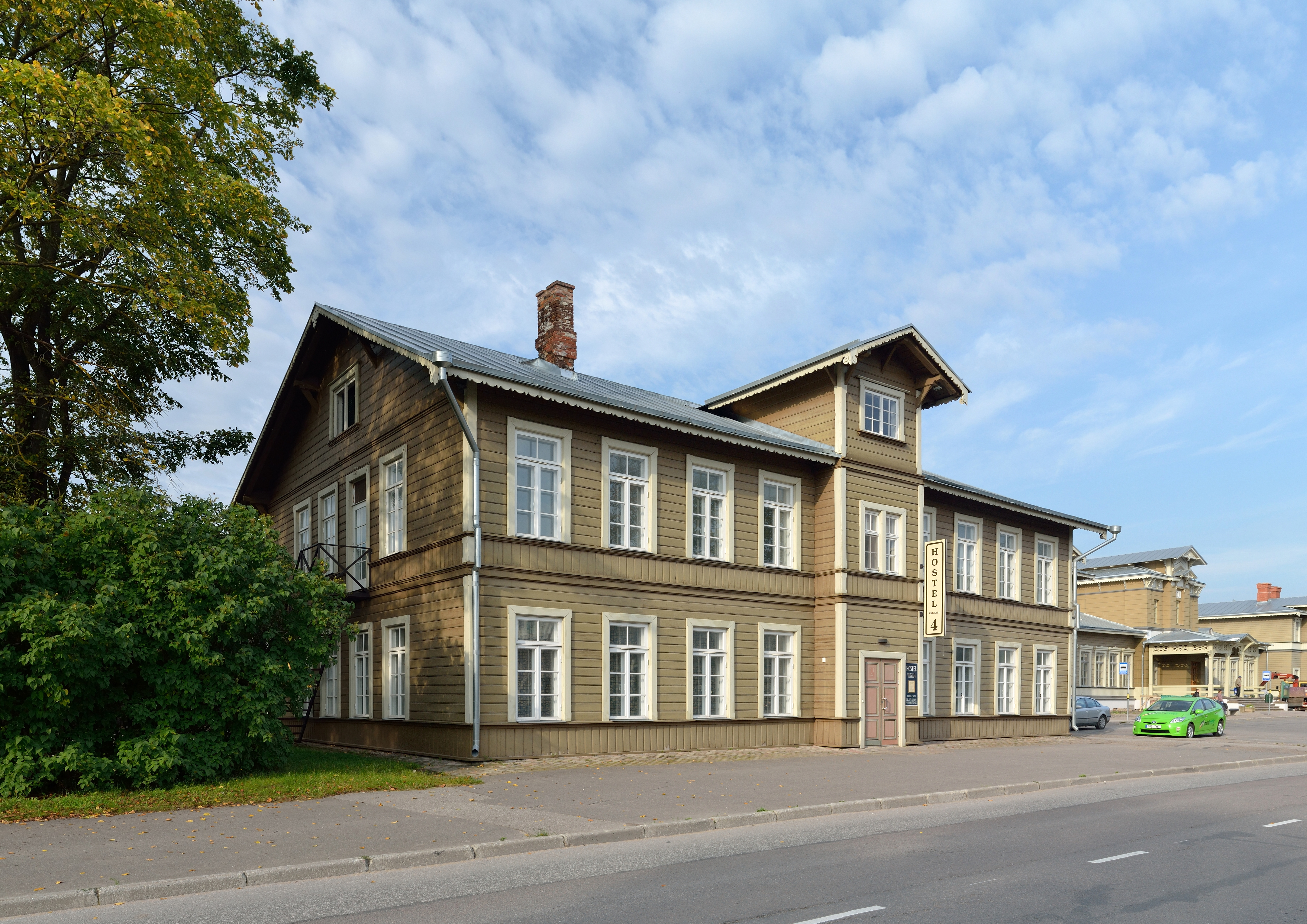
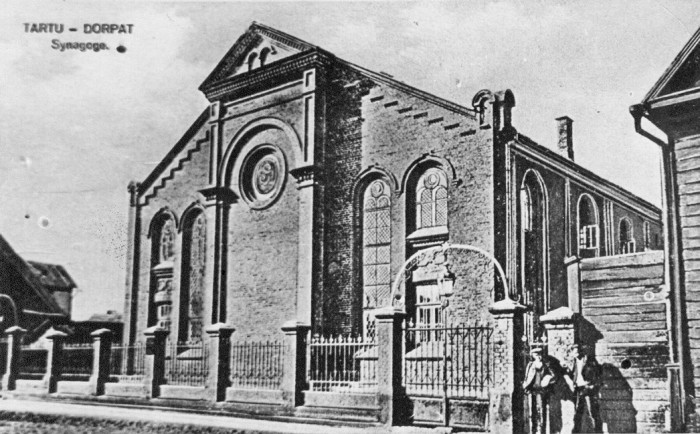
La synagogue[69],
Püssirohukelder (et)[71]
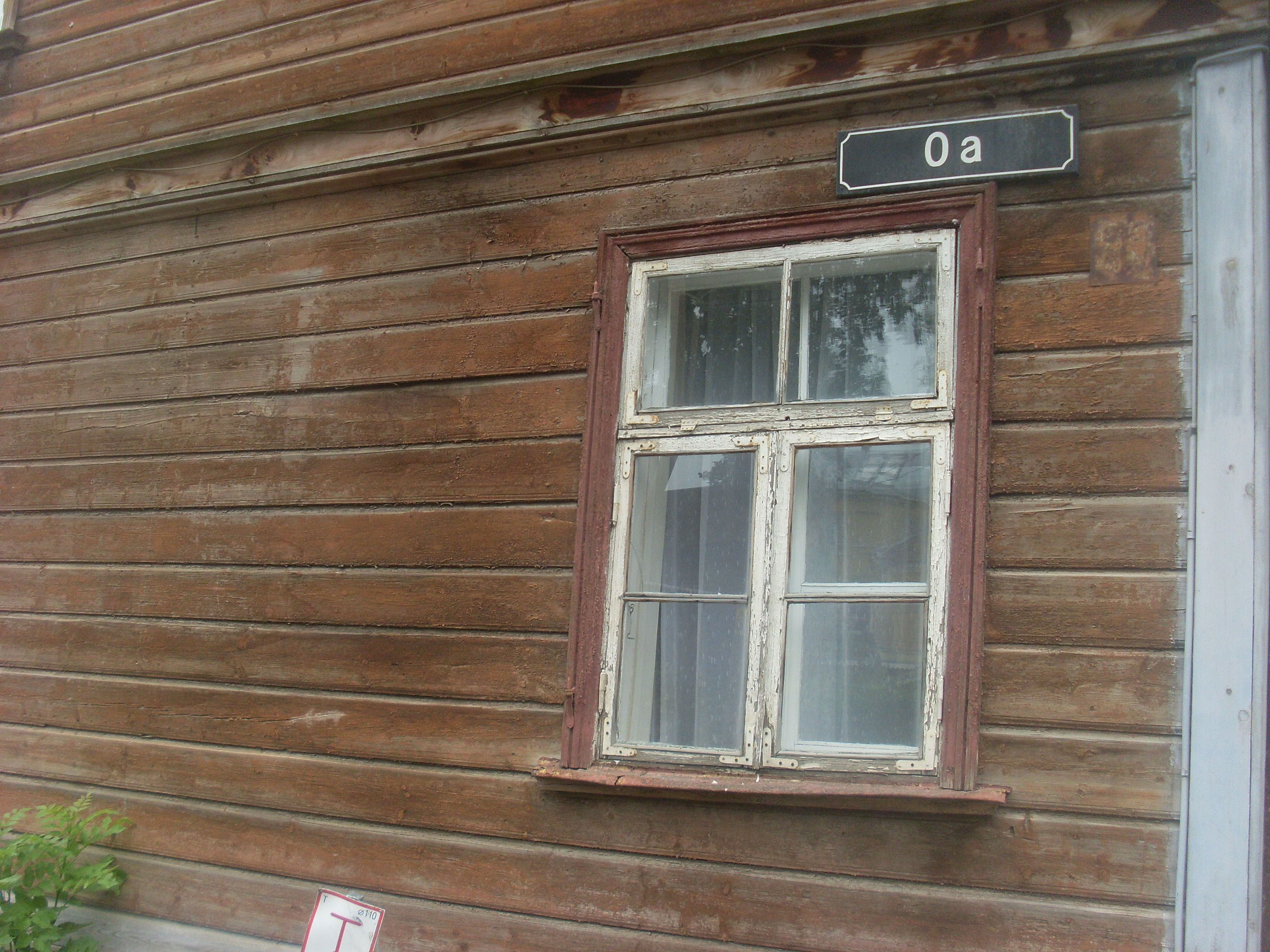
Rue Oa.

## Personnalités

### XVIIIesiècle
- François Guillemot de Villebois, vice-amiral (1681-1760).
- Wilhelm Friedrich Hezel, orientaliste et théologien allemand, professeur d'exégèse et de langues orientales à l'université de Tartu (1754-1829).

### XIXesiècle
- Karl August Senff, peintre et graveur germano-balte (1770-1838)
- Magnus Georg Paucker, maître de conférences à l'université de Dorpat (1787-1855)
- Heinrich Lenz, physicien germano-balte (1804-1865)
- Alexandre von Wrangel (1804-1880)
- Otto Hermann (1878-1933), compositeur

### XXesiècle
- Erich Walter (1877-1957), acteur
- Felix Kersten (1898-1960), masseur thérapeutique
- Johannes Bleive (1909-1991), compositeur
- Ene-Margit Tiit (1934-), mathématicienne, statisticienne et professeure à l'université de la ville
- Helga Nõu, femme de lettres estonienne née en 1934 à Tartu
- Jüri Lina (1949-), essayiste et ufologue
- Aavo Pikkuus (1954-), coureur cycliste
- Eve Kiiler (1960-), photographe et artiste
- Indrek Kaseorg (1967-), athlète, spécialiste du décathlon
- Jaan Kirsipuu (1969-), coureur cycliste

### XXIesiècle
- Kersti Kaljulaid (1969-), présidente de la république d'Estonie en exercice
- Anna Hints (1982-), réalisatrice
- Riin Tamm, généticienne (1981-)
- Rein Taaramäe, coureur cycliste (1987-)
- Elisabeth Erm, mannequin (1993-)
- Kregor Zirk (1999-), nageur